# Playoffs NBA 2015
Navigation
Playoffs 2014 Playoffs 2016
Les playoffs NBA 2015 sont les séries éliminatoires (en anglais : playoffs) de la saison NBA 2014-2015. Ils ont débuté le samedi 18 avril 2015.

## Règlement
Dans chacune des deux conférences (Est et Ouest), les 3 équipes vainqueurs de division et les 5 meilleures équipes restantes de chaque conférence se qualifient pour les playoffs. Les 8 équipes qualifiées de chaque conférence sont classées de 1 à 8 selon leur nombre de victoires, sachant que chaque équipe championne de division est au pire classée quatrième.
Les critères de départage des équipes sont :
1. équipe championne de division par rapport à une équipe non championne de division
2. face-à-face
3. bilan de division (si les équipes sont dans la même division)
4. bilan de conférence
5. bilan face aux équipes qualifiées en playoffs situées dans la même conférence
6. bilan face aux équipes qualifiées en playoffs situées dans l'autre conférence
7. différence générale de points.

Au premier tour, l'équipe classée numéro 1 affronte l'équipe classée numéro 8, la numéro 2 la 7, la 3 la 6 et la 4 la 5.
En demi-finale de conférence, l'équipe vainqueur du match entre la numéro 1 et la numéro 8 rencontre l'équipe vainqueur du match entre la numéro 4 et la numéro 5 et l'équipe vainqueur du match entre la numéro 2 et la numéro 7 rencontre l'équipe vainqueur du match entre la numéro 3 et la numéro 6.
Les vainqueurs des demi-finales de conférence s'affrontent en finale de conférence. Les deux équipes ayant remporté la finale de leur conférence respective sont nommées championnes de conférence et se rencontrent ensuite pour une série déterminant le champion NBA.
Chaque série de playoffs se déroule au meilleur des 7 matches, la première équipe à 4 victoires passant au tour suivant. Dans chaque série, l'avantage du terrain est attribué à l'équipe ayant le plus de victoires, quel que soit son classement à l'issue de la saison régulière.
Les séries se déroulent de la manière suivante : 
| Match | 3 premiers tours | Finale NBA*     |
| ----- | ---------------- | --------------- |
| 1     | Meilleur bilan   | Meilleur bilan  |
| 2     | Meilleur bilan   | Meilleur bilan  |
| 3     | Moins bon bilan  | Moins bon bilan |
| 4     | Moins bon bilan  | Moins bon bilan |
| 5     | Meilleur bilan   | Meilleur bilan  |
| 6     | Moins bon bilan  | Moins bon bilan |
| 7     | Meilleur bilan   | Meilleur bilan  |

## Équipes qualifiées

### Conférence Est
| Rang | Équipe                 | Bilan | Obtention         | Obtention         | Obtention                       | Obtention          |
| Rang | Équipe                 | Bilan | Place en playoffs | Titre de division | Meilleur bilan de la conférence | Meilleur bilan NBA |
| ---- | ---------------------- | ----- | ----------------- | ----------------- | ------------------------------- | ------------------ |
| 1    | Hawks d'Atlanta        | 60-22 | 3 mars            | 20 mars           | 27 mars                         | —                  |
| 2    | Cavaliers de Cleveland | 53-29 | 20 mars           | 8 avril           | —                               | —                  |
| 3    | Bulls de Chicago       | 50-32 | 23 mars           | —                 | —                               | —                  |
| 4    | Raptors de Toronto     | 49-33 | 25 mars           | 27 mars           | —                               | —                  |
| 5    | Wizards de Washington  | 46-36 | 30 mars           | —                 | —                               | —                  |
| 6    | Bucks de Milwaukee     | 41-41 | 12 avril          | —                 | —                               | —                  |
| 7    | Celtics de Boston      | 40-42 | 13 avril          | —                 | —                               | —                  |
| 8    | Nets de Brooklyn       | 38-44 | 15 avril          | —                 | —                               | —                  |

### Conférence Ouest
| Rang | Équipe                          | Bilan | Obtention         | Obtention         | Obtention                       | Obtention          |
| Rang | Équipe                          | Bilan | Place en playoffs | Titre de division | Meilleur bilan de la conférence | Meilleur bilan NBA |
| ---- | ------------------------------- | ----- | ----------------- | ----------------- | ------------------------------- | ------------------ |
| 1    | Warriors de Golden State        | 67-15 | 16 mars           | 24 mars           | 28 mars                         | 4 avril            |
| 2    | Rockets de Houston              | 56-26 | 27 mars           | 15 avril          | —                               | —                  |
| 3    | Clippers de Los Angeles         | 56-26 | 27 mars           | —                 | —                               | —                  |
| 4    | Trail Blazers de Portland       | 51-31 | 30 mars           | 3 avril           | —                               | —                  |
| 5    | Grizzlies de Memphis            | 55-27 | 23 mars           | —                 | —                               | —                  |
| 6    | Spurs de San Antonio            | 55-27 | 1er avril         | —                 | —                               | —                  |
| 7    | Mavericks de Dallas             | 50-32 | 7 avril           | —                 | —                               | —                  |
| 8    | Pelicans de La Nouvelle-Orléans | 45-37 | 15 avril          | —                 | —                               | —                  |

### Tableau final
|  | 1er tour         | 1er tour                        | 1er tour                 |   |                           | Demi-finales de Conférence | Demi-finales de Conférence | Demi-finales de Conférence |  |   | Finales de Conférence    | Finales de Conférence | Finales de Conférence |  |    | Finales NBA            | Finales NBA | Finales NBA |
|  |                  |                                 |                          |   |                           |                            |                            |                            |  |   |                          |                       |                       |  |    |                        |             |             |
|  | 1                | Hawks d'Atlanta                 | 4                        |   |                           |                            |                            |                            |  |   |                          |                       |                       |  |    |                        |             |             |
|  | 8                | Nets de Brooklyn                | 2                        |   |                           |                            |                            |                            |  |   |                          |                       |                       |  |    |                        |             |             |
|  | 8                | Nets de Brooklyn                | 2                        |   | 1                         | Hawks d'Atlanta            | 4                          |                            |  |   |                          |                       |                       |  |    |                        |             |             |
|  |                  |                                 |                          |   | 1                         | Hawks d'Atlanta            | 4                          |                            |  |   |                          |                       |                       |  |    |                        |             |             |
|  |                  | 5                               | Wizards de Washington    | 2 |                           |                            |                            |                            |  |   |                          |                       |                       |  |    |                        |             |             |
|  | 4                | 5                               | Wizards de Washington    | 2 | Raptors de Toronto        | 0                          |                            |                            |  |   |                          |                       |                       |  |    |                        |             |             |
|  | 4                |                                 |                          |   | Raptors de Toronto        | 0                          |                            |                            |  |   |                          |                       |                       |  |    |                        |             |             |
|  | 5                | Wizards de Washington           | 4                        |   |                           |                            |                            |                            |  |   |                          |                       |                       |  |    |                        |             |             |
|  | 5                | Wizards de Washington           | 4                        |   |                           |                            |                            |                            |  | 1 | Hawks d'Atlanta          | 0                     |                       |  |    |                        |             |             |
|  | Conférence Est   |                                 |                          |   |                           |                            |                            |                            |  | 1 | Hawks d'Atlanta          | 0                     |                       |  |    |                        |             |             |
|  |                  | 2                               | Cavaliers de Cleveland   | 4 |                           |                            |                            |                            |  |   |                          |                       |                       |  |    |                        |             |             |
|  | 3                | 2                               | Cavaliers de Cleveland   | 4 | Bulls de Chicago          | 4                          |                            |                            |  |   |                          |                       |                       |  |    |                        |             |             |
|  | 3                |                                 |                          |   | Bulls de Chicago          | 4                          |                            |                            |  |   |                          |                       |                       |  |    |                        |             |             |
|  | 6                | Bucks de Milwaukee              | 2                        |   |                           |                            |                            |                            |  |   |                          |                       |                       |  |    |                        |             |             |
|  | 6                | Bucks de Milwaukee              | 2                        |   | 3                         | Bulls de Chicago           | 2                          |                            |  |   |                          |                       |                       |  |    |                        |             |             |
|  |                  |                                 |                          |   | 3                         | Bulls de Chicago           | 2                          |                            |  |   |                          |                       |                       |  |    |                        |             |             |
|  |                  | 2                               | Cavaliers de Cleveland   | 4 |                           |                            |                            |                            |  |   |                          |                       |                       |  |    |                        |             |             |
|  | 2                | 2                               | Cavaliers de Cleveland   | 4 | Cavaliers de Cleveland    | 4                          |                            |                            |  |   |                          |                       |                       |  |    |                        |             |             |
|  | 2                |                                 |                          |   | Cavaliers de Cleveland    | 4                          |                            |                            |  |   |                          |                       |                       |  |    |                        |             |             |
|  | 7                | Celtics de Boston               | 0                        |   |                           |                            |                            |                            |  |   |                          |                       |                       |  |    |                        |             |             |
|  | 7                | Celtics de Boston               | 0                        |   |                           |                            |                            |                            |  |   |                          |                       |                       |  | E2 | Cavaliers de Cleveland | 2           |             |
|  |                  |                                 |                          |   |                           |                            |                            |                            |  |   |                          |                       |                       |  | E2 | Cavaliers de Cleveland | 2           |             |
|  |                  | O1                              | Warriors de Golden State | 4 |                           |                            |                            |                            |  |   |                          |                       |                       |  |    |                        |             |             |
|  | 1                | O1                              | Warriors de Golden State | 4 | Warriors de Golden State  | 4                          |                            |                            |  |   |                          |                       |                       |  |    |                        |             |             |
|  | 1                |                                 |                          |   | Warriors de Golden State  | 4                          |                            |                            |  |   |                          |                       |                       |  |    |                        |             |             |
|  | 8                | Pelicans de La Nouvelle-Orléans | 0                        |   |                           |                            |                            |                            |  |   |                          |                       |                       |  |    |                        |             |             |
|  | 8                | Pelicans de La Nouvelle-Orléans | 0                        |   | 1                         | Warriors de Golden State   | 4                          |                            |  |   |                          |                       |                       |  |    |                        |             |             |
|  |                  |                                 |                          |   | 1                         | Warriors de Golden State   | 4                          |                            |  |   |                          |                       |                       |  |    |                        |             |             |
|  |                  | 5                               | Grizzlies de Memphis     | 2 |                           |                            |                            |                            |  |   |                          |                       |                       |  |    |                        |             |             |
|  | 4                | 5                               | Grizzlies de Memphis     | 2 | Trail Blazers de Portland | 1                          |                            |                            |  |   |                          |                       |                       |  |    |                        |             |             |
|  | 4                |                                 |                          |   | Trail Blazers de Portland | 1                          |                            |                            |  |   |                          |                       |                       |  |    |                        |             |             |
|  | 5                | Grizzlies de Memphis            | 4                        |   |                           |                            |                            |                            |  |   |                          |                       |                       |  |    |                        |             |             |
|  | 5                | Grizzlies de Memphis            | 4                        |   |                           |                            |                            |                            |  | 1 | Warriors de Golden State | 4                     |                       |  |    |                        |             |             |
|  | Conférence Ouest |                                 |                          |   |                           |                            |                            |                            |  | 1 | Warriors de Golden State | 4                     |                       |  |    |                        |             |             |
|  |                  | 2                               | Rockets de Houston       | 1 |                           |                            |                            |                            |  |   |                          |                       |                       |  |    |                        |             |             |
|  | 3                | 2                               | Rockets de Houston       | 1 | Clippers de Los Angeles   | 4                          |                            |                            |  |   |                          |                       |                       |  |    |                        |             |             |
|  | 3                |                                 |                          |   | Clippers de Los Angeles   | 4                          |                            |                            |  |   |                          |                       |                       |  |    |                        |             |             |
|  | 6                | Spurs de San Antonio            | 3                        |   |                           |                            |                            |                            |  |   |                          |                       |                       |  |    |                        |             |             |
|  | 6                | Spurs de San Antonio            | 3                        |   | 3                         | Clippers de Los Angeles    | 3                          |                            |  |   |                          |                       |                       |  |    |                        |             |             |
|  |                  |                                 |                          |   | 3                         | Clippers de Los Angeles    | 3                          |                            |  |   |                          |                       |                       |  |    |                        |             |             |
|  |                  | 2                               | Rockets de Houston       | 4 |                           |                            |                            |                            |  |   |                          |                       |                       |  |    |                        |             |             |
|  | 2                | 2                               | Rockets de Houston       | 4 | Rockets de Houston        | 4                          |                            |                            |  |   |                          |                       |                       |  |    |                        |             |             |
|  | 2                |                                 |                          |   | Rockets de Houston        | 4                          |                            |                            |  |   |                          |                       |                       |  |    |                        |             |             |
|  | 7                | Mavericks de Dallas             | 1                        |   |                           |                            |                            |                            |  |   |                          |                       |                       |  |    |                        |             |             |

### Conférence Est

#### Salles
Salles des huit participants.

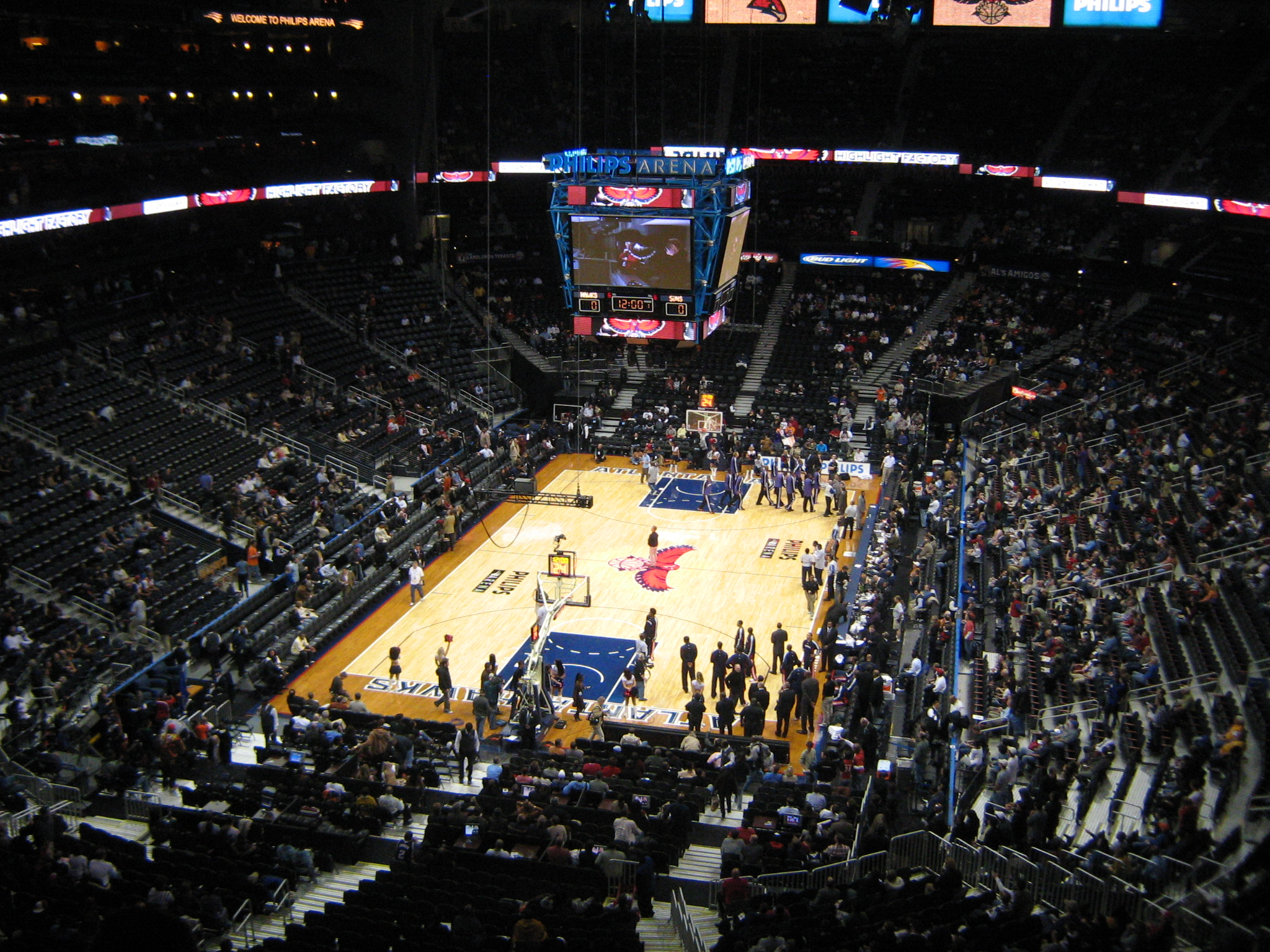
Philips Arena, Atlanta
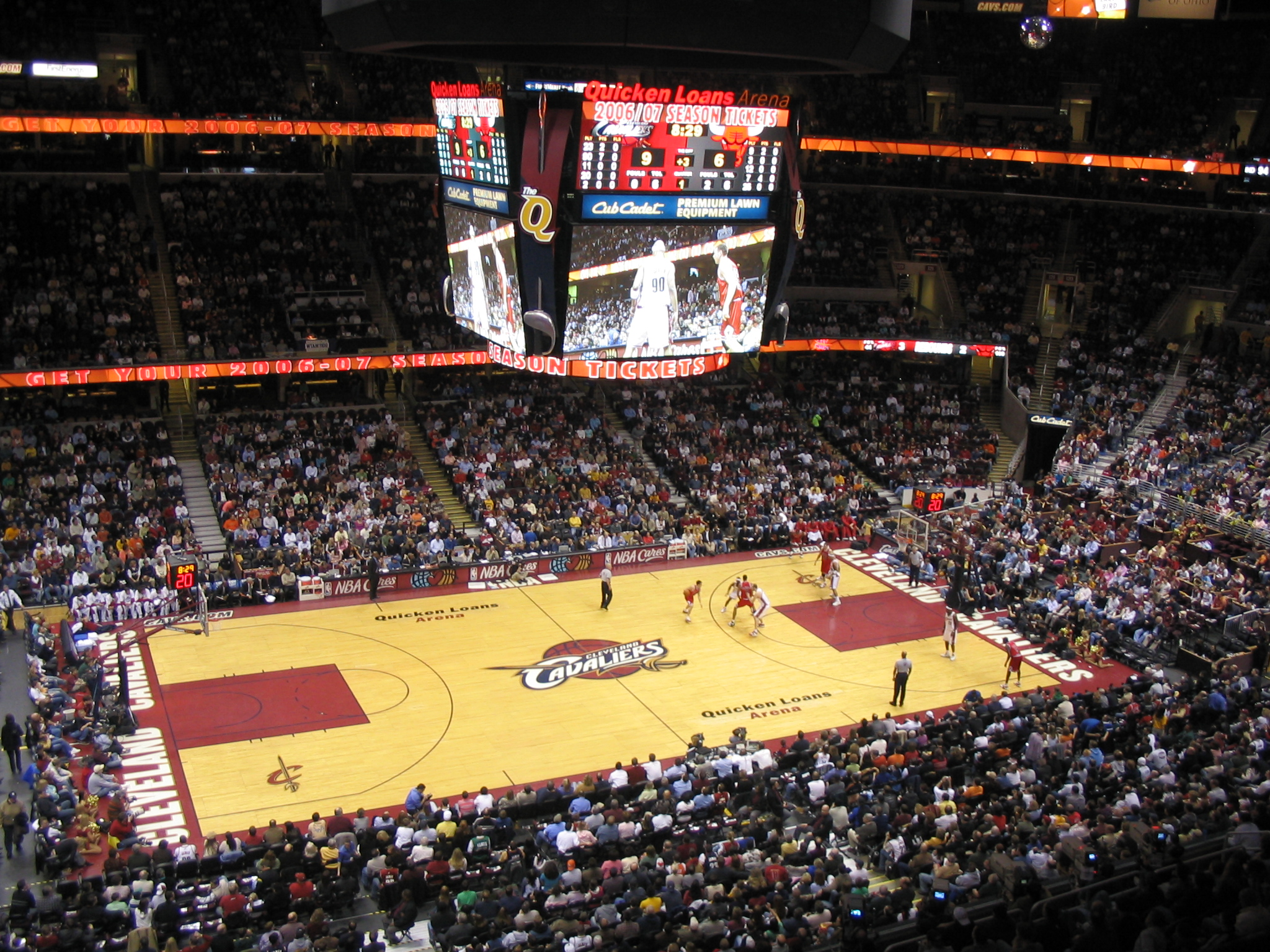
Quicken Loans Arena, Cleveland
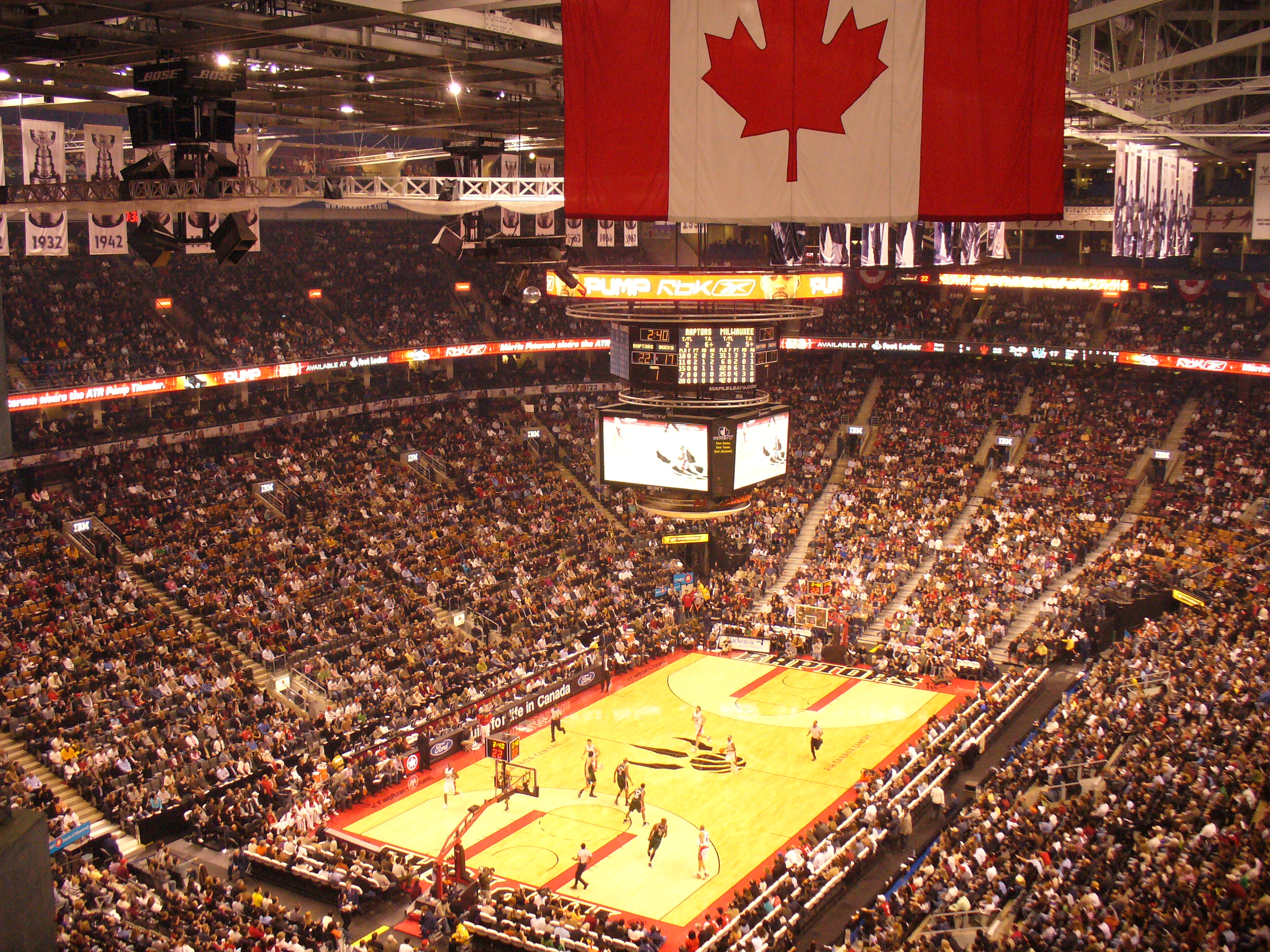
Centre Air Canada, Toronto
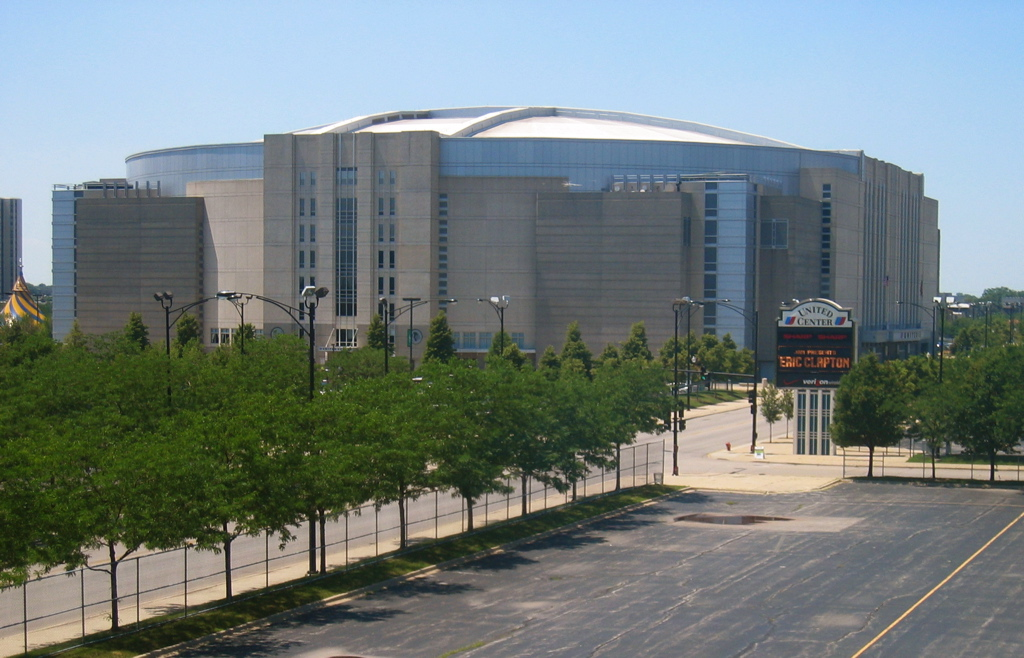
United Center, Chicago
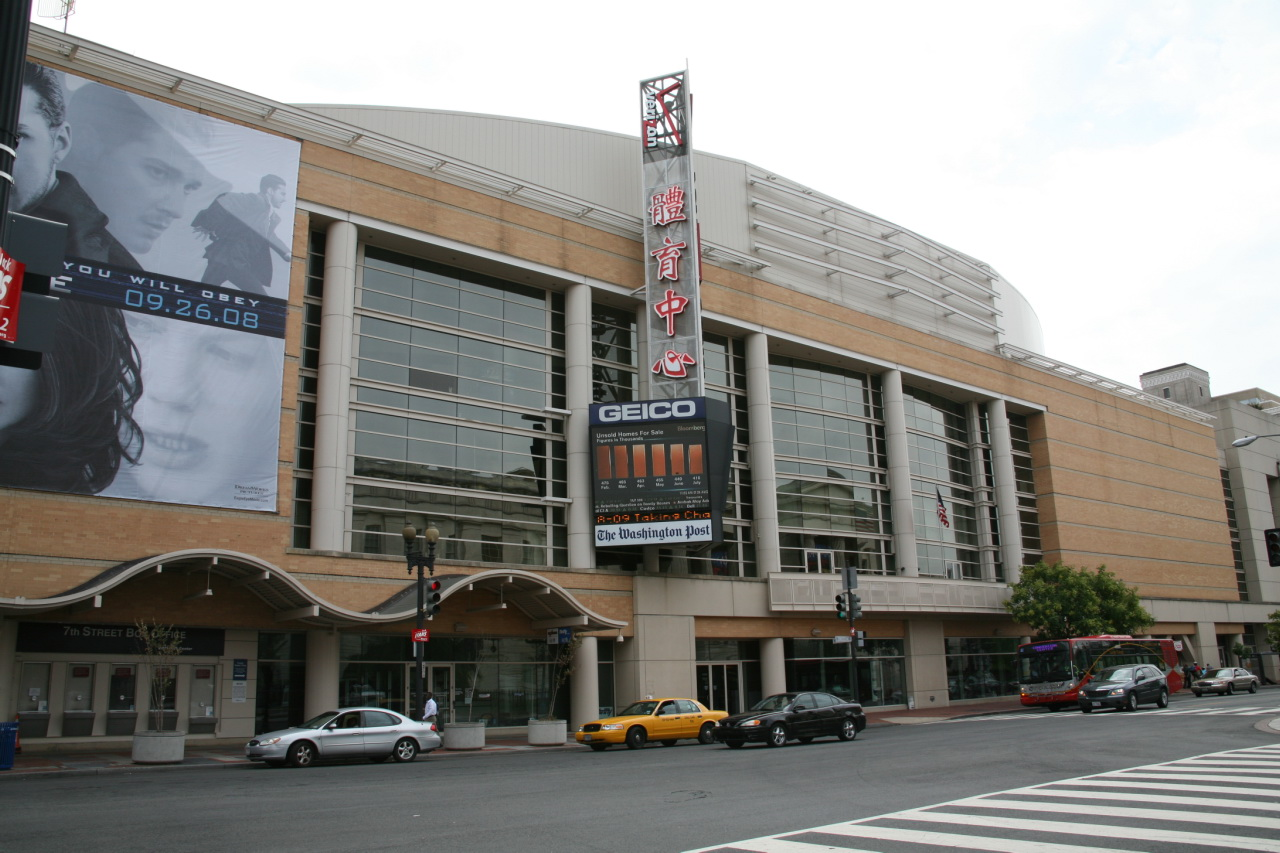
Verizon Center, Washington
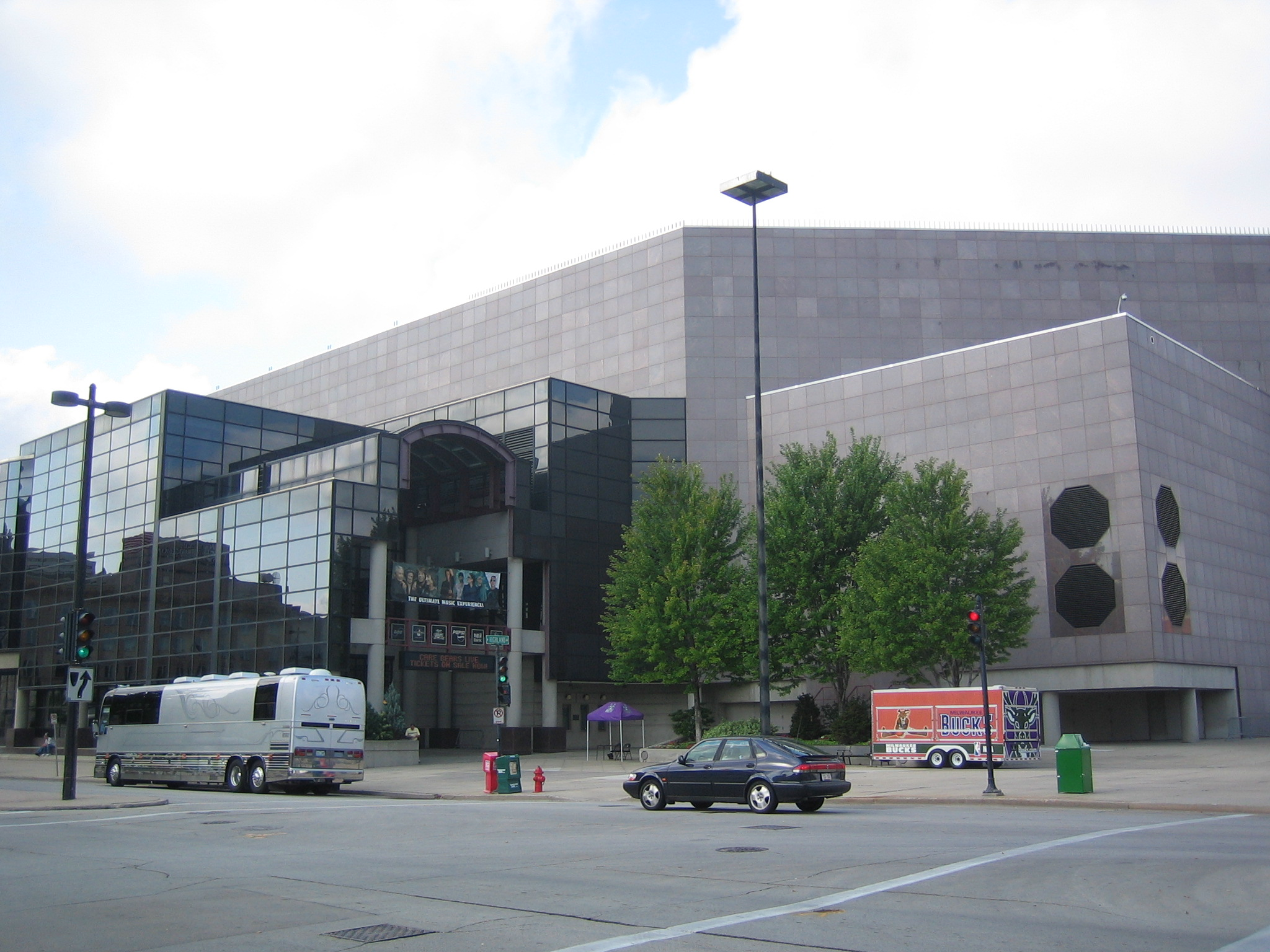
BMO Harris Bradley Center, Milwaukee
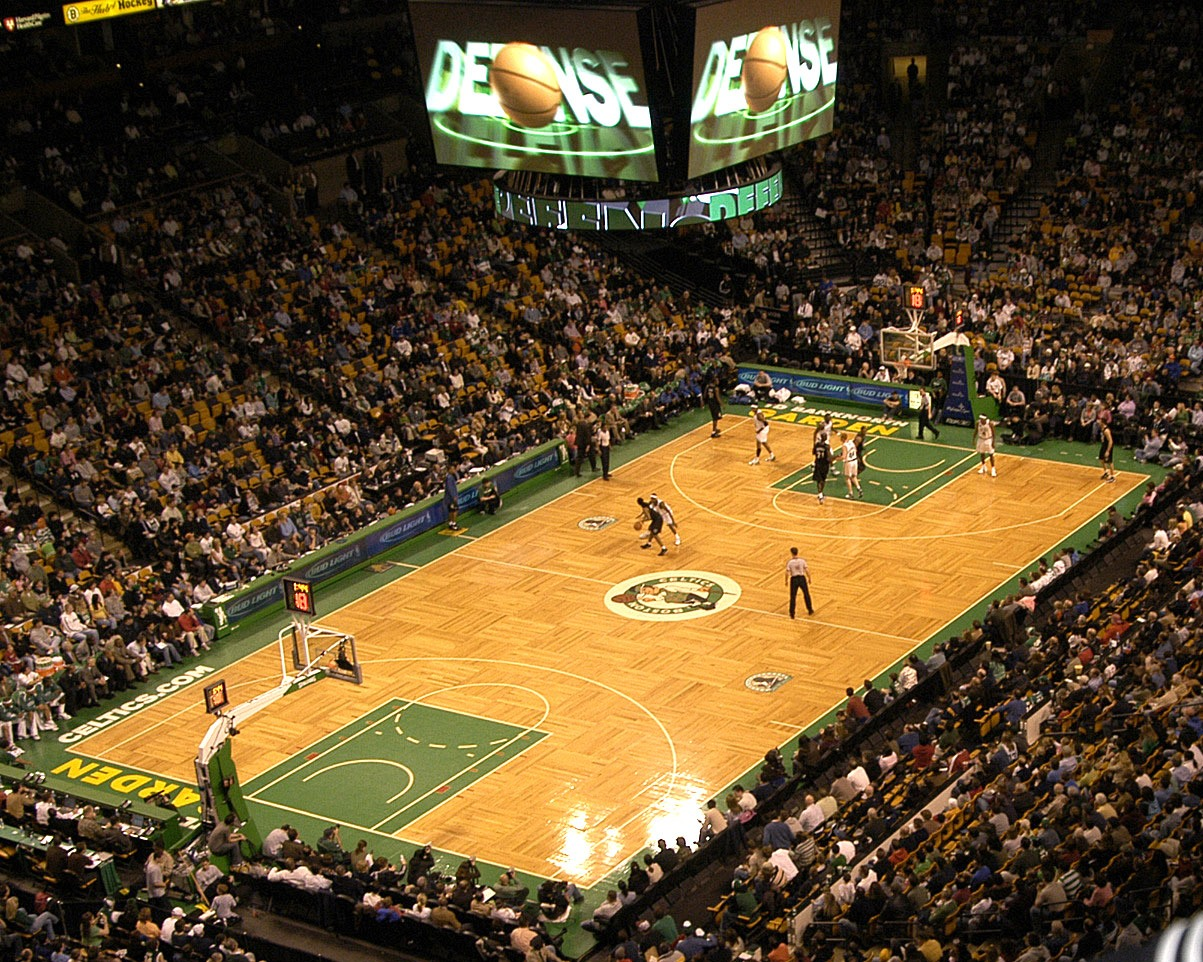
TD Garden, Boston
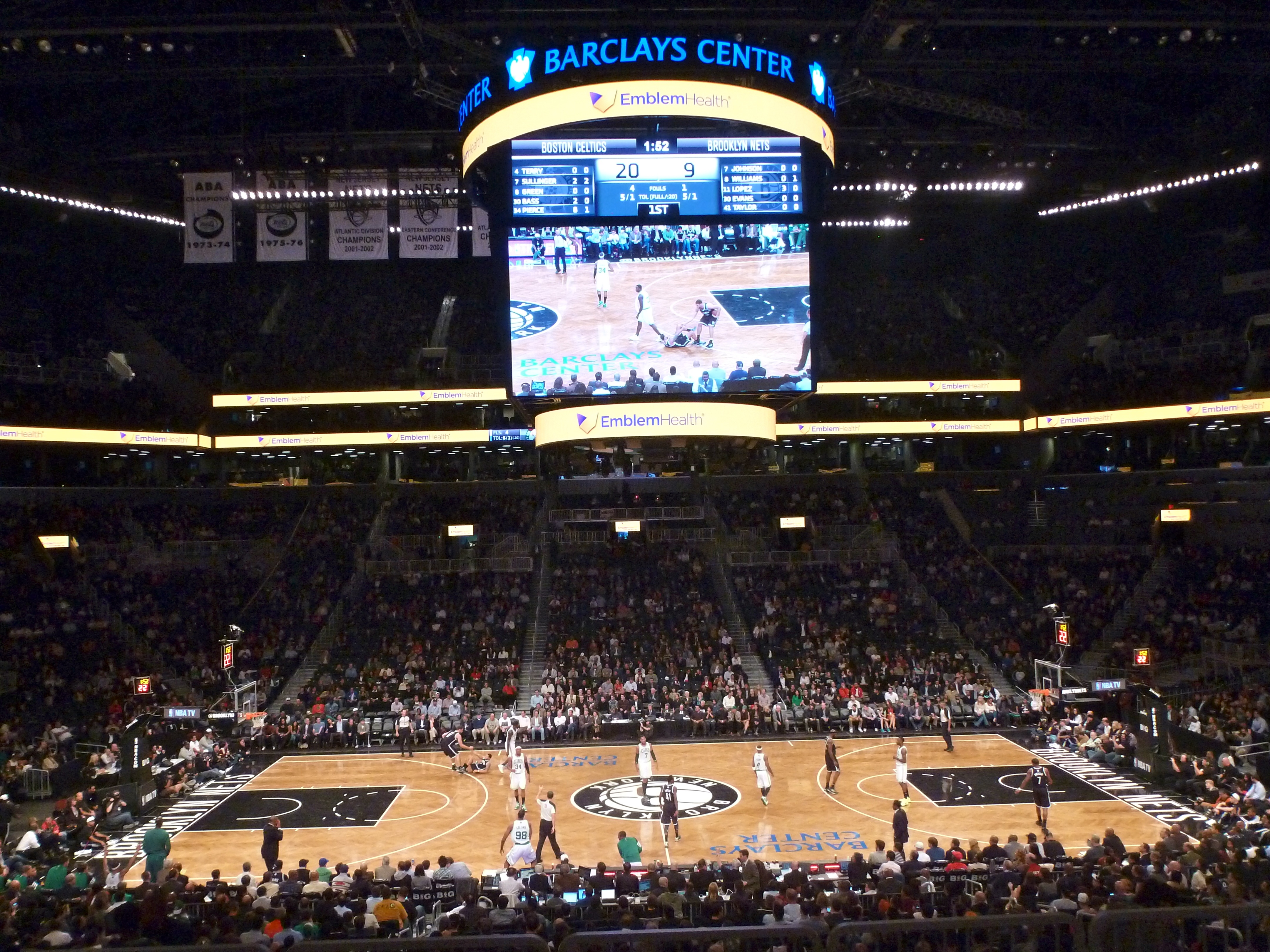
Barclays Center, Brooklyn

#### Premier tour

##### (1)Hawks d'Atlantavs.Nets de Brooklyn(8)
| 19 avril 2015 17:30 EDT | (en) Boxscore | Nets de Brooklyn 92, Hawks d'Atlanta 99            | Nets de Brooklyn 92, Hawks d'Atlanta 99 | Nets de Brooklyn 92, Hawks d'Atlanta 99  |  | Philips Arena, Atlanta Affluence : 18 440 Arbitres : no 43 Dan Crawford no 8 Marc Davis no 15 Bennett Salvatore | TNT |
| 19 avril 2015 17:30 EDT | (en) Boxscore | Score par quart-temps : 20-32, 25-23, 17-19, 30-25 |                                         |                                          |  | Philips Arena, Atlanta Affluence : 18 440 Arbitres : no 43 Dan Crawford no 8 Marc Davis no 15 Bennett Salvatore | TNT |
| 19 avril 2015 17:30 EDT | (en) Boxscore | Score par mi-temps : 45-55, 47-44                  |                                         |                                          |  | Philips Arena, Atlanta Affluence : 18 440 Arbitres : no 43 Dan Crawford no 8 Marc Davis no 15 Bennett Salvatore | TNT |
| 19 avril 2015 17:30 EDT | (en) Boxscore | Johnson, Lopez 17 Brook Lopez 14 Joe Johnson 6     | Points Rebonds Passes d.                | Kyle Korver 21 Al Horford 10 3 joueurs 3 |  | Philips Arena, Atlanta Affluence : 18 440 Arbitres : no 43 Dan Crawford no 8 Marc Davis no 15 Bennett Salvatore | TNT |

| 22 avril 2015 19:00 EDT | (en) Boxscore | Nets de Brooklyn 91, Hawks d'Atlanta 96            | Nets de Brooklyn 91, Hawks d'Atlanta 96 | Nets de Brooklyn 91, Hawks d'Atlanta 96    |  | Philips Arena, Atlanta Affluence : 18 207 Arbitres : no 24 Mike Callahan no 38 Michael Smith no 28 Zach Zarba | NBA TV |
| 22 avril 2015 19:00 EDT | (en) Boxscore | Score par quart-temps : 24-29, 23-21, 20-25, 24-21 |                                         |                                            |  | Philips Arena, Atlanta Affluence : 18 207 Arbitres : no 24 Mike Callahan no 38 Michael Smith no 28 Zach Zarba | NBA TV |
| 22 avril 2015 19:00 EDT | (en) Boxscore | Score par mi-temps : 47-50, 44-46                  |                                         |                                            |  | Philips Arena, Atlanta Affluence : 18 207 Arbitres : no 24 Mike Callahan no 38 Michael Smith no 28 Zach Zarba | NBA TV |
| 22 avril 2015 19:00 EDT | (en) Boxscore | Jarrett Jack 23 Deron Williams 10 Deron Williams 8 | Points Rebonds Passes d.                | Paul Millsap 19 Al Horford 13 Al Horford 7 |  | Philips Arena, Atlanta Affluence : 18 207 Arbitres : no 24 Mike Callahan no 38 Michael Smith no 28 Zach Zarba | NBA TV |

| 25 avril 2015 15:00 EDT | (en) Boxscore | Hawks d'Atlanta 83, Nets de Brooklyn 91            | Hawks d'Atlanta 83, Nets de Brooklyn 91 | Hawks d'Atlanta 83, Nets de Brooklyn 91      |  | Barclays Center, Brooklyn Affluence : 17 732 Arbitres : no 17 Joe Crawford no 10 Ron Garretson no 6 Tony Brown | TNT |
| 25 avril 2015 15:00 EDT | (en) Boxscore | Score par quart-temps : 16-31, 24-16, 22-20, 21-24 |                                         |                                              |  | Barclays Center, Brooklyn Affluence : 17 732 Arbitres : no 17 Joe Crawford no 10 Ron Garretson no 6 Tony Brown | TNT |
| 25 avril 2015 15:00 EDT | (en) Boxscore | Score par mi-temps : 40-47, 43-44                  |                                         |                                              |  | Barclays Center, Brooklyn Affluence : 17 732 Arbitres : no 17 Joe Crawford no 10 Ron Garretson no 6 Tony Brown | TNT |
| 25 avril 2015 15:00 EDT | (en) Boxscore | DeMarre Carroll 22 Paul Millsap 17 Jeff Teague 6   | Points Rebonds Passes d.                | Brook Lopez 22 Brook Lopez 13 Jarrett Jack 8 |  | Barclays Center, Brooklyn Affluence : 17 732 Arbitres : no 17 Joe Crawford no 10 Ron Garretson no 6 Tony Brown | TNT |

| 27 avril 2015 19:00 EDT | (en) Boxscore | Hawks d'Atlanta 115, Nets de Brooklyn 120                      | Hawks d'Atlanta 115, Nets de Brooklyn 120 | Hawks d'Atlanta 115, Nets de Brooklyn 120         | OT | Barclays Center, Brooklyn Arbitres : no 19 James Capers no 23 Jason Phillips no 42 Eric Lewis | NBA TV |
| 27 avril 2015 19:00 EDT | (en) Boxscore | Score par quart-temps : 24-25, 27-20, 31-29, 22-30, OT : 11-16 |                                           |                                                   | OT | Barclays Center, Brooklyn Arbitres : no 19 James Capers no 23 Jason Phillips no 42 Eric Lewis | NBA TV |
| 27 avril 2015 19:00 EDT | (en) Boxscore | Score par mi-temps : 51-45, 64-75                              |                                           |                                                   | OT | Barclays Center, Brooklyn Arbitres : no 19 James Capers no 23 Jason Phillips no 42 Eric Lewis | NBA TV |
| 27 avril 2015 19:00 EDT | (en) Boxscore | Carroll, Teague 20 Paul Millsap 12 Jeff Teague 11              | Points Rebonds Passes d.                  | Deron Williams 35 Brook Lopez 10 Deron Williams 7 | OT | Barclays Center, Brooklyn Arbitres : no 19 James Capers no 23 Jason Phillips no 42 Eric Lewis | NBA TV |

| 29 avril 2015 19:00 EDT | (en) Boxscore | Nets de Brooklyn 97, Hawks d'Atlanta 107           | Nets de Brooklyn 97, Hawks d'Atlanta 107 | Nets de Brooklyn 97, Hawks d'Atlanta 107       |  | Philips Arena, Atlanta Affluence : 18 105 Arbitres : no 13 Monty McCutchen no 36 David Jones no 60 James Williams | TNT |
| 29 avril 2015 19:00 EDT | (en) Boxscore | Score par quart-temps : 16-33, 28-20, 26-29, 27-25 |                                          |                                                |  | Philips Arena, Atlanta Affluence : 18 105 Arbitres : no 13 Monty McCutchen no 36 David Jones no 60 James Williams | TNT |
| 29 avril 2015 19:00 EDT | (en) Boxscore | Score par mi-temps : 44-53, 53-54                  |                                          |                                                |  | Philips Arena, Atlanta Affluence : 18 105 Arbitres : no 13 Monty McCutchen no 36 David Jones no 60 James Williams | TNT |
| 29 avril 2015 19:00 EDT | (en) Boxscore | Alan Anderson 23 Joe Johnson 9 Jack, Williams 6    | Points Rebonds Passes d.                 | DeMarre Carroll 26 Al Horford 15 Jeff Teague 8 |  | Philips Arena, Atlanta Affluence : 18 105 Arbitres : no 13 Monty McCutchen no 36 David Jones no 60 James Williams | TNT |

| 1er mai 2015 20:00 EDT | (en) Boxscore | Hawks d'Atlanta 111, Nets de Brooklyn 87           | Hawks d'Atlanta 111, Nets de Brooklyn 87 | Hawks d'Atlanta 111, Nets de Brooklyn 87   |  | Barclays Center, Brooklyn Affluence : 17 732 Arbitres : no 41 Ken Mauer no 30 John Goble no 14 Ed Malloy | ESPN |
| 1er mai 2015 20:00 EDT | (en) Boxscore | Score par quart-temps : 36-23, 15-22, 41-21, 19-21 |                                          |                                            |  | Barclays Center, Brooklyn Affluence : 17 732 Arbitres : no 41 Ken Mauer no 30 John Goble no 14 Ed Malloy | ESPN |
| 1er mai 2015 20:00 EDT | (en) Boxscore | Score par mi-temps : 51-45, 60-42                  |                                          |                                            |  | Barclays Center, Brooklyn Affluence : 17 732 Arbitres : no 41 Ken Mauer no 30 John Goble no 14 Ed Malloy | ESPN |
| 1er mai 2015 20:00 EDT | (en) Boxscore | Paul Millsap 25 Paul Millsap 9 Jeff Teague 13      | Points Rebonds Passes d.                 | Brook Lopez 19 Jack, Lopez 7 Joe Johnson 6 |  | Barclays Center, Brooklyn Affluence : 17 732 Arbitres : no 41 Ken Mauer no 30 John Goble no 14 Ed Malloy | ESPN |
| 1er mai 2015 20:00 EDT | (en) Boxscore | Atlanta remporte la série 4 à 2.                   |                                          |                                            |  | Barclays Center, Brooklyn Affluence : 17 732 Arbitres : no 41 Ken Mauer no 30 John Goble no 14 Ed Malloy | ESPN |

Matchs de saison régulière
Atlanta gagne la série 4 à 0.
| 5 décembre 2014 | Rapport | Hawks d'Atlanta 98, Nets de Brooklyn 75 | Hawks d'Atlanta 98, Nets de Brooklyn 75 | Hawks d'Atlanta 98, Nets de Brooklyn 75 |  | Barclays Center, Brooklyn |

| 28 janvier 2015 | Rapport | Nets de Brooklyn 102, Hawks d'Atlanta 113 | Nets de Brooklyn 102, Hawks d'Atlanta 113 | Nets de Brooklyn 102, Hawks d'Atlanta 113 |  | Philips Arena, Atlanta |

| 4 avril 2015 | Rapport | Nets de Brooklyn 99, Hawks d'Atlanta 131 | Nets de Brooklyn 99, Hawks d'Atlanta 131 | Nets de Brooklyn 99, Hawks d'Atlanta 131 |  | Philips Arena, Atlanta |

| 8 avril 2015 | Rapport | Hawks d'Atlanta 114, Nets de Brooklyn 111 | Hawks d'Atlanta 114, Nets de Brooklyn 111 | Hawks d'Atlanta 114, Nets de Brooklyn 111 |  | Barclays Center, Brooklyn |

C'est la première fois que ces deux équipes se rencontrent en Playoffs.

##### (2)Cavaliers de Clevelandvs.Celtics de Boston(7)
| 19 avril 2015 13:00 EDT | (en) Boxscore | Celtics de Boston 100, Cavaliers de Cleveland 113  | Celtics de Boston 100, Cavaliers de Cleveland 113 | Celtics de Boston 100, Cavaliers de Cleveland 113 |  | Quicken Loans Arena, Cleveland Affluence : 20 562 Arbitres : no 24 Mike Callahan no 26 Pat Fraher no 28 Zach Zarba no 60 James Williams | ABC |
| 19 avril 2015 13:00 EDT | (en) Boxscore | Score par quart-temps : 31-27, 23-35, 22-29, 24-22 |                                                   |                                                   |  | Quicken Loans Arena, Cleveland Affluence : 20 562 Arbitres : no 24 Mike Callahan no 26 Pat Fraher no 28 Zach Zarba no 60 James Williams | ABC |
| 19 avril 2015 13:00 EDT | (en) Boxscore | Score par mi-temps : 54-62, 46-51                  |                                                   |                                                   |  | Quicken Loans Arena, Cleveland Affluence : 20 562 Arbitres : no 24 Mike Callahan no 26 Pat Fraher no 28 Zach Zarba no 60 James Williams | ABC |
| 19 avril 2015 13:00 EDT | (en) Boxscore | Isaiah Thomas 22 Evan Turner 7 Isaiah Thomas 10    | Points Rebonds Passes d.                          | Kyrie Irving 30 Kevin Love 12 LeBron James 7      |  | Quicken Loans Arena, Cleveland Affluence : 20 562 Arbitres : no 24 Mike Callahan no 26 Pat Fraher no 28 Zach Zarba no 60 James Williams | ABC |

| 21 avril 2015 19:00 EDT | (en) Boxscore | Celtics de Boston 91, Cavaliers de Cleveland 99    | Celtics de Boston 91, Cavaliers de Cleveland 99 | Celtics de Boston 91, Cavaliers de Cleveland 99    |  | Quicken Loans Arena, Cleveland Affluence : 20 562 Arbitres : no 43 Dan Crawford no 8 Marc Davis no 15 Bennett Salvatore | TNT |
| 21 avril 2015 19:00 EDT | (en) Boxscore | Score par quart-temps : 26-25, 24-26, 18-24, 23-24 |                                                 |                                                    |  | Quicken Loans Arena, Cleveland Affluence : 20 562 Arbitres : no 43 Dan Crawford no 8 Marc Davis no 15 Bennett Salvatore | TNT |
| 21 avril 2015 19:00 EDT | (en) Boxscore | Score par mi-temps : 50-51, 41-48                  |                                                 |                                                    |  | Quicken Loans Arena, Cleveland Affluence : 20 562 Arbitres : no 43 Dan Crawford no 8 Marc Davis no 15 Bennett Salvatore | TNT |
| 21 avril 2015 19:00 EDT | (en) Boxscore | Isaiah Thomas 22 Evan Turner 12 Isaiah Thomas 7    | Points Rebonds Passes d.                        | LeBron James 30 Tristan Thompson 11 LeBron James 7 |  | Quicken Loans Arena, Cleveland Affluence : 20 562 Arbitres : no 43 Dan Crawford no 8 Marc Davis no 15 Bennett Salvatore | TNT |

| 23 avril 2015 19:00 EDT | (en) Boxscore | Cavaliers de Cleveland 103, Celtics de Boston 95   | Cavaliers de Cleveland 103, Celtics de Boston 95 | Cavaliers de Cleveland 103, Celtics de Boston 95 |  | TD Garden, Boston Affluence : 18 624 Arbitres : no 19 James Capers no 16 David Guthrie no 23 Jason Phillips | TNT |
| 23 avril 2015 19:00 EDT | (en) Boxscore | Score par quart-temps : 31-25, 25-23, 28-28, 19-19 |                                                  |                                                  |  | TD Garden, Boston Affluence : 18 624 Arbitres : no 19 James Capers no 16 David Guthrie no 23 Jason Phillips | TNT |
| 23 avril 2015 19:00 EDT | (en) Boxscore | Score par mi-temps : 56-48, 47-47                  |                                                  |                                                  |  | TD Garden, Boston Affluence : 18 624 Arbitres : no 19 James Capers no 16 David Guthrie no 23 Jason Phillips | TNT |
| 23 avril 2015 19:00 EDT | (en) Boxscore | LeBron James 31 LeBron James 11 Kyrie Irving 6     | Points Rebonds Passes d.                         | Sullinger, Turner 19 Evan Turner 8               |  | TD Garden, Boston Affluence : 18 624 Arbitres : no 19 James Capers no 16 David Guthrie no 23 Jason Phillips | TNT |

| 26 avril 2015 13:00 EDT | (en) Boxscore | Cavaliers de Cleveland 101, Celtics de Boston 93   | Cavaliers de Cleveland 101, Celtics de Boston 93 | Cavaliers de Cleveland 101, Celtics de Boston 93        |  | TD Garden, Boston Affluence : 18 624 Arbitres : no 25 Tony Brothers no 20 Leroy Richardson no 30 John Goble | ABC |
| 26 avril 2015 13:00 EDT | (en) Boxscore | Score par quart-temps : 29-19, 28-17, 13-25, 31-32 |                                                  |                                                         |  | TD Garden, Boston Affluence : 18 624 Arbitres : no 25 Tony Brothers no 20 Leroy Richardson no 30 John Goble | ABC |
| 26 avril 2015 13:00 EDT | (en) Boxscore | Score par mi-temps : 57-36, 44-57                  |                                                  |                                                         |  | TD Garden, Boston Affluence : 18 624 Arbitres : no 25 Tony Brothers no 20 Leroy Richardson no 30 John Goble | ABC |
| 26 avril 2015 13:00 EDT | (en) Boxscore | LeBron James 27 Irving, Mozgov 11 LeBron James 8   | Points Rebonds Passes d.                         | Sullinger, Thomas 21 Jared Sullinger 11 Isaiah Thomas 9 |  | TD Garden, Boston Affluence : 18 624 Arbitres : no 25 Tony Brothers no 20 Leroy Richardson no 30 John Goble | ABC |
| 26 avril 2015 13:00 EDT | (en) Boxscore | Cleveland remporte la série 4 à 0.                 |                                                  |                                                         |  | TD Garden, Boston Affluence : 18 624 Arbitres : no 25 Tony Brothers no 20 Leroy Richardson no 30 John Goble | ABC |

Matchs de saison régulière
Égalité dans la série 2 à 2.
| 14 novembre 2014 | Rapport | Cavaliers de Cleveland 122, Celtics de Boston 121 | Cavaliers de Cleveland 122, Celtics de Boston 121 | Cavaliers de Cleveland 122, Celtics de Boston 121 |  | TD Garden, Boston |

| 3 mars 2015 | Rapport | Celtics de Boston 79, Cavaliers de Cleveland 110 | Celtics de Boston 79, Cavaliers de Cleveland 110 | Celtics de Boston 79, Cavaliers de Cleveland 110 |  | Quicken Loans Arena, Cleveland |

| 10 avril 2015 | Rapport | Celtics de Boston 99, Cavaliers de Cleveland 90 | Celtics de Boston 99, Cavaliers de Cleveland 90 | Celtics de Boston 99, Cavaliers de Cleveland 90 |  | Quicken Loans Arena, Cleveland |

| 12 avril 2015 | Rapport | Cavaliers de Cleveland 78, Celtics de Boston 117 | Cavaliers de Cleveland 78, Celtics de Boston 117 | Cavaliers de Cleveland 78, Celtics de Boston 117 |  | TD Garden, Boston |

Dernière rencontre en playoffsDemi-finale de conférence Est 2010 (Boston gagne 4-2).

##### (3)Bulls de Chicagovs.Bucks de Milwaukee(6)
| 18 avril 2014 19:00 EDT | (en) Boxscore | Bucks de Milwaukee 91, Bulls de Chicago 103          | Bucks de Milwaukee 91, Bulls de Chicago 103 | Bucks de Milwaukee 91, Bulls de Chicago 103 |  | United Center, Chicago Affluence : 19 800 Arbitres : no 48 Scott Foster no 35 Kane Fitzgerald no 55 Bill Kennedy | ESPN |
| 18 avril 2014 19:00 EDT | (en) Boxscore | Score par quart-temps : 29-30, 22-30, 24-26, 16-17   |                                             |                                             |  | United Center, Chicago Affluence : 19 800 Arbitres : no 48 Scott Foster no 35 Kane Fitzgerald no 55 Bill Kennedy | ESPN |
| 18 avril 2014 19:00 EDT | (en) Boxscore | Score par mi-temps : 51-60, 40-43                    |                                             |                                             |  | United Center, Chicago Affluence : 19 800 Arbitres : no 48 Scott Foster no 35 Kane Fitzgerald no 55 Bill Kennedy | ESPN |
| 18 avril 2014 19:00 EDT | (en) Boxscore | Khris Middleton 18 Zaza Pachulia 10 Jerryd Bayless 5 | Points Rebonds Passes d.                    | Jimmy Butler 25 Pau Gasol 13 Derrick Rose 7 |  | United Center, Chicago Affluence : 19 800 Arbitres : no 48 Scott Foster no 35 Kane Fitzgerald no 55 Bill Kennedy | ESPN |

| 20 avril 2014 20:00 EDT | (en) Boxscore | Bucks de Milwaukee 82, Bulls de Chicago 91                        | Bucks de Milwaukee 82, Bulls de Chicago 91 | Bucks de Milwaukee 82, Bulls de Chicago 91    |  | United Center, Chicago Affluence : 21 661 Arbitres : no 13 Monty McCutchen no 22 Bill Spooner no 60 James Williams | TNT |
| 20 avril 2014 20:00 EDT | (en) Boxscore | Score par quart-temps : 16-11, 22-28, 30-32, 14-20                |                                            |                                               |  | United Center, Chicago Affluence : 21 661 Arbitres : no 13 Monty McCutchen no 22 Bill Spooner no 60 James Williams | TNT |
| 20 avril 2014 20:00 EDT | (en) Boxscore | Score par mi-temps : 38-39, 44-52                                 |                                            |                                               |  | United Center, Chicago Affluence : 21 661 Arbitres : no 13 Monty McCutchen no 22 Bill Spooner no 60 James Williams | TNT |
| 20 avril 2014 20:00 EDT | (en) Boxscore | Khris Middleton 22 Yánnis Antetokoúnmpo 11 Yánnis Antetokoúnmpo 4 | Points Rebonds Passes d.                   | Jimmy Butler 31 Joakim Noah 19 Derrick Rose 9 |  | United Center, Chicago Affluence : 21 661 Arbitres : no 13 Monty McCutchen no 22 Bill Spooner no 60 James Williams | TNT |

| 23 avril 2014 20:00 EDT | (en) Boxscore | Bulls de Chicago 113, Bucks de Milwaukee 106                       | Bulls de Chicago 113, Bucks de Milwaukee 106 | Bulls de Chicago 113, Bucks de Milwaukee 106                     | 2OT | BMO Harris Bradley Center, Milwaukee Affluence : 18 717 Arbitres : no 41 Ken Mauer no 14 Ed Malloy no 45 Brian Forte | NBA TV |
| 23 avril 2014 20:00 EDT | (en) Boxscore | Score par quart-temps : 27-27, 22-26, 25-18, 21-24, OT : 6-6, 12-5 |                                              |                                                                  | 2OT | BMO Harris Bradley Center, Milwaukee Affluence : 18 717 Arbitres : no 41 Ken Mauer no 14 Ed Malloy no 45 Brian Forte | NBA TV |
| 23 avril 2014 20:00 EDT | (en) Boxscore | Score par mi-temps : 49-53, 64-53                                  |                                              |                                                                  | 2OT | BMO Harris Bradley Center, Milwaukee Affluence : 18 717 Arbitres : no 41 Ken Mauer no 14 Ed Malloy no 45 Brian Forte | NBA TV |
| 23 avril 2014 20:00 EDT | (en) Boxscore | Derrick Rose 34 Pau Gasol 14 Derrick Rose 8                        | Points Rebonds Passes d.                     | Yánnis Antetokoúnmpo 25 John Henson 14 Michael Carter-Williams 9 | 2OT | BMO Harris Bradley Center, Milwaukee Affluence : 18 717 Arbitres : no 41 Ken Mauer no 14 Ed Malloy no 45 Brian Forte | NBA TV |

| 25 avril 2014 17:30 EDT | (en) Boxscore | Bulls de Chicago 90, Bucks de Milwaukee 92         | Bulls de Chicago 90, Bucks de Milwaukee 92 | Bulls de Chicago 90, Bucks de Milwaukee 92      |  | BMO Harris Bradley Center, Milwaukee Affluence : 18 717 Arbitres : no 23 Jason Phillips no 28 Zach Zarba no 16 David Guthrie | TNT |
| 25 avril 2014 17:30 EDT | (en) Boxscore | Score par quart-temps : 23-19, 27-31, 21-23, 19-19 |                                            |                                                 |  | BMO Harris Bradley Center, Milwaukee Affluence : 18 717 Arbitres : no 23 Jason Phillips no 28 Zach Zarba no 16 David Guthrie | TNT |
| 25 avril 2014 17:30 EDT | (en) Boxscore | Score par mi-temps : 50-50, 40-42                  |                                            |                                                 |  | BMO Harris Bradley Center, Milwaukee Affluence : 18 717 Arbitres : no 23 Jason Phillips no 28 Zach Zarba no 16 David Guthrie | TNT |
| 25 avril 2014 17:30 EDT | (en) Boxscore | Jimmy Butler 33 Pau Gasol 10 Derrick Rose 6        | Points Rebonds Passes d.                   | O.J. Mayo 18 Yánnis Antetokoúnmpo 8 3 joueurs 5 |  | BMO Harris Bradley Center, Milwaukee Affluence : 18 717 Arbitres : no 23 Jason Phillips no 28 Zach Zarba no 16 David Guthrie | TNT |

| 27 avril 2014 20:00 EDT | (en) Boxscore | Bucks de Milwaukee 94, Bulls de Chicago 88                          | Bucks de Milwaukee 94, Bulls de Chicago 88 | Bucks de Milwaukee 94, Bulls de Chicago 88 |  | United Center, Chicago Arbitres : no 17 Joe Crawford no 33 Sean Corbin no 65 Sean Wright | TNT |
| 27 avril 2014 20:00 EDT | (en) Boxscore | Score par quart-temps : 23-22, 29-27, 24-21, 18-18                  |                                            |                                            |  | United Center, Chicago Arbitres : no 17 Joe Crawford no 33 Sean Corbin no 65 Sean Wright | TNT |
| 27 avril 2014 20:00 EDT | (en) Boxscore | Score par mi-temps : 52-49, 42-39                                   |                                            |                                            |  | United Center, Chicago Arbitres : no 17 Joe Crawford no 33 Sean Corbin no 65 Sean Wright | TNT |
| 27 avril 2014 20:00 EDT | (en) Boxscore | Michael Carter-Williams 22 John Henson 14 Michael Carter-Williams 9 | Points Rebonds Passes d.                   | Pau Gasol 25 Joakim Noah 13 Butler, Noah 6 |  | United Center, Chicago Arbitres : no 17 Joe Crawford no 33 Sean Corbin no 65 Sean Wright | TNT |

| 30 avril 2014 19:00 EDT | (en) Boxscore | Bulls de Chicago 120, Bucks de Milwaukee 66        | Bulls de Chicago 120, Bucks de Milwaukee 66 | Bulls de Chicago 120, Bucks de Milwaukee 66      |  | BMO Harris Bradley Center, Milwaukee Affluence : 18 717 Arbitres : no 24 Mike Callahan no 9 Derrick Stafford no 49 Tom Washington | TNT |
| 30 avril 2014 19:00 EDT | (en) Boxscore | Score par quart-temps : 34-16, 31-17, 26-19, 29-14 |                                             |                                                  |  | BMO Harris Bradley Center, Milwaukee Affluence : 18 717 Arbitres : no 24 Mike Callahan no 9 Derrick Stafford no 49 Tom Washington | TNT |
| 30 avril 2014 19:00 EDT | (en) Boxscore | Score par mi-temps : 65-33, 55-33                  |                                             |                                                  |  | BMO Harris Bradley Center, Milwaukee Affluence : 18 717 Arbitres : no 24 Mike Callahan no 9 Derrick Stafford no 49 Tom Washington | TNT |
| 30 avril 2014 19:00 EDT | (en) Boxscore | Mike Dunleavy Jr. 20 Joakim Noah 10 Derrick Rose 7 | Points Rebonds Passes d.                    | Zaza Pachulia 8 Miles Plumlee 6 Jerryd Bayless 5 |  | BMO Harris Bradley Center, Milwaukee Affluence : 18 717 Arbitres : no 24 Mike Callahan no 9 Derrick Stafford no 49 Tom Washington | TNT |
| 30 avril 2014 19:00 EDT | (en) Boxscore | Chicago remporte la série 4 à 2.                   |                                             |                                                  |  | BMO Harris Bradley Center, Milwaukee Affluence : 18 717 Arbitres : no 24 Mike Callahan no 9 Derrick Stafford no 49 Tom Washington | TNT |

Matchs de saison régulière
Chicago gagne la série 3 à 1.
| 5 novembre 2014 | Rapport | Bulls de Chicago 95, Bucks de Milwaukee 86 | Bulls de Chicago 95, Bucks de Milwaukee 86 | Bulls de Chicago 95, Bucks de Milwaukee 86 |  | BMO Harris Bradley Center, Milwaukee |

| 10 janvier 2015 | Rapport | Bucks de Milwaukee 87, Bulls de Chicago 95 | Bucks de Milwaukee 87, Bulls de Chicago 95 | Bucks de Milwaukee 87, Bulls de Chicago 95 |  | United Center, Chicago |

| 23 février 2015 | Rapport | Bucks de Milwaukee 71, Bulls de Chicago 87 | Bucks de Milwaukee 71, Bulls de Chicago 87 | Bucks de Milwaukee 71, Bulls de Chicago 87 |  | United Center, Chicago |

| 1er avril 2015 | Rapport | Bulls de Chicago 91, Bucks de Milwaukee 95 | Bulls de Chicago 91, Bucks de Milwaukee 95 | Bulls de Chicago 91, Bucks de Milwaukee 95 |  | BMO Harris Bradley Center, Milwaukee |

Dernière rencontre en playoffsPremier tour de conférence Est 1990 (Chicago gagne 3-1).

##### (4)Raptors de Torontovs.Wizards de Washington(5)
| 18 avril 2015 12:30 EDT | (en) Boxscore | Wizards de Washington 93, Raptors de Toronto 86               | Wizards de Washington 93, Raptors de Toronto 86 | Wizards de Washington 93, Raptors de Toronto 86  | OT | Centre Air Canada, Toronto Affluence : 19 800 Arbitres : no 13 Monty McCutchen no 9 Derrick Stafford no 58 Josh Tiven | ESPN |
| 18 avril 2015 12:30 EDT | (en) Boxscore | Score par quart-temps : 19-23, 27-19, 19-14, 17-26, OT : 11-4 |                                                 |                                                  | OT | Centre Air Canada, Toronto Affluence : 19 800 Arbitres : no 13 Monty McCutchen no 9 Derrick Stafford no 58 Josh Tiven | ESPN |
| 18 avril 2015 12:30 EDT | (en) Boxscore | Score par mi-temps : 46-42, 47-44                             |                                                 |                                                  | OT | Centre Air Canada, Toronto Affluence : 19 800 Arbitres : no 13 Monty McCutchen no 9 Derrick Stafford no 58 Josh Tiven | ESPN |
| 18 avril 2015 12:30 EDT | (en) Boxscore | Paul Pierce 20 Nenê 13 John Wall 8                            | Points Rebonds Passes d.                        | Amir Johnson 18 DeMar DeRozan 11 DeMar DeRozan 6 | OT | Centre Air Canada, Toronto Affluence : 19 800 Arbitres : no 13 Monty McCutchen no 9 Derrick Stafford no 58 Josh Tiven | ESPN |

| 21 avril 2015 20:00 EDT | (en) Boxscore | Wizards de Washington 117, Raptors de Toronto 106  | Wizards de Washington 117, Raptors de Toronto 106 | Wizards de Washington 117, Raptors de Toronto 106         |  | Centre Air Canada, Toronto Affluence : 19 800 Arbitres : no 48 Scott Foster no 55 Bill Kennedy no 61 Courtney Kirkland | NBA TV |
| 21 avril 2015 20:00 EDT | (en) Boxscore | Score par quart-temps : 26-31, 34-18, 37-26, 20-31 |                                                   |                                                           |  | Centre Air Canada, Toronto Affluence : 19 800 Arbitres : no 48 Scott Foster no 55 Bill Kennedy no 61 Courtney Kirkland | NBA TV |
| 21 avril 2015 20:00 EDT | (en) Boxscore | Score par mi-temps : 60-49, 57-57                  |                                                   |                                                           |  | Centre Air Canada, Toronto Affluence : 19 800 Arbitres : no 48 Scott Foster no 55 Bill Kennedy no 61 Courtney Kirkland | NBA TV |
| 21 avril 2015 20:00 EDT | (en) Boxscore | Bradley Beal 28 Nenê, Porter 9 John Wall 17        | Points Rebonds Passes d.                          | DeRozan, Williams 20 Jonas Valančiūnas 10 DeMar DeRozan 7 |  | Centre Air Canada, Toronto Affluence : 19 800 Arbitres : no 48 Scott Foster no 55 Bill Kennedy no 61 Courtney Kirkland | NBA TV |

| 24 avril 2015 20:00 EDT | (en) Boxscore | Raptors de Toronto 99, Wizards de Washington 106   | Raptors de Toronto 99, Wizards de Washington 106 | Raptors de Toronto 99, Wizards de Washington 106 |  | Verizon Center, Washington Affluence : 20 356 Arbitres : no 25 Tony Brothers no 33 Sean Corbin no 30 John Goble | ESPN 2 |
| 24 avril 2015 20:00 EDT | (en) Boxscore | Score par quart-temps : 35-33, 13-21, 22-18, 29-34 |                                                  |                                                  |  | Verizon Center, Washington Affluence : 20 356 Arbitres : no 25 Tony Brothers no 33 Sean Corbin no 30 John Goble | ESPN 2 |
| 24 avril 2015 20:00 EDT | (en) Boxscore | Score par mi-temps : 48-54, 51-52                  |                                                  |                                                  |  | Verizon Center, Washington Affluence : 20 356 Arbitres : no 25 Tony Brothers no 33 Sean Corbin no 30 John Goble | ESPN 2 |
| 24 avril 2015 20:00 EDT | (en) Boxscore | DeMar DeRozan 32 Amir Johnson 12 Kyle Lowry 7      | Points Rebonds Passes d.                         | Marcin Gortat 24 Marcin Gortat 13 John Wall 15   |  | Verizon Center, Washington Affluence : 20 356 Arbitres : no 25 Tony Brothers no 33 Sean Corbin no 30 John Goble | ESPN 2 |

| 26 avril 2015 19:00 EDT | (en) Boxscore | Raptors de Toronto 94, Wizards de Washington 125   | Raptors de Toronto 94, Wizards de Washington 125 | Raptors de Toronto 94, Wizards de Washington 125 |  | Verizon Center, Washington Affluence : 20 356 Arbitres : no 41 Ken Mauer no 45 Brian Forte no 14 Ed Malloy | TNT |
| 26 avril 2015 19:00 EDT | (en) Boxscore | Score par quart-temps : 22-36, 28-30, 20-36, 24-23 |                                                  |                                                  |  | Verizon Center, Washington Affluence : 20 356 Arbitres : no 41 Ken Mauer no 45 Brian Forte no 14 Ed Malloy | TNT |
| 26 avril 2015 19:00 EDT | (en) Boxscore | Score par mi-temps : 50-66, 48-59                  |                                                  |                                                  |  | Verizon Center, Washington Affluence : 20 356 Arbitres : no 41 Ken Mauer no 45 Brian Forte no 14 Ed Malloy | TNT |
| 26 avril 2015 19:00 EDT | (en) Boxscore | Kyle Lowry 21 Jonas Valančiūnas 9 3 joueurs 4      | Points Rebonds Passes d.                         | Bradley Beal 23 Marcin Gortat 11 John Wall 10    |  | Verizon Center, Washington Affluence : 20 356 Arbitres : no 41 Ken Mauer no 45 Brian Forte no 14 Ed Malloy | TNT |
| 26 avril 2015 19:00 EDT | (en) Boxscore | Washington remporte la série 4 à 0.                |                                                  |                                                  |  | Verizon Center, Washington Affluence : 20 356 Arbitres : no 41 Ken Mauer no 45 Brian Forte no 14 Ed Malloy | TNT |

Matchs de saison régulière
Toronto gagne la série 3 à 0.
| 7 novembre 2014 | Rapport | Wizards de Washington 84, Raptors de Toronto 103 | Wizards de Washington 84, Raptors de Toronto 103 | Wizards de Washington 84, Raptors de Toronto 103 |  | Centre Air Canada, Toronto |

| 31 janvier 2015 | Rapport | Raptors de Toronto 120, Wizards de Washington 116 | Raptors de Toronto 120, Wizards de Washington 116 | Raptors de Toronto 120, Wizards de Washington 116 | OT | Verizon Center, Washington |

| 11 février 2015 | Rapport | Wizards de Washington 93, Raptors de Toronto 95 | Wizards de Washington 93, Raptors de Toronto 95 | Wizards de Washington 93, Raptors de Toronto 95 |  | Centre Air Canada, Toronto |

C'est la première fois que ces deux équipes se rencontrent en Playoffs.

#### Demi-finales de conférence

##### (1)Hawks d'Atlantavs.Wizards de Washington(5)
| 3 mai 2015 13:00 EDT | (en) Boxscore | Wizards de Washington 104, Hawks d'Atlanta 98      | Wizards de Washington 104, Hawks d'Atlanta 98 | Wizards de Washington 104, Hawks d'Atlanta 98   |  | Philips Arena, Atlanta Affluence : 18 148 Arbitres : no 48 Scott Foster no 10 Ron Garretson no 26 Pat Fraher | ABC |
| 3 mai 2015 13:00 EDT | (en) Boxscore | Score par quart-temps : 26-37, 27-26, 28-20, 23-15 |                                               |                                                 |  | Philips Arena, Atlanta Affluence : 18 148 Arbitres : no 48 Scott Foster no 10 Ron Garretson no 26 Pat Fraher | ABC |
| 3 mai 2015 13:00 EDT | (en) Boxscore | Score par mi-temps : 54-63, 51-35                  |                                               |                                                 |  | Philips Arena, Atlanta Affluence : 18 148 Arbitres : no 48 Scott Foster no 10 Ron Garretson no 26 Pat Fraher | ABC |
| 3 mai 2015 13:00 EDT | (en) Boxscore | Bradley Beal 28 Marcin Gortat 12 John Wall 13      | Points Rebonds Passes d.                      | DeMarre Carroll 24 Al Horford 17 Paul Millsap 8 |  | Philips Arena, Atlanta Affluence : 18 148 Arbitres : no 48 Scott Foster no 10 Ron Garretson no 26 Pat Fraher | ABC |

| 5 mai 2015 20:00 EDT | (en) Boxscore | Wizards de Washington 90, Hawks d'Atlanta 106      | Wizards de Washington 90, Hawks d'Atlanta 106 | Wizards de Washington 90, Hawks d'Atlanta 106    |  | Philips Arena, Atlanta Affluence : 18 131 Arbitres : no 43 Dan Crawford no 8 Marc Davis no 58 Josh Tiven | TNT |
| 5 mai 2015 20:00 EDT | (en) Boxscore | Score par quart-temps : 20-28, 26-25, 29-27, 15-26 |                                               |                                                  |  | Philips Arena, Atlanta Affluence : 18 131 Arbitres : no 43 Dan Crawford no 8 Marc Davis no 58 Josh Tiven | TNT |
| 5 mai 2015 20:00 EDT | (en) Boxscore | Score par mi-temps : 46-53, 44-53                  |                                               |                                                  |  | Philips Arena, Atlanta Affluence : 18 131 Arbitres : no 43 Dan Crawford no 8 Marc Davis no 58 Josh Tiven | TNT |
| 5 mai 2015 20:00 EDT | (en) Boxscore | Bradley Beal 20 Marcin Gortat 9 Bradley Beal 7     | Points Rebonds Passes d.                      | DeMarre Carroll 22 Paul Millsap 11 Jeff Teague 8 |  | Philips Arena, Atlanta Affluence : 18 131 Arbitres : no 43 Dan Crawford no 8 Marc Davis no 58 Josh Tiven | TNT |

| 9 mai 2015 17:00 EDT | (en) Boxscore | Hawks d'Atlanta 101, Wizards de Washington 103     | Hawks d'Atlanta 101, Wizards de Washington 103 | Hawks d'Atlanta 101, Wizards de Washington 103 |  | Verizon Center, Washington Affluence : 20 356 Arbitres : no 17 Joe Crawford no 15 Bennett Salvatore no 28 Zach Zarba | ESPN |
| 9 mai 2015 17:00 EDT | (en) Boxscore | Score par quart-temps : 18-28, 25-28, 23-29, 35-18 |                                                |                                                |  | Verizon Center, Washington Affluence : 20 356 Arbitres : no 17 Joe Crawford no 15 Bennett Salvatore no 28 Zach Zarba | ESPN |
| 9 mai 2015 17:00 EDT | (en) Boxscore | Score par mi-temps : 43-56, 57-47                  |                                                |                                                |  | Verizon Center, Washington Affluence : 20 356 Arbitres : no 17 Joe Crawford no 15 Bennett Salvatore no 28 Zach Zarba | ESPN |
| 9 mai 2015 17:00 EDT | (en) Boxscore | Teague, Schröder 18 Al Horford 10 Jeff Teague 7    | Points Rebonds Passes d.                       | 3 joueurs 17 Otto Porter 9 Bradley Beal 8      |  | Verizon Center, Washington Affluence : 20 356 Arbitres : no 17 Joe Crawford no 15 Bennett Salvatore no 28 Zach Zarba | ESPN |

| 11 mai 2015 19:00 EDT | (en) Boxscore | Hawks d'Atlanta 106, Wizards de Washington 101     | Hawks d'Atlanta 106, Wizards de Washington 101 | Hawks d'Atlanta 106, Wizards de Washington 101 |  | Verizon Center, Washington Affluence : 20 356 Arbitres : no 41 Ken Mauer no 14 Ed Malloy no 30 John Goble | TNT |
| 11 mai 2015 19:00 EDT | (en) Boxscore | Score par quart-temps : 29-26, 36-29, 20-20, 21-26 |                                                |                                                |  | Verizon Center, Washington Affluence : 20 356 Arbitres : no 41 Ken Mauer no 14 Ed Malloy no 30 John Goble | TNT |
| 11 mai 2015 19:00 EDT | (en) Boxscore | Score par mi-temps : 65-55, 41-46                  |                                                |                                                |  | Verizon Center, Washington Affluence : 20 356 Arbitres : no 41 Ken Mauer no 14 Ed Malloy no 30 John Goble | TNT |
| 11 mai 2015 19:00 EDT | (en) Boxscore | Teague 26 Al Horford 10 Schröder, Teague 8         | Points Rebonds Passes d.                       | Bradley Beal 34 Marcin Gortat 8 Bradley Beal 7 |  | Verizon Center, Washington Affluence : 20 356 Arbitres : no 41 Ken Mauer no 14 Ed Malloy no 30 John Goble | TNT |

| 13 mai 2015 20:00 EDT | (en) Boxscore | Wizards de Washington 81, Hawks d'Atlanta 82       | Wizards de Washington 81, Hawks d'Atlanta 82 | Wizards de Washington 81, Hawks d'Atlanta 82  |  | Philips Arena, Atlanta Affluence : 18 854 Arbitres : no 24 Mike Callahan no 25 Tony Brothers no 49 Tom Washington | TNT |
| 13 mai 2015 20:00 EDT | (en) Boxscore | Score par quart-temps : 19-23, 28-18, 15-22, 19-19 |                                              |                                               |  | Philips Arena, Atlanta Affluence : 18 854 Arbitres : no 24 Mike Callahan no 25 Tony Brothers no 49 Tom Washington | TNT |
| 13 mai 2015 20:00 EDT | (en) Boxscore | Score par mi-temps : 47-41, 34-41                  |                                              |                                               |  | Philips Arena, Atlanta Affluence : 18 854 Arbitres : no 24 Mike Callahan no 25 Tony Brothers no 49 Tom Washington | TNT |
| 13 mai 2015 20:00 EDT | (en) Boxscore | Bradley Beal 23 Otto Porter 10 John Wall 7         | Points Rebonds Passes d.                     | Al Horford 23 Al Horford 11 Dennis Schröder 7 |  | Philips Arena, Atlanta Affluence : 18 854 Arbitres : no 24 Mike Callahan no 25 Tony Brothers no 49 Tom Washington | TNT |

| 15 mai 2015 20:00 EDT | (en) Boxscore | Hawks d'Atlanta 94, Wizards de Washington 91       | Hawks d'Atlanta 94, Wizards de Washington 91 | Hawks d'Atlanta 94, Wizards de Washington 91 |  | Verizon Center, Washington Affluence : 20 356 Arbitres : no 19 James Capers no 13 Monty McCutchen no 9 Derrick Stafford | ESPN |
| 15 mai 2015 20:00 EDT | (en) Boxscore | Score par quart-temps : 19-20, 26-19, 27-25, 22-27 |                                              |                                              |  | Verizon Center, Washington Affluence : 20 356 Arbitres : no 19 James Capers no 13 Monty McCutchen no 9 Derrick Stafford | ESPN |
| 15 mai 2015 20:00 EDT | (en) Boxscore | Score par mi-temps : 45-39, 49-52                  |                                              |                                              |  | Verizon Center, Washington Affluence : 20 356 Arbitres : no 19 James Capers no 13 Monty McCutchen no 9 Derrick Stafford | ESPN |
| 15 mai 2015 20:00 EDT | (en) Boxscore | DeMarre Carroll 25 Paul Millsap 13 Jeff Teague 7   | Points Rebonds Passes d.                     | Bradley Beal 29 Nenê 11 John Wall 13         |  | Verizon Center, Washington Affluence : 20 356 Arbitres : no 19 James Capers no 13 Monty McCutchen no 9 Derrick Stafford | ESPN |
| 15 mai 2015 20:00 EDT | (en) Boxscore | Atlanta remporte la série 4 à 2.                   |                                              |                                              |  | Verizon Center, Washington Affluence : 20 356 Arbitres : no 19 James Capers no 13 Monty McCutchen no 9 Derrick Stafford | ESPN |

Matchs de saison régulière
Atlanta gagne la série 3 à 1.
| 25 novembre 2014 | Rapport | Hawks d'Atlanta 106, Wizards de Washington 102 | Hawks d'Atlanta 106, Wizards de Washington 102 | Hawks d'Atlanta 106, Wizards de Washington 102 |  | Verizon Center, Washington |

| 11 janvier 2015 | Rapport | Wizards de Washington 89, Hawks d'Atlanta 120 | Wizards de Washington 89, Hawks d'Atlanta 120 | Wizards de Washington 89, Hawks d'Atlanta 120 |  | Philips Arena, Atlanta |

| 4 février 2015 | Rapport | Wizards de Washington 96, Hawks d'Atlanta 105 | Wizards de Washington 96, Hawks d'Atlanta 105 | Wizards de Washington 96, Hawks d'Atlanta 105 |  | Philips Arena, Atlanta |

| 12 avril 2015 | Rapport | Hawks d'Atlanta 99, Wizards de Washington 108 | Hawks d'Atlanta 99, Wizards de Washington 108 | Hawks d'Atlanta 99, Wizards de Washington 108 |  | Verizon Center, Washington |

Dernière rencontre en playoffsDemi-finale de conférence Est 1979 (Washington gagne 4-3).

##### (2)Cavaliers de Clevelandvs.Bulls de Chicago(3)
| 4 mai 2015 19:00 EDT | (en) Boxscore | Bulls de Chicago 99, Cavaliers de Cleveland 92     | Bulls de Chicago 99, Cavaliers de Cleveland 92 | Bulls de Chicago 99, Cavaliers de Cleveland 92 |  | Quicken Loans Arena, Cleveland Affluence : 20 562 Arbitres : no 41 Ken Mauer no 14 Ed Malloy no 45 Brian Forte no 6 Tony Brown | TNT |
| 4 mai 2015 19:00 EDT | (en) Boxscore | Score par quart-temps : 27-15, 22-29, 32-26, 18-22 |                                                |                                                |  | Quicken Loans Arena, Cleveland Affluence : 20 562 Arbitres : no 41 Ken Mauer no 14 Ed Malloy no 45 Brian Forte no 6 Tony Brown | TNT |
| 4 mai 2015 19:00 EDT | (en) Boxscore | Score par mi-temps : 49-44, 50-48                  |                                                |                                                |  | Quicken Loans Arena, Cleveland Affluence : 20 562 Arbitres : no 41 Ken Mauer no 14 Ed Malloy no 45 Brian Forte no 6 Tony Brown | TNT |
| 4 mai 2015 19:00 EDT | (en) Boxscore | Derrick Rose 25 Pau Gasol 10 Jimmy Butler 6        | Points Rebonds Passes d.                       | Kyrie Irving 30 LeBron James 15 LeBron James 9 |  | Quicken Loans Arena, Cleveland Affluence : 20 562 Arbitres : no 41 Ken Mauer no 14 Ed Malloy no 45 Brian Forte no 6 Tony Brown | TNT |

| 6 mai 2015 19:00 EDT | (en) Boxscore | Bulls de Chicago 91, Cavaliers de Cleveland 106    | Bulls de Chicago 91, Cavaliers de Cleveland 106 | Bulls de Chicago 91, Cavaliers de Cleveland 106           |  | Quicken Loans Arena, Cleveland Affluence : 20 562 Arbitres : no 13 Monty McCutchen no 19 James Capers no 60 James Williams no 16 David Guthrie | TNT |
| 6 mai 2015 19:00 EDT | (en) Boxscore | Score par quart-temps : 18-38, 27-26, 26-23, 20-19 |                                                 |                                                           |  | Quicken Loans Arena, Cleveland Affluence : 20 562 Arbitres : no 13 Monty McCutchen no 19 James Capers no 60 James Williams no 16 David Guthrie | TNT |
| 6 mai 2015 19:00 EDT | (en) Boxscore | Score par mi-temps : 45-64, 46-42                  |                                                 |                                                           |  | Quicken Loans Arena, Cleveland Affluence : 20 562 Arbitres : no 13 Monty McCutchen no 19 James Capers no 60 James Williams no 16 David Guthrie | TNT |
| 6 mai 2015 19:00 EDT | (en) Boxscore | Jimmy Butler 18 Derrick Rose 7 Derrick Rose 10     | Points Rebonds Passes d.                        | LeBron James 33 Tristan Thompson 12 Matthew Dellavedova 9 |  | Quicken Loans Arena, Cleveland Affluence : 20 562 Arbitres : no 13 Monty McCutchen no 19 James Capers no 60 James Williams no 16 David Guthrie | TNT |

| 8 mai 2015 20:00 EDT | (en) Boxscore | Cavaliers de Cleveland 96, Bulls de Chicago 99      | Cavaliers de Cleveland 96, Bulls de Chicago 99 | Cavaliers de Cleveland 96, Bulls de Chicago 99 |  | United Center, Chicago Affluence : 22 246 Arbitres : no 24 Mike Callahan no 25 Tony Brothers no 42 Eric Lewis | ESPN |
| 8 mai 2015 20:00 EDT | (en) Boxscore | Score par quart-temps : 24-18, 25-29, 24-27, 23-25  |                                                |                                                |  | United Center, Chicago Affluence : 22 246 Arbitres : no 24 Mike Callahan no 25 Tony Brothers no 42 Eric Lewis | ESPN |
| 8 mai 2015 20:00 EDT | (en) Boxscore | Score par mi-temps : 49-47, 47-52                   |                                                |                                                |  | United Center, Chicago Affluence : 22 246 Arbitres : no 24 Mike Callahan no 25 Tony Brothers no 42 Eric Lewis | ESPN |
| 8 mai 2015 20:00 EDT | (en) Boxscore | LeBron James 27 Tristan Thompson 13 LeBron James 14 | Points Rebonds Passes d.                       | Derrick Rose 30 Joakim Noah 11 Derrick Rose 7  |  | United Center, Chicago Affluence : 22 246 Arbitres : no 24 Mike Callahan no 25 Tony Brothers no 42 Eric Lewis | ESPN |

| 10 mai 2015 15:30 EDT | (en) Boxscore | Cavaliers de Cleveland 86, Bulls de Chicago 84     | Cavaliers de Cleveland 86, Bulls de Chicago 84 | Cavaliers de Cleveland 86, Bulls de Chicago 84 |  | United Center, Chicago Affluence : 22 256 Arbitres : no 48 Scott Foster no 23 Jason Phillips no 49 Tom Washington | ABC |
| 10 mai 2015 15:30 EDT | (en) Boxscore | Score par quart-temps : 26-28, 23-17, 12-23, 25-16 |                                                |                                                |  | United Center, Chicago Affluence : 22 256 Arbitres : no 48 Scott Foster no 23 Jason Phillips no 49 Tom Washington | ABC |
| 10 mai 2015 15:30 EDT | (en) Boxscore | Score par mi-temps : 49-45, 37-39                  |                                                |                                                |  | United Center, Chicago Affluence : 22 256 Arbitres : no 48 Scott Foster no 23 Jason Phillips no 49 Tom Washington | ABC |
| 10 mai 2015 15:30 EDT | (en) Boxscore | LeBron James 25 LeBron James 14 LeBron James 8     | Points Rebonds Passes d.                       | Derrick Rose 31 Joakim Noah 15 Derrick Rose 4  |  | United Center, Chicago Affluence : 22 256 Arbitres : no 48 Scott Foster no 23 Jason Phillips no 49 Tom Washington | ABC |

| 12 mai 2015 19:00 EDT | (en) Boxscore | Bulls de Chicago 101, Cavaliers de Cleveland 106    | Bulls de Chicago 101, Cavaliers de Cleveland 106 | Bulls de Chicago 101, Cavaliers de Cleveland 106 |  | Quicken Loans Arena, Cleveland Affluence : 20 562 Arbitres : no 17 Joe Crawford no 9 Derrick Stafford no 28 Zach Zarba no 58 Josh Tiven | TNT |
| 12 mai 2015 19:00 EDT | (en) Boxscore | Score par quart-temps : 24-25, 20-29, 27-26, 30-26  |                                                  |                                                  |  | Quicken Loans Arena, Cleveland Affluence : 20 562 Arbitres : no 17 Joe Crawford no 9 Derrick Stafford no 28 Zach Zarba no 58 Josh Tiven | TNT |
| 12 mai 2015 19:00 EDT | (en) Boxscore | Score par mi-temps : 44-54, 57-52                   |                                                  |                                                  |  | Quicken Loans Arena, Cleveland Affluence : 20 562 Arbitres : no 17 Joe Crawford no 9 Derrick Stafford no 28 Zach Zarba no 58 Josh Tiven | TNT |
| 12 mai 2015 19:00 EDT | (en) Boxscore | Jimmy Butler 29 Butler, Rose, Noah 9 Derrick Rose 7 | Points Rebonds Passes d.                         | LeBron James 38 LeBron James 12 LeBron James 6   |  | Quicken Loans Arena, Cleveland Affluence : 20 562 Arbitres : no 17 Joe Crawford no 9 Derrick Stafford no 28 Zach Zarba no 58 Josh Tiven | TNT |

| 14 mai 2015 20:00 EDT | (en) Boxscore | Cavaliers de Cleveland 94, Bulls de Chicago 73             | Cavaliers de Cleveland 94, Bulls de Chicago 73 | Cavaliers de Cleveland 94, Bulls de Chicago 73 |  | United Center, Chicago Affluence : 22 695 Arbitres : no 43 Dan Crawford no 8 Marc Davis no 65 Sean Wright | ESPN |
| 14 mai 2015 20:00 EDT | (en) Boxscore | Score par quart-temps : 33-31, 25-13, 15-16, 21-13         |                                                |                                                |  | United Center, Chicago Affluence : 22 695 Arbitres : no 43 Dan Crawford no 8 Marc Davis no 65 Sean Wright | ESPN |
| 14 mai 2015 20:00 EDT | (en) Boxscore | Score par mi-temps : 58-44, 36-29                          |                                                |                                                |  | United Center, Chicago Affluence : 22 695 Arbitres : no 43 Dan Crawford no 8 Marc Davis no 65 Sean Wright | ESPN |
| 14 mai 2015 20:00 EDT | (en) Boxscore | Matthew Dellavedova 19 Tristan Thompson 17 LeBron James 11 | Points Rebonds Passes d.                       | Jimmy Butler 20 Joakim Noah 11 Derrick Rose 6  |  | United Center, Chicago Affluence : 22 695 Arbitres : no 43 Dan Crawford no 8 Marc Davis no 65 Sean Wright | ESPN |
| 14 mai 2015 20:00 EDT | (en) Boxscore | Cleveland remporte la série 4 à 2.                         |                                                |                                                |  | United Center, Chicago Affluence : 22 695 Arbitres : no 43 Dan Crawford no 8 Marc Davis no 65 Sean Wright | ESPN |

Matchs de saison régulière
Cleveland gagne la série 3 à 1.
| 31 octobre 2014 | Rapport | Cavaliers de Cleveland 114, Bulls de Chicago 108 | Cavaliers de Cleveland 114, Bulls de Chicago 108 | Cavaliers de Cleveland 114, Bulls de Chicago 108 | OT | United Center, Chicago |

| 19 janvier 2015 | Rapport | Bulls de Chicago 94, Cavaliers de Cleveland 108 | Bulls de Chicago 94, Cavaliers de Cleveland 108 | Bulls de Chicago 94, Cavaliers de Cleveland 108 |  | Quicken Loans Arena, Cleveland |

| 12 février 2015 | Rapport | Cavaliers de Cleveland 98, Bulls de Chicago 113 | Cavaliers de Cleveland 98, Bulls de Chicago 113 | Cavaliers de Cleveland 98, Bulls de Chicago 113 |  | United Center, Chicago |

| 5 avril 2015 | Rapport | Bulls de Chicago 94, Cavaliers de Cleveland 99 | Bulls de Chicago 94, Cavaliers de Cleveland 99 | Bulls de Chicago 94, Cavaliers de Cleveland 99 |  | Quicken Loans Arena, Cleveland |

Dernière rencontre en playoffsPremier tour de conférence Est 2010 (Cleveland gagne 4-1).

#### Finale de conférence

##### (1)Hawks d'Atlantavs.Cavaliers de Cleveland(2)
| 20 mai 2015 20:30 EDT | (en) Boxscore | Cavaliers de Cleveland 97, Hawks d'Atlanta 89      | Cavaliers de Cleveland 97, Hawks d'Atlanta 89 | Cavaliers de Cleveland 97, Hawks d'Atlanta 89 |  | Philips Arena, Atlanta Affluence : 18 489 Arbitres : no 48 Scott Foster no 23 Jason Phillips no 26 Pat Fraher | TNT |
| 20 mai 2015 20:30 EDT | (en) Boxscore | Score par quart-temps : 20-26, 31-25, 23-16, 23-22 |                                               |                                               |  | Philips Arena, Atlanta Affluence : 18 489 Arbitres : no 48 Scott Foster no 23 Jason Phillips no 26 Pat Fraher | TNT |
| 20 mai 2015 20:30 EDT | (en) Boxscore | Score par mi-temps : 51-51, 46-38                  |                                               |                                               |  | Philips Arena, Atlanta Affluence : 18 489 Arbitres : no 48 Scott Foster no 23 Jason Phillips no 26 Pat Fraher | TNT |
| 20 mai 2015 20:30 EDT | (en) Boxscore | LeBron James 31 Timofeï Mozgov 11 Irving, James 6  | Points Rebonds Passes d.                      | Jeff Teague 27 3 joueurs 7 Schröder, Teague 4 |  | Philips Arena, Atlanta Affluence : 18 489 Arbitres : no 48 Scott Foster no 23 Jason Phillips no 26 Pat Fraher | TNT |

| 22 mai 2015 20:30 EDT | (en) Boxscore | Cavaliers de Cleveland 94, Hawks d'Atlanta 82       | Cavaliers de Cleveland 94, Hawks d'Atlanta 82 | Cavaliers de Cleveland 94, Hawks d'Atlanta 82 |  | Philips Arena, Atlanta Affluence : 18 670 Arbitres : no 17 Joe Crawford no 22 Bill Spooner no 24 Mike Callahan | TNT |
| 22 mai 2015 20:30 EDT | (en) Boxscore | Score par quart-temps : 26-21, 28-28, 30-17, 10-16  |                                               |                                               |  | Philips Arena, Atlanta Affluence : 18 670 Arbitres : no 17 Joe Crawford no 22 Bill Spooner no 24 Mike Callahan | TNT |
| 22 mai 2015 20:30 EDT | (en) Boxscore | Score par mi-temps : 54-49, 40-33                   |                                               |                                               |  | Philips Arena, Atlanta Affluence : 18 670 Arbitres : no 17 Joe Crawford no 22 Bill Spooner no 24 Mike Callahan | TNT |
| 22 mai 2015 20:30 EDT | (en) Boxscore | LeBron James 30 Tristan Thompson 16 LeBron James 11 | Points Rebonds Passes d.                      | Dennis Schröder 13 Mike Scott 7 Jeff Teague 6 |  | Philips Arena, Atlanta Affluence : 18 670 Arbitres : no 17 Joe Crawford no 22 Bill Spooner no 24 Mike Callahan | TNT |

| 24 mai 2015 20:30 EDT | (en) Boxscore | Hawks d'Atlanta 111, Cavaliers de Cleveland 114               | Hawks d'Atlanta 111, Cavaliers de Cleveland 114 | Hawks d'Atlanta 111, Cavaliers de Cleveland 114 | OT | Quicken Loans Arena, Cleveland Affluence : 20 562 Arbitres : no 41 Ken Mauer no 14 Ed Malloy no 25 Tony Brothers no 30 John Goble | TNT |
| 24 mai 2015 20:30 EDT | (en) Boxscore | Score par quart-temps : 24-21, 25-27, 27-33, 28-23, OT : 7-10 |                                                 |                                                 | OT | Quicken Loans Arena, Cleveland Affluence : 20 562 Arbitres : no 41 Ken Mauer no 14 Ed Malloy no 25 Tony Brothers no 30 John Goble | TNT |
| 24 mai 2015 20:30 EDT | (en) Boxscore | Score par mi-temps : 49-48, 62-66                             |                                                 |                                                 | OT | Quicken Loans Arena, Cleveland Affluence : 20 562 Arbitres : no 41 Ken Mauer no 14 Ed Malloy no 25 Tony Brothers no 30 John Goble | TNT |
| 24 mai 2015 20:30 EDT | (en) Boxscore | Jeff Teague 30 Millsap, Scott Jeff Teague 7                   | Points Rebonds Passes d.                        | LeBron James 37 LeBron James 18 LeBron James 13 | OT | Quicken Loans Arena, Cleveland Affluence : 20 562 Arbitres : no 41 Ken Mauer no 14 Ed Malloy no 25 Tony Brothers no 30 John Goble | TNT |

| 26 mai 2015 20:30 EDT | (en) Boxscore | Hawks d'Atlanta 88, Cavaliers de Cleveland 118     | Hawks d'Atlanta 88, Cavaliers de Cleveland 118 | Hawks d'Atlanta 88, Cavaliers de Cleveland 118     |  | Quicken Loans Arena, Cleveland Affluence : 20 562 Arbitres : no 43 Dan Crawford no 9 Derrick Stafford no 8 Marc Davis no 42 Eric Lewis | TNT |
| 26 mai 2015 20:30 EDT | (en) Boxscore | Score par quart-temps : 20-32, 22-27, 18-26, 28-33 |                                                |                                                    |  | Quicken Loans Arena, Cleveland Affluence : 20 562 Arbitres : no 43 Dan Crawford no 9 Derrick Stafford no 8 Marc Davis no 42 Eric Lewis | TNT |
| 26 mai 2015 20:30 EDT | (en) Boxscore | Score par mi-temps : 42-59, 46-59                  |                                                |                                                    |  | Quicken Loans Arena, Cleveland Affluence : 20 562 Arbitres : no 43 Dan Crawford no 9 Derrick Stafford no 8 Marc Davis no 42 Eric Lewis | TNT |
| 26 mai 2015 20:30 EDT | (en) Boxscore | Jeff Teague 17 Paul Millsap 10 Horford, Millsap 5  | Points Rebonds Passes d.                       | LeBron James 23 Tristan Thompson 11 LeBron James 7 |  | Quicken Loans Arena, Cleveland Affluence : 20 562 Arbitres : no 43 Dan Crawford no 9 Derrick Stafford no 8 Marc Davis no 42 Eric Lewis | TNT |
| 26 mai 2015 20:30 EDT | (en) Boxscore | Cleveland remporte la série 4 à 0.                 |                                                |                                                    |  | Quicken Loans Arena, Cleveland Affluence : 20 562 Arbitres : no 43 Dan Crawford no 9 Derrick Stafford no 8 Marc Davis no 42 Eric Lewis | TNT |

Matchs de saison régulière
Atlanta gagne la série 3 à 1.
| 15 novembre 2014 | Rapport | Hawks d'Atlanta 94, Cavaliers de Cleveland 127 | Hawks d'Atlanta 94, Cavaliers de Cleveland 127 | Hawks d'Atlanta 94, Cavaliers de Cleveland 127 |  | Quicken Loans Arena, Cleveland |

| 17 décembre 2014 | Rapport | Hawks d'Atlanta 127, Cavaliers de Cleveland 98 | Hawks d'Atlanta 127, Cavaliers de Cleveland 98 | Hawks d'Atlanta 127, Cavaliers de Cleveland 98 |  | Quicken Loans Arena, Cleveland |

| 30 décembre 2014 | Rapport | Cavaliers de Cleveland 101, Hawks d'Atlanta 109 | Cavaliers de Cleveland 101, Hawks d'Atlanta 109 | Cavaliers de Cleveland 101, Hawks d'Atlanta 109 |  | Philips Arena, Atlanta |

| 6 mars 2015 | Rapport | Cavaliers de Cleveland 97, Hawks d'Atlanta 106 | Cavaliers de Cleveland 97, Hawks d'Atlanta 106 | Cavaliers de Cleveland 97, Hawks d'Atlanta 106 |  | Philips Arena, Atlanta |

Dernière rencontre en playoffsDemi-finale de conférence Est 2009 (Cleveland gagne 4-0).

### Conférence Ouest

#### Salles
Salles des huit participants.

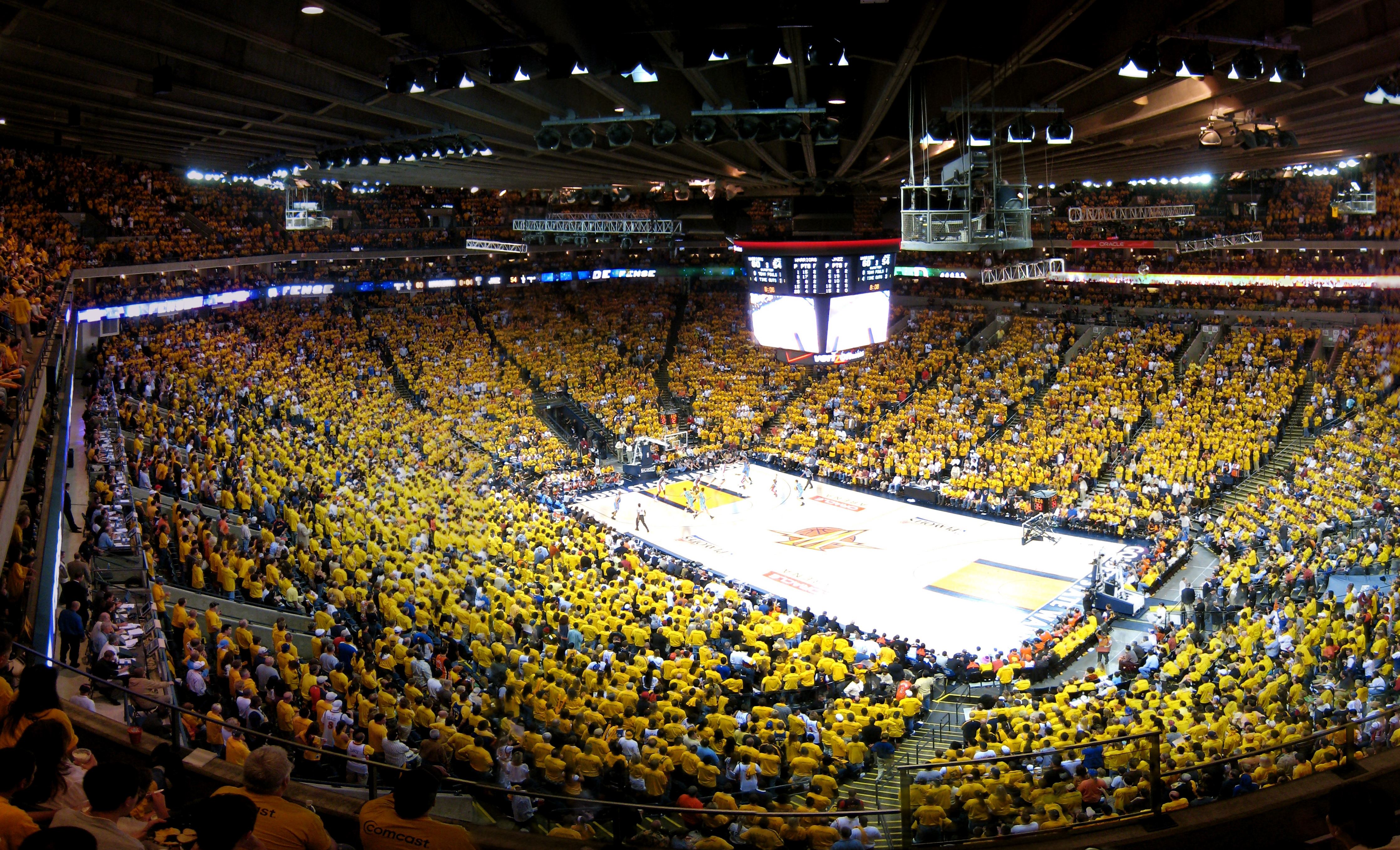
Oracle Arena, Oakland
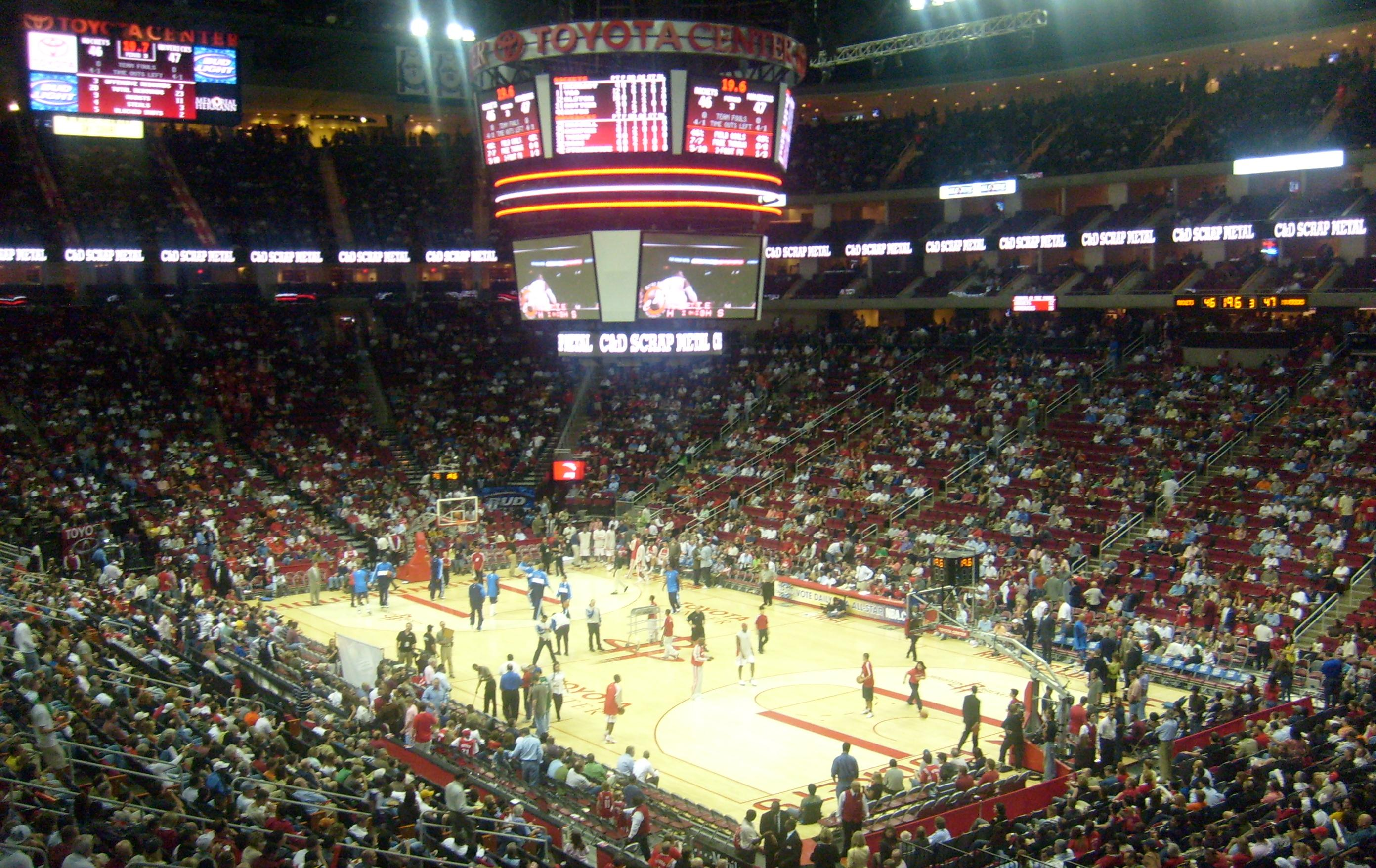
Toyota Center, Houston
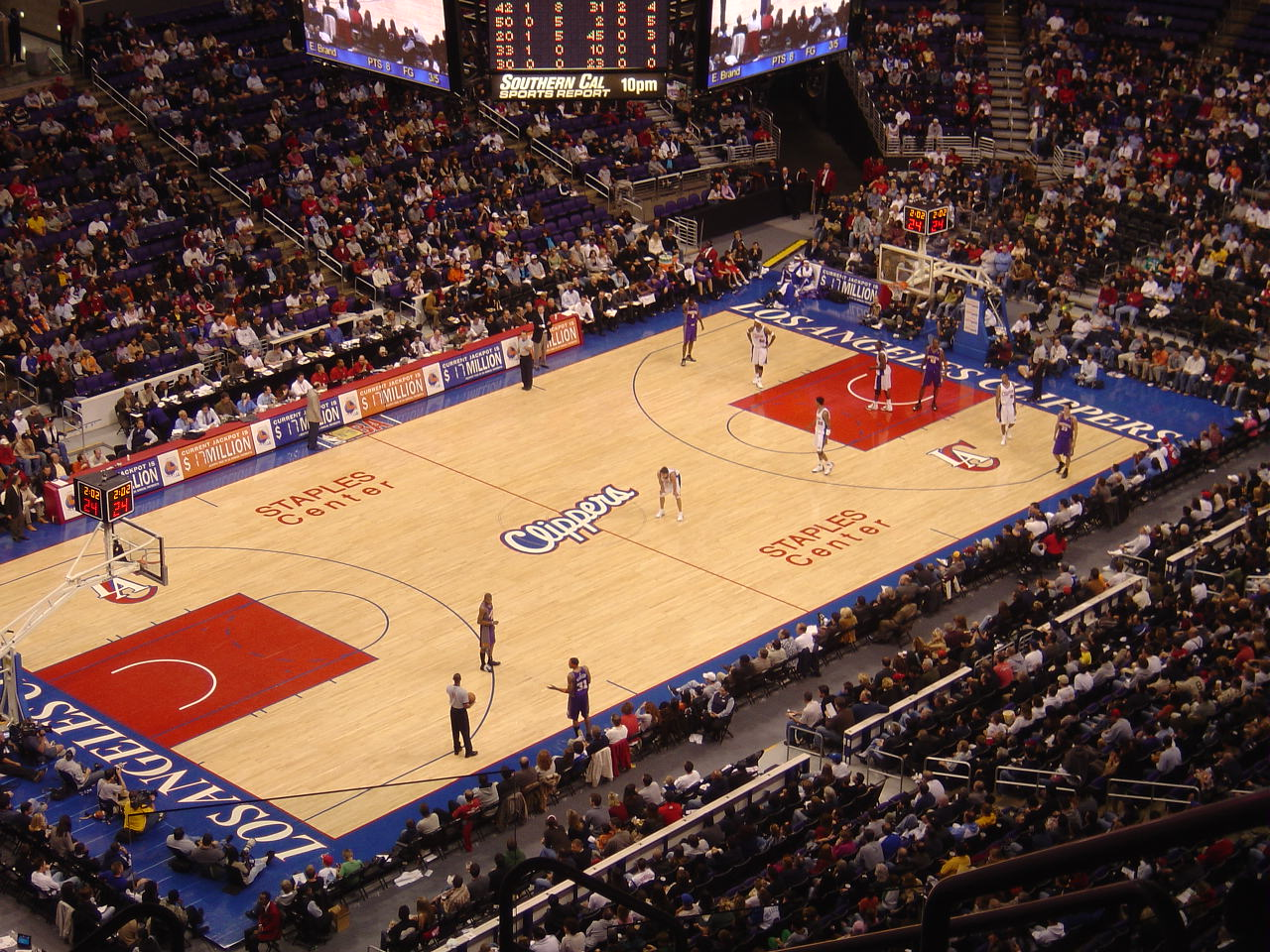
Staples Center, Los Angeles Version Clippers
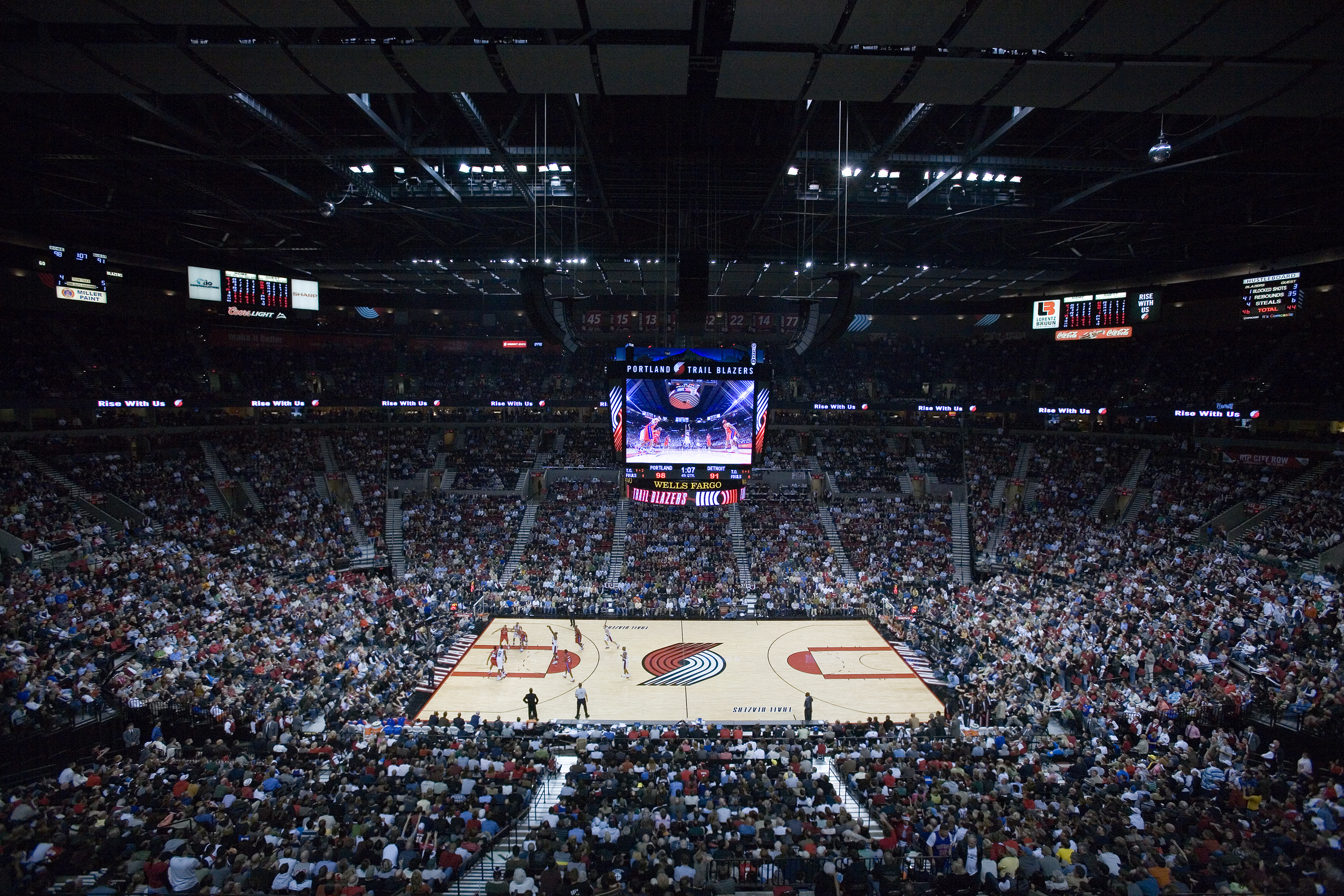
Moda Center, Portland
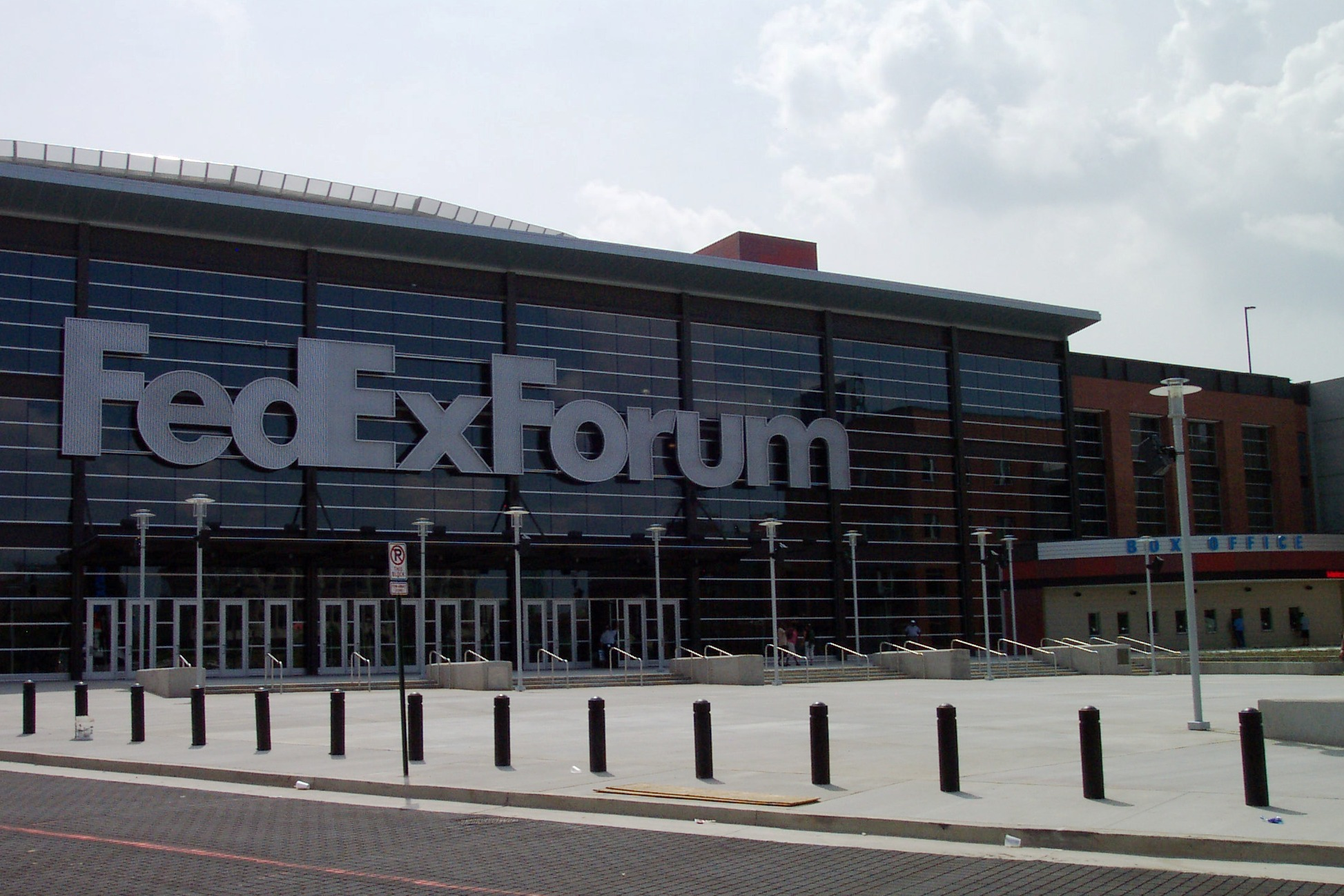
FedExForum, Memphis
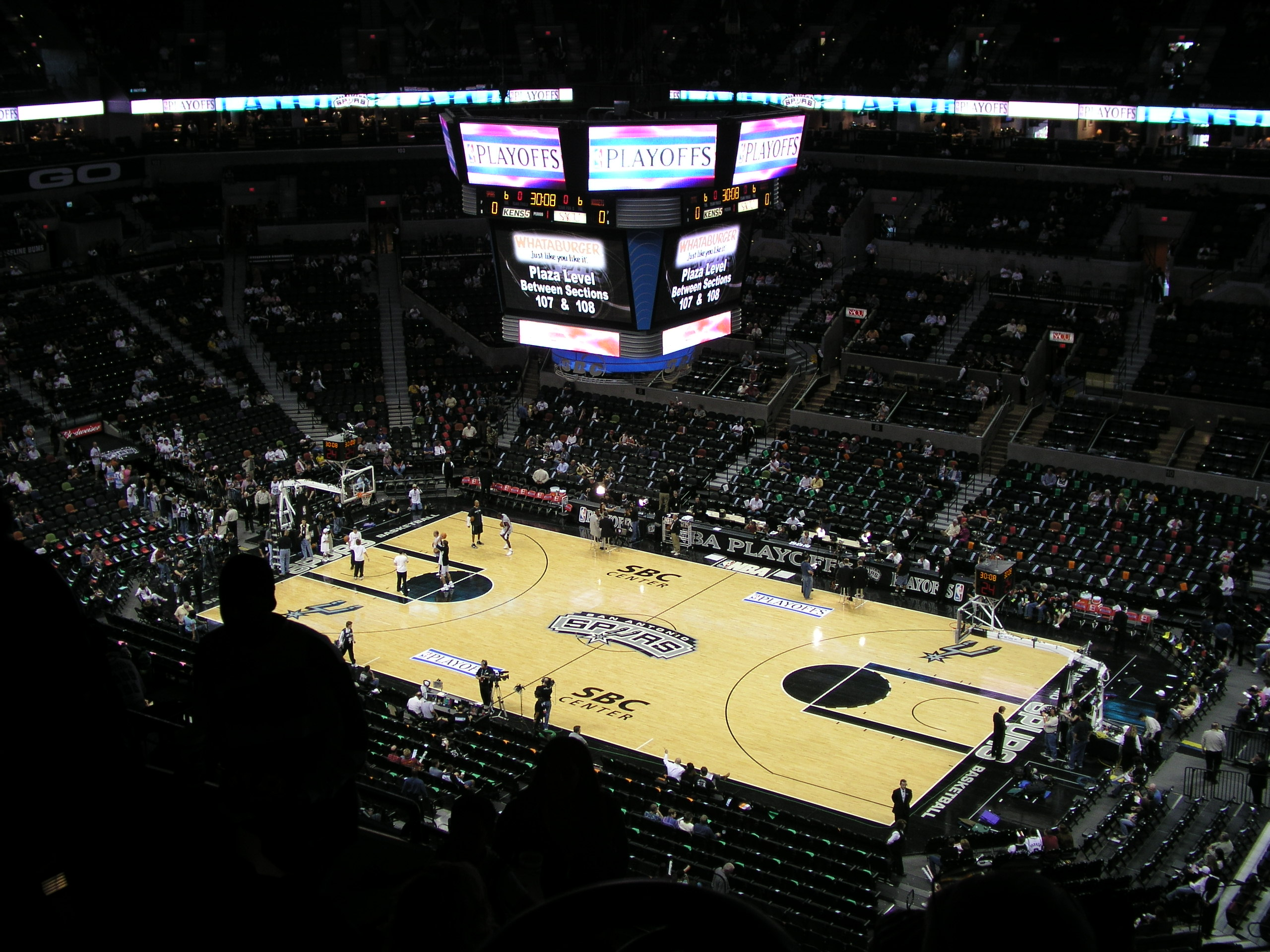
AT&T Center, San Antonio
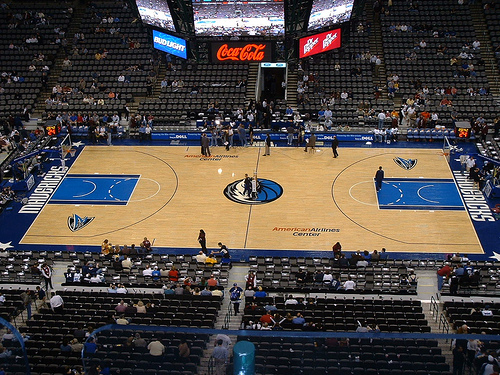
American Airlines Center, Dallas
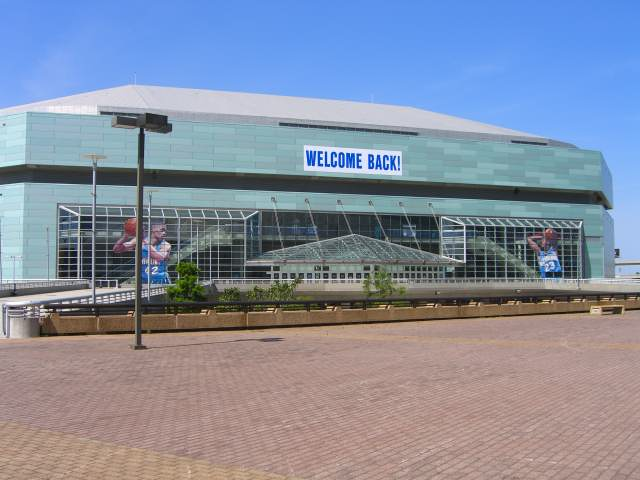
Smoothie King Center, New Orleans

#### Premier tour

##### (1)Warriors de Golden Statevs.Pelicans de La Nouvelle-Orléans(8)
| 18 avril 2015 15:30 EDT | (en) Boxscore | Pelicans de La Nouvelle-Orléans 99, Warriors de Golden State 106 | Pelicans de La Nouvelle-Orléans 99, Warriors de Golden State 106 | Pelicans de La Nouvelle-Orléans 99, Warriors de Golden State 106 |  | Oracle Arena, Oakland Affluence : 19 596 Arbitres : no 25 Tony Brothers no 33 Sean Corbin no 23 Jason Phillips | ABC |
| 18 avril 2015 15:30 EDT | (en) Boxscore | Score par quart-temps : 13-28, 28-31, 25-25, 32-22               |                                                                  |                                                                  |  | Oracle Arena, Oakland Affluence : 19 596 Arbitres : no 25 Tony Brothers no 33 Sean Corbin no 23 Jason Phillips | ABC |
| 18 avril 2015 15:30 EDT | (en) Boxscore | Score par mi-temps : 41-59, 57-47                                |                                                                  |                                                                  |  | Oracle Arena, Oakland Affluence : 19 596 Arbitres : no 25 Tony Brothers no 33 Sean Corbin no 23 Jason Phillips | ABC |
| 18 avril 2015 15:30 EDT | (en) Boxscore | Anthony Davis 35 Davis, Pondexter 9 Cole, Pondexter 6            | Points Rebonds Passes d.                                         | Stephen Curry 34 Andrew Bogut 14 Draymond Green 7                |  | Oracle Arena, Oakland Affluence : 19 596 Arbitres : no 25 Tony Brothers no 33 Sean Corbin no 23 Jason Phillips | ABC |

| 20 avril 2015 22:30 EDT | (en) Boxscore | Pelicans de La Nouvelle-Orléans 87, Warriors de Golden State 97 | Pelicans de La Nouvelle-Orléans 87, Warriors de Golden State 97 | Pelicans de La Nouvelle-Orléans 87, Warriors de Golden State 97 |  | Oracle Arena, Oakland Affluence : 19 596 Arbitres : no 17 Joe Crawford no 10 Ron Garretson no 65 Sean Wright | TNT |
| 20 avril 2015 22:30 EDT | (en) Boxscore | Score par quart-temps : 28-17, 24-38, 19-16, 16-26              |                                                                 |                                                                 |  | Oracle Arena, Oakland Affluence : 19 596 Arbitres : no 17 Joe Crawford no 10 Ron Garretson no 65 Sean Wright | TNT |
| 20 avril 2015 22:30 EDT | (en) Boxscore | Score par mi-temps : 52-55, 35-42                               |                                                                 |                                                                 |  | Oracle Arena, Oakland Affluence : 19 596 Arbitres : no 17 Joe Crawford no 10 Ron Garretson no 65 Sean Wright | TNT |
| 20 avril 2015 22:30 EDT | (en) Boxscore | Anthony Davis 26 Ömer Aşık 13 Tyreke Evans 7                    | Points Rebonds Passes d.                                        | Klay Thompson 26 Andrew Bogut 14 Stephen Curry 6                |  | Oracle Arena, Oakland Affluence : 19 596 Arbitres : no 17 Joe Crawford no 10 Ron Garretson no 65 Sean Wright | TNT |

| 23 avril 2015 21:30 EDT | (en) Boxscore | Warriors de Golden State 123, Pelicans de La Nouvelle-Orléans 119 | Warriors de Golden State 123, Pelicans de La Nouvelle-Orléans 119 | Warriors de Golden State 123, Pelicans de La Nouvelle-Orléans 119 | OT | Smoothie King Center, La Nouvelle-Orléans Affluence : 18 444 Arbitres : no 48 Scott Foster, no 35 Kane Fitzgerald, no 9 Derrick Stafford | TNT |
| 23 avril 2015 21:30 EDT | (en) Boxscore | Score par quart-temps : 25-26, 17-37, 27-26, 39-19, OT : 15-11    |                                                                   |                                                                   | OT | Smoothie King Center, La Nouvelle-Orléans Affluence : 18 444 Arbitres : no 48 Scott Foster, no 35 Kane Fitzgerald, no 9 Derrick Stafford | TNT |
| 23 avril 2015 21:30 EDT | (en) Boxscore | Score par mi-temps : 52-63, 71-56                                 |                                                                   |                                                                   | OT | Smoothie King Center, La Nouvelle-Orléans Affluence : 18 444 Arbitres : no 48 Scott Foster, no 35 Kane Fitzgerald, no 9 Derrick Stafford | TNT |
| 23 avril 2015 21:30 EDT | (en) Boxscore | Stephen Curry 40 Draymond Green 17 Stephen Curry 9                | Points Rebonds Passes d.                                          | Anthony Davis 29 Anthony Davis 15 Tyreke Evans 8                  | OT | Smoothie King Center, La Nouvelle-Orléans Affluence : 18 444 Arbitres : no 48 Scott Foster, no 35 Kane Fitzgerald, no 9 Derrick Stafford | TNT |

| 25 avril 2015 20:00 EDT | (en) Boxscore | Warriors de Golden State 109, Pelicans de La Nouvelle-Orléans 98 | Warriors de Golden State 109, Pelicans de La Nouvelle-Orléans 98 | Warriors de Golden State 109, Pelicans de La Nouvelle-Orléans 98 |  | Smoothie King Center, La Nouvelle-Orléans Affluence : 18 443 Arbitres : no 43 Dan Crawford, no 11 Derrick Collins, no 8 Marc Davis | ESPN |
| 25 avril 2015 20:00 EDT | (en) Boxscore | Score par quart-temps : 31-24, 36-30, 21-13, 20-31               |                                                                  |                                                                  |  | Smoothie King Center, La Nouvelle-Orléans Affluence : 18 443 Arbitres : no 43 Dan Crawford, no 11 Derrick Collins, no 8 Marc Davis | ESPN |
| 25 avril 2015 20:00 EDT | (en) Boxscore | Score par mi-temps : 67-54, 42-44                                |                                                                  |                                                                  |  | Smoothie King Center, La Nouvelle-Orléans Affluence : 18 443 Arbitres : no 43 Dan Crawford, no 11 Derrick Collins, no 8 Marc Davis | ESPN |
| 25 avril 2015 20:00 EDT | (en) Boxscore | Stephen Curry 39 Draymond Green 10 Stephen Curry 9               | Points Rebonds Passes d.                                         | Anthony Davis 36 Anthony Davis 11 2 joueurs 5                    |  | Smoothie King Center, La Nouvelle-Orléans Affluence : 18 443 Arbitres : no 43 Dan Crawford, no 11 Derrick Collins, no 8 Marc Davis | ESPN |
| 25 avril 2015 20:00 EDT | (en) Boxscore | Golden State remporte la série 4 à 0.                            |                                                                  |                                                                  |  | Smoothie King Center, La Nouvelle-Orléans Affluence : 18 443 Arbitres : no 43 Dan Crawford, no 11 Derrick Collins, no 8 Marc Davis | ESPN |

Matchs de saison régulière
Golden State gagne la série 3 à 1.
| 4 décembre 2014 | Rapport | Pelicans de La Nouvelle-Orléans 85, Warriors de Golden State 112 | Pelicans de La Nouvelle-Orléans 85, Warriors de Golden State 112 | Pelicans de La Nouvelle-Orléans 85, Warriors de Golden State 112 |  | Oracle Arena, Oakland |

| 14 décembre 2014 | Rapport | Warriors de Golden State 128, Pelicans de La Nouvelle-Orléans 122 | Warriors de Golden State 128, Pelicans de La Nouvelle-Orléans 122 | Warriors de Golden State 128, Pelicans de La Nouvelle-Orléans 122 | OT | Smoothie King Center, La Nouvelle-Orléans |

| 20 mars 2015 | Rapport | Pelicans de La Nouvelle-Orléans 96, Warriors de Golden State 112 | Pelicans de La Nouvelle-Orléans 96, Warriors de Golden State 112 | Pelicans de La Nouvelle-Orléans 96, Warriors de Golden State 112 |  | Oracle Arena, Oakland |

| 7 avril 2015 | Rapport | Warriors de Golden State 100, Pelicans de La Nouvelle-Orléans 103 | Warriors de Golden State 100, Pelicans de La Nouvelle-Orléans 103 | Warriors de Golden State 100, Pelicans de La Nouvelle-Orléans 103 |  | Smoothie King Center, La Nouvelle-Orléans |

C'est la première fois que ces deux équipes se rencontrent en Playoffs.

##### (2)Rockets de Houstonvs.Mavericks de Dallas(7)
| 18 avril 2015 21:30 EDT | (en) Boxscore | Mavericks de Dallas 108, Rockets de Houston 118    | Mavericks de Dallas 108, Rockets de Houston 118 | Mavericks de Dallas 108, Rockets de Houston 118 |  | Toyota Center, Houston Affluence : 18 231 Arbitres : no 17 Joe Crawford no 6 Tony Brown no 10 Ron Garretson | ESPN |
| 18 avril 2015 21:30 EDT | (en) Boxscore | Score par quart-temps : 19-32, 36-27, 22-25, 31-34 |                                                 |                                                 |  | Toyota Center, Houston Affluence : 18 231 Arbitres : no 17 Joe Crawford no 6 Tony Brown no 10 Ron Garretson | ESPN |
| 18 avril 2015 21:30 EDT | (en) Boxscore | Score par mi-temps : 55-59, 53-59                  |                                                 |                                                 |  | Toyota Center, Houston Affluence : 18 231 Arbitres : no 17 Joe Crawford no 6 Tony Brown no 10 Ron Garretson | ESPN |
| 18 avril 2015 21:30 EDT | (en) Boxscore | Dirk Nowitzki 24 Tyson Chandler 18 Rajon Rondo 5   | Points Rebonds Passes d.                        | James Harden 24 Trevor Ariza 11 James Harden 11 |  | Toyota Center, Houston Affluence : 18 231 Arbitres : no 17 Joe Crawford no 6 Tony Brown no 10 Ron Garretson | ESPN |

| 21 avril 2015 21:30 EDT | (en) Boxscore | Mavericks de Dallas 99, Rockets de Houston 111     | Mavericks de Dallas 99, Rockets de Houston 111 | Mavericks de Dallas 99, Rockets de Houston 111 |  | Toyota Center, Houston Affluence : 18 243 Arbitres : no 41 Ken Mauer no 36 David Jones no 14 Ed Malloy | TNT |
| 21 avril 2015 21:30 EDT | (en) Boxscore | Score par quart-temps : 24-23, 27-30, 29-28, 19-30 |                                                |                                                |  | Toyota Center, Houston Affluence : 18 243 Arbitres : no 41 Ken Mauer no 36 David Jones no 14 Ed Malloy | TNT |
| 21 avril 2015 21:30 EDT | (en) Boxscore | Score par mi-temps : 51-53, 48-58                  |                                                |                                                |  | Toyota Center, Houston Affluence : 18 243 Arbitres : no 41 Ken Mauer no 36 David Jones no 14 Ed Malloy | TNT |
| 21 avril 2015 21:30 EDT | (en) Boxscore | Monta Ellis 24 Dirk Nowitzki 13 Ellis, Felton 3    | Points Rebonds Passes d.                       | Dwight Howard 28 Dwight Howard 12 Josh Smith 9 |  | Toyota Center, Houston Affluence : 18 243 Arbitres : no 41 Ken Mauer no 36 David Jones no 14 Ed Malloy | TNT |

| 24 avril 2015 19:00 EDT | (en) Boxscore | Rockets de Houston 130, Mavericks de Dallas 128    | Rockets de Houston 130, Mavericks de Dallas 128 | Rockets de Houston 130, Mavericks de Dallas 128        |  | American Airlines Center, Dallas Affluence : 20 651 Arbitres : no 24 Mike Callahan no 38 Michael Smith no 49 Tom Washington | ESPN |
| 24 avril 2015 19:00 EDT | (en) Boxscore | Score par quart-temps : 42-36, 23-36, 36-27, 29-29 |                                                 |                                                        |  | American Airlines Center, Dallas Affluence : 20 651 Arbitres : no 24 Mike Callahan no 38 Michael Smith no 49 Tom Washington | ESPN |
| 24 avril 2015 19:00 EDT | (en) Boxscore | Score par mi-temps : 65-72, 65-56                  |                                                 |                                                        |  | American Airlines Center, Dallas Affluence : 20 651 Arbitres : no 24 Mike Callahan no 38 Michael Smith no 49 Tom Washington | ESPN |
| 24 avril 2015 19:00 EDT | (en) Boxscore | James Harden 42 Dwight Howard 26 James Harden 9    | Points Rebonds Passes d.                        | Ellis, Nowitzki 34 Nowitzki, Chandler 8 Barea, Ellis 9 |  | American Airlines Center, Dallas Affluence : 20 651 Arbitres : no 24 Mike Callahan no 38 Michael Smith no 49 Tom Washington | ESPN |

| 26 avril 2015 21:30 EDT | (en) Boxscore | Rockets de Houston 109, Mavericks de Dallas 121    | Rockets de Houston 109, Mavericks de Dallas 121 | Rockets de Houston 109, Mavericks de Dallas 121     |  | American Airlines Center, Dallas Affluence : 20 589 Arbitres : no 13 Monty McCutchen no 9 Derrick Stafford no 58 Josh Tiven | TNT |
| 26 avril 2015 21:30 EDT | (en) Boxscore | Score par quart-temps : 34-25, 19-36, 22-33, 34-27 |                                                 |                                                     |  | American Airlines Center, Dallas Affluence : 20 589 Arbitres : no 13 Monty McCutchen no 9 Derrick Stafford no 58 Josh Tiven | TNT |
| 26 avril 2015 21:30 EDT | (en) Boxscore | Score par mi-temps : 53-61, 56-60                  |                                                 |                                                     |  | American Airlines Center, Dallas Affluence : 20 589 Arbitres : no 13 Monty McCutchen no 9 Derrick Stafford no 58 Josh Tiven | TNT |
| 26 avril 2015 21:30 EDT | (en) Boxscore | James Harden 24 Dwight Howard 7 Harden, Prigioni 5 | Points Rebonds Passes d.                        | Monta Ellis 31 Tyson Chandler 14 José Juan Barea 10 |  | American Airlines Center, Dallas Affluence : 20 589 Arbitres : no 13 Monty McCutchen no 9 Derrick Stafford no 58 Josh Tiven | TNT |

| 28 avril 2015 20:00 EDT | (en) Boxscore | Mavericks de Dallas 94, Rockets de Houston 103     | Mavericks de Dallas 94, Rockets de Houston 103 | Mavericks de Dallas 94, Rockets de Houston 103  |  | Toyota Center, Houston Affluence : 18 231 Arbitres : no 25 Tony Brothers no 30 John Goble no 28 Zach Zarba | TNT |
| 28 avril 2015 20:00 EDT | (en) Boxscore | Score par quart-temps : 22-31, 28-25, 25-26, 19-21 |                                                |                                                 |  | Toyota Center, Houston Affluence : 18 231 Arbitres : no 25 Tony Brothers no 30 John Goble no 28 Zach Zarba | TNT |
| 28 avril 2015 20:00 EDT | (en) Boxscore | Score par mi-temps : 50-56, 44-47                  |                                                |                                                 |  | Toyota Center, Houston Affluence : 18 231 Arbitres : no 25 Tony Brothers no 30 John Goble no 28 Zach Zarba | TNT |
| 28 avril 2015 20:00 EDT | (en) Boxscore | Monta Ellis 25 Dirk Nowitzki 14 José Juan Barea 9  | Points Rebonds Passes d.                       | James Harden 28 Dwight Howard 19 James Harden 8 |  | Toyota Center, Houston Affluence : 18 231 Arbitres : no 25 Tony Brothers no 30 John Goble no 28 Zach Zarba | TNT |
| 28 avril 2015 20:00 EDT | (en) Boxscore | Houston remporte la série 4 à 1.                   |                                                |                                                 |  | Toyota Center, Houston Affluence : 18 231 Arbitres : no 25 Tony Brothers no 30 John Goble no 28 Zach Zarba | TNT |

Matchs de saison régulière
Houston gagne la série 3 à 1.
| 22 novembre 2014 | Rapport | Mavericks de Dallas 92, Rockets de Houston 95 | Mavericks de Dallas 92, Rockets de Houston 95 | Mavericks de Dallas 92, Rockets de Houston 95 |  | Toyota Center, Houston |

| 28 janvier 2015 | Rapport | Mavericks de Dallas 94, Rockets de Houston 99 | Mavericks de Dallas 94, Rockets de Houston 99 | Mavericks de Dallas 94, Rockets de Houston 99 |  | Toyota Center, Houston |

| 20 février 2015 | Rapport | Rockets de Houston 100, Mavericks de Dallas 111 | Rockets de Houston 100, Mavericks de Dallas 111 | Rockets de Houston 100, Mavericks de Dallas 111 |  | American Airlines Center, Dallas |

| 2 avril 2015 | Rapport | Rockets de Houston 108, Mavericks de Dallas 101 | Rockets de Houston 108, Mavericks de Dallas 101 | Rockets de Houston 108, Mavericks de Dallas 101 |  | American Airlines Center, Dallas |

Dernière rencontre en playoffsPremier tour de conférence Ouest 2005 (Dallas gagne 4-3).

##### (3)Clippers de Los Angelesvs.Spurs de San Antonio(6)
| 19 avril 2015 22:30 EDT | (en) Boxscore | Spurs de San Antonio 92, Clippers de Los Angeles 107 | Spurs de San Antonio 92, Clippers de Los Angeles 107 | Spurs de San Antonio 92, Clippers de Los Angeles 107 |  | Staples Center, Los Angeles Affluence : 19 309 Arbitres : no 41 Ken Mauer no 36 David Jones no 14 Ed Malloy | TNT |
| 19 avril 2015 22:30 EDT | (en) Boxscore | Score par quart-temps : 18-30, 25-19, 21-30, 28-28   |                                                      |                                                      |  | Staples Center, Los Angeles Affluence : 19 309 Arbitres : no 41 Ken Mauer no 36 David Jones no 14 Ed Malloy | TNT |
| 19 avril 2015 22:30 EDT | (en) Boxscore | Score par mi-temps : 43-49, 49-58                    |                                                      |                                                      |  | Staples Center, Los Angeles Affluence : 19 309 Arbitres : no 41 Ken Mauer no 36 David Jones no 14 Ed Malloy | TNT |
| 19 avril 2015 22:30 EDT | (en) Boxscore | Kawhi Leonard 18 Tim Duncan 11 Manu Ginóbili 6       | Points Rebonds Passes d.                             | Chris Paul 32 DeAndre Jordan 14 Griffin, Paul 6      |  | Staples Center, Los Angeles Affluence : 19 309 Arbitres : no 41 Ken Mauer no 36 David Jones no 14 Ed Malloy | TNT |

| 22 avril 2015 22:30 EDT | (en) Boxscore | Spurs de San Antonio 111, Clippers de Los Angeles 107          | Spurs de San Antonio 111, Clippers de Los Angeles 107 | Spurs de San Antonio 111, Clippers de Los Angeles 107 | OT | Staples Center, Los Angeles Affluence : 19 482 Arbitres : no 17 Joe Crawford no 10 Ron Garretson no 65 Sean Wright | TNT |
| 22 avril 2015 22:30 EDT | (en) Boxscore | Score par quart-temps : 28-24, 24-23, 25-27, 17-20, OT : 17-13 |                                                       |                                                       | OT | Staples Center, Los Angeles Affluence : 19 482 Arbitres : no 17 Joe Crawford no 10 Ron Garretson no 65 Sean Wright | TNT |
| 22 avril 2015 22:30 EDT | (en) Boxscore | Score par mi-temps : 52-47, 59-60                              |                                                       |                                                       | OT | Staples Center, Los Angeles Affluence : 19 482 Arbitres : no 17 Joe Crawford no 10 Ron Garretson no 65 Sean Wright | TNT |
| 22 avril 2015 22:30 EDT | (en) Boxscore | Tim Duncan 28 Tim Duncan 11 Boris Diaw 6                       | Points Rebonds Passes d.                              | Blake Griffin 29 DeAndre Jordan 15 Blake Griffin 11   | OT | Staples Center, Los Angeles Affluence : 19 482 Arbitres : no 17 Joe Crawford no 10 Ron Garretson no 65 Sean Wright | TNT |

| 24 avril 2015 21:30 EDT | (en) Boxscore | Clippers de Los Angeles 73, Spurs de San Antonio 100 | Clippers de Los Angeles 73, Spurs de San Antonio 100 | Clippers de Los Angeles 73, Spurs de San Antonio 100 |  | AT&T Center, San Antonio Affluence : 18 581 Arbitres : no 13 Monty McCutchen no 22 Bill Spooner no 59 Gary Zielinski | ESPN |
| 24 avril 2015 21:30 EDT | (en) Boxscore | Score par quart-temps : 16-25, 22-21, 11-24, 24-30   |                                                      |                                                      |  | AT&T Center, San Antonio Affluence : 18 581 Arbitres : no 13 Monty McCutchen no 22 Bill Spooner no 59 Gary Zielinski | ESPN |
| 24 avril 2015 21:30 EDT | (en) Boxscore | Score par mi-temps : 38-46, 35-54                    |                                                      |                                                      |  | AT&T Center, San Antonio Affluence : 18 581 Arbitres : no 13 Monty McCutchen no 22 Bill Spooner no 59 Gary Zielinski | ESPN |
| 24 avril 2015 21:30 EDT | (en) Boxscore | Blake Griffin 14 Blake Griffin 10 Blake Griffin 5    | Points Rebonds Passes d.                             | Kawhi Leonard 32 Tim Duncan 7 Manu Ginóbili 6        |  | AT&T Center, San Antonio Affluence : 18 581 Arbitres : no 13 Monty McCutchen no 22 Bill Spooner no 59 Gary Zielinski | ESPN |

| 26 avril 2015 15:30 EDT | (en) Boxscore | Clippers de Los Angeles 114, Spurs de San Antonio 105 | Clippers de Los Angeles 114, Spurs de San Antonio 105 | Clippers de Los Angeles 114, Spurs de San Antonio 105 |  | AT&T Center, San Antonio Affluence : 18 581 Arbitres : no 24 Mike Callahan no 26 Pat Fraher no 49 Tom Washington | ABC |
| 26 avril 2015 15:30 EDT | (en) Boxscore | Score par quart-temps : 25-25, 26-22, 30-29, 33-29    |                                                       |                                                       |  | AT&T Center, San Antonio Affluence : 18 581 Arbitres : no 24 Mike Callahan no 26 Pat Fraher no 49 Tom Washington | ABC |
| 26 avril 2015 15:30 EDT | (en) Boxscore | Score par mi-temps : 51-47, 63-58                     |                                                       |                                                       |  | AT&T Center, San Antonio Affluence : 18 581 Arbitres : no 24 Mike Callahan no 26 Pat Fraher no 49 Tom Washington | ABC |
| 26 avril 2015 15:30 EDT | (en) Boxscore | Chris Paul 34 Blake Griffin 19 Griffin, Paul 7        | Points Rebonds Passes d.                              | Kawhi Leonard 26 Tim Duncan 14 Kawhi Leonard 5        |  | AT&T Center, San Antonio Affluence : 18 581 Arbitres : no 24 Mike Callahan no 26 Pat Fraher no 49 Tom Washington | ABC |

| 28 avril 2015 22:30 EDT | (en) Boxscore | Spurs de San Antonio 111, Clippers de Los Angeles 107 | Spurs de San Antonio 111, Clippers de Los Angeles 107 | Spurs de San Antonio 111, Clippers de Los Angeles 107 |  | Staples Center, Los Angeles Affluence : 19 571 Arbitres : no 48 Scott Foster no 55 Bill Kennedy no 58 Josh Tiven | TNT |
| 28 avril 2015 22:30 EDT | (en) Boxscore | Score par quart-temps : 22-27, 31-27, 29-28, 29-25    |                                                       |                                                       |  | Staples Center, Los Angeles Affluence : 19 571 Arbitres : no 48 Scott Foster no 55 Bill Kennedy no 58 Josh Tiven | TNT |
| 28 avril 2015 22:30 EDT | (en) Boxscore | Score par mi-temps : 53-54, 58-53                     |                                                       |                                                       |  | Staples Center, Los Angeles Affluence : 19 571 Arbitres : no 48 Scott Foster no 55 Bill Kennedy no 58 Josh Tiven | TNT |
| 28 avril 2015 22:30 EDT | (en) Boxscore | Tim Duncan 21 Tim Duncan 11 Manu Ginóbili 6           | Points Rebonds Passes d.                              | Blake Griffin 30 Griffin, Jordan 14 Chris Paul 10     |  | Staples Center, Los Angeles Affluence : 19 571 Arbitres : no 48 Scott Foster no 55 Bill Kennedy no 58 Josh Tiven | TNT |

| 30 avril 2015 21:30 EDT | (en) Boxscore | Clippers de Los Angeles 102, Spurs de San Antonio 96 | Clippers de Los Angeles 102, Spurs de San Antonio 96 | Clippers de Los Angeles 102, Spurs de San Antonio 96 |  | AT&T Center, San Antonio Affluence : 18 581 Arbitres : no 43 Dan Crawford no 8 Dan Crawford no 28 Zach Zarba | TNT |
| 30 avril 2015 21:30 EDT | (en) Boxscore | Score par quart-temps : 26-26, 25-25, 25-21, 26-24   |                                                      |                                                      |  | AT&T Center, San Antonio Affluence : 18 581 Arbitres : no 43 Dan Crawford no 8 Dan Crawford no 28 Zach Zarba | TNT |
| 30 avril 2015 21:30 EDT | (en) Boxscore | Score par mi-temps : 51-51, 51-45                    |                                                      |                                                      |  | AT&T Center, San Antonio Affluence : 18 581 Arbitres : no 43 Dan Crawford no 8 Dan Crawford no 28 Zach Zarba | TNT |
| 30 avril 2015 21:30 EDT | (en) Boxscore | Blake Griffin 26 DeAndre Jordan 14 Chris Paul 15     | Points Rebonds Passes d.                             | Marco Belinelli 23 Tim Duncan 13 Tony Parker 7       |  | AT&T Center, San Antonio Affluence : 18 581 Arbitres : no 43 Dan Crawford no 8 Dan Crawford no 28 Zach Zarba | TNT |

| 2 mai 2015 20:00 EDT | (en) Boxscore | Spurs de San Antonio 109, Clippers de Los Angeles 111 | Spurs de San Antonio 109, Clippers de Los Angeles 111 | Spurs de San Antonio 109, Clippers de Los Angeles 111 |  | Staples Center, Los Angeles Arbitres : no 13 Monty McCutchen no 19 James Capers no 23 Jason Phillips | TNT |
| 2 mai 2015 20:00 EDT | (en) Boxscore | Score par quart-temps : 30-28, 25-29, 23-22, 31-32    |                                                       |                                                       |  | Staples Center, Los Angeles Arbitres : no 13 Monty McCutchen no 19 James Capers no 23 Jason Phillips | TNT |
| 2 mai 2015 20:00 EDT | (en) Boxscore | Score par mi-temps : 55-57, 54-54                     |                                                       |                                                       |  | Staples Center, Los Angeles Arbitres : no 13 Monty McCutchen no 19 James Capers no 23 Jason Phillips | TNT |
| 2 mai 2015 20:00 EDT | (en) Boxscore | Tim Duncan 27 Tim Duncan 11 Manu Ginóbili 7           | Points Rebonds Passes d.                              | Chris Paul 27 DeAndre Jordan 14 Blake Griffin 10      |  | Staples Center, Los Angeles Arbitres : no 13 Monty McCutchen no 19 James Capers no 23 Jason Phillips | TNT |
| 2 mai 2015 20:00 EDT | (en) Boxscore | Los Angeles remporte la série 4 à 3.                  |                                                       |                                                       |  | Staples Center, Los Angeles Arbitres : no 13 Monty McCutchen no 19 James Capers no 23 Jason Phillips | TNT |

Matchs de saison régulière
Égalité dans la série 2 à 2.
| 10 novembre 2014 | Rapport | Spurs de San Antonio 89, Clippers de Los Angeles 85 | Spurs de San Antonio 89, Clippers de Los Angeles 85 | Spurs de San Antonio 89, Clippers de Los Angeles 85 |  | Staples Center, Los Angeles |

| 22 décembre 2014 | Rapport | Clippers de Los Angeles 118, Spurs de San Antonio 125 | Clippers de Los Angeles 118, Spurs de San Antonio 125 | Clippers de Los Angeles 118, Spurs de San Antonio 125 |  | AT&T Center, San Antonio |

| 31 janvier 2015 | Rapport | Clippers de Los Angeles 105, Spurs de San Antonio 85 | Clippers de Los Angeles 105, Spurs de San Antonio 85 | Clippers de Los Angeles 105, Spurs de San Antonio 85 |  | AT&T Center, San Antonio |

| 19 février 2015 | Rapport | Spurs de San Antonio 115, Clippers de Los Angeles 119 | Spurs de San Antonio 115, Clippers de Los Angeles 119 | Spurs de San Antonio 115, Clippers de Los Angeles 119 |  | Staples Center, Los Angeles |

Dernière rencontre en playoffsDemi-finale de conférence Ouest 2012 (San Antonio gagne 4-0).

##### (4)Trail Blazers de Portlandvs.Grizzlies de Memphis(5)
| 19 avril 2015 20:00 EDT | (en) Boxscore | Trail Blazers de Portland 86, Grizzlies de Memphis 100   | Trail Blazers de Portland 86, Grizzlies de Memphis 100 | Trail Blazers de Portland 86, Grizzlies de Memphis 100 |  | FedExForum, Memphis Affluence : 18 119 Arbitres : no 19 James Capers no 42 Eric Lewis no 49 Tom Washington | TNT |
| 19 avril 2015 20:00 EDT | (en) Boxscore | Score par quart-temps : 15-25, 24-33, 23-28, 24-14       |                                                        |                                                        |  | FedExForum, Memphis Affluence : 18 119 Arbitres : no 19 James Capers no 42 Eric Lewis no 49 Tom Washington | TNT |
| 19 avril 2015 20:00 EDT | (en) Boxscore | Score par mi-temps : 39-58, 47-42                        |                                                        |                                                        |  | FedExForum, Memphis Affluence : 18 119 Arbitres : no 19 James Capers no 42 Eric Lewis no 49 Tom Washington | TNT |
| 19 avril 2015 20:00 EDT | (en) Boxscore | LaMarcus Aldridge 32 LaMarcus Aldridge 14 Batum, Blake 4 | Points Rebonds Passes d.                               | Beno Udrih 20 Gasol, Randolph 11 Gasol, Udrih 7        |  | FedExForum, Memphis Affluence : 18 119 Arbitres : no 19 James Capers no 42 Eric Lewis no 49 Tom Washington | TNT |

| 22 avril 2015 20:00 EDT | (en) Boxscore | Trail Blazers de Portland 82, Grizzlies de Memphis 97     | Trail Blazers de Portland 82, Grizzlies de Memphis 97 | Trail Blazers de Portland 82, Grizzlies de Memphis 97 |  | FedExForum, Memphis Affluence : 18 119 Arbitres : no 25 Tony Brothers no 20 Leroy Richardson no 22 Bill Spooner | TNT |
| 22 avril 2015 20:00 EDT | (en) Boxscore | Score par quart-temps : 21-19, 18-31, 21-23, 22-24        |                                                       |                                                       |  | FedExForum, Memphis Affluence : 18 119 Arbitres : no 25 Tony Brothers no 20 Leroy Richardson no 22 Bill Spooner | TNT |
| 22 avril 2015 20:00 EDT | (en) Boxscore | Score par mi-temps : 39-50, 43-47                         |                                                       |                                                       |  | FedExForum, Memphis Affluence : 18 119 Arbitres : no 25 Tony Brothers no 20 Leroy Richardson no 22 Bill Spooner | TNT |
| 22 avril 2015 20:00 EDT | (en) Boxscore | LaMarcus Aldridge 24 LaMarcus Aldridge 14 Nicolas Batum 7 | Points Rebonds Passes d.                              | Conley, Lee 18 Zach Randolph 10 Mike Conley, Jr. 6    |  | FedExForum, Memphis Affluence : 18 119 Arbitres : no 25 Tony Brothers no 20 Leroy Richardson no 22 Bill Spooner | TNT |

| 25 avril 2015 22:30 EDT | (en) Boxscore | Grizzlies de Memphis 115, Trail Blazers de Portland 109 | Grizzlies de Memphis 115, Trail Blazers de Portland 109 | Grizzlies de Memphis 115, Trail Blazers de Portland 109 |  | Moda Center, Portland Affluence : 19 945 Arbitres : no 48 Scott Foster no 56 Mark Ayotte no 55 Bill Kennedy | ESPN |
| 25 avril 2015 22:30 EDT | (en) Boxscore | Score par quart-temps : 24-19, 38-30, 23-26, 30-34      |                                                         |                                                         |  | Moda Center, Portland Affluence : 19 945 Arbitres : no 48 Scott Foster no 56 Mark Ayotte no 55 Bill Kennedy | ESPN |
| 25 avril 2015 22:30 EDT | (en) Boxscore | Score par mi-temps : 62-49, 53-60                       |                                                         |                                                         |  | Moda Center, Portland Affluence : 19 945 Arbitres : no 48 Scott Foster no 56 Mark Ayotte no 55 Bill Kennedy | ESPN |
| 25 avril 2015 22:30 EDT | (en) Boxscore | Marc Gasol 25 Marc Gasol 7 trois joueurs 4              | Points Rebonds Passes d.                                | Nicolas Batum 27 LaMarcus Aldridge 7 Damian Lillard 9   |  | Moda Center, Portland Affluence : 19 945 Arbitres : no 48 Scott Foster no 56 Mark Ayotte no 55 Bill Kennedy | ESPN |

| 27 avril 2015 22:30 EDT | (en) Boxscore | Grizzlies de Memphis 92, Trail Blazers de Portland 99 | Grizzlies de Memphis 92, Trail Blazers de Portland 99 | Grizzlies de Memphis 92, Trail Blazers de Portland 99 |  | Moda Center, Portland Affluence : 19 541 Arbitres : no 43 Dan Crawford no 11 Derrick Collins no 8 Marc Davis | TNT |
| 27 avril 2015 22:30 EDT | (en) Boxscore | Score par quart-temps : 22-27, 26-28, 27-13, 17-31    |                                                       |                                                       |  | Moda Center, Portland Affluence : 19 541 Arbitres : no 43 Dan Crawford no 11 Derrick Collins no 8 Marc Davis | TNT |
| 27 avril 2015 22:30 EDT | (en) Boxscore | Score par mi-temps : 48-55, 44-44                     |                                                       |                                                       |  | Moda Center, Portland Affluence : 19 541 Arbitres : no 43 Dan Crawford no 11 Derrick Collins no 8 Marc Davis | TNT |
| 27 avril 2015 22:30 EDT | (en) Boxscore | Marc Gasol 21 Tony Allen 10 Marc Gasol 6              | Points Rebonds Passes d.                              | Damian Lillard 32 Batum, Leonard 13 Damian Lillard 7  |  | Moda Center, Portland Affluence : 19 541 Arbitres : no 43 Dan Crawford no 11 Derrick Collins no 8 Marc Davis | TNT |

| 29 avril 2015 21:30 EDT | (en) Boxscore | Trail Blazers de Portland 93, Grizzlies de Memphis 99 | Trail Blazers de Portland 93, Grizzlies de Memphis 99 | Trail Blazers de Portland 93, Grizzlies de Memphis 99 |  | FedExForum, Memphis Affluence : 18 119 Arbitres : no 41 Ken Mauer no 45 Brian Forte no 14 Ed Malloy | TNT |
| 29 avril 2015 21:30 EDT | (en) Boxscore | Score par quart-temps : 20-20, 19-26, 27-22, 27-31    |                                                       |                                                       |  | FedExForum, Memphis Affluence : 18 119 Arbitres : no 41 Ken Mauer no 45 Brian Forte no 14 Ed Malloy | TNT |
| 29 avril 2015 21:30 EDT | (en) Boxscore | Score par mi-temps : 39-46, 54-53                     |                                                       |                                                       |  | FedExForum, Memphis Affluence : 18 119 Arbitres : no 41 Ken Mauer no 45 Brian Forte no 14 Ed Malloy | TNT |
| 29 avril 2015 21:30 EDT | (en) Boxscore | C.J. McCollum 33 Nicolas Batum 10 Nicolas Batum 7     | Points Rebonds Passes d.                              | Marc Gasol 26 Marc Gasol 14 Tony Allen, Calathes 4    |  | FedExForum, Memphis Affluence : 18 119 Arbitres : no 41 Ken Mauer no 45 Brian Forte no 14 Ed Malloy | TNT |
| 29 avril 2015 21:30 EDT | (en) Boxscore | Memphis remporte la série 4 à 1.                      |                                                       |                                                       |  | FedExForum, Memphis Affluence : 18 119 Arbitres : no 41 Ken Mauer no 45 Brian Forte no 14 Ed Malloy | TNT |

Matchs de saison régulière
Memphis gagne la série 4 à 0.
| 28 novembre 2014 | Rapport | Grizzlies de Memphis 112, Trail Blazers de Portland 99 | Grizzlies de Memphis 112, Trail Blazers de Portland 99 | Grizzlies de Memphis 112, Trail Blazers de Portland 99 |  | Moda Center, Portland |

| 17 janvier 2015 | Rapport | Trail Blazers de Portland 98, Grizzlies de Memphis 102 | Trail Blazers de Portland 98, Grizzlies de Memphis 102 | Trail Blazers de Portland 98, Grizzlies de Memphis 102 |  | FedExForum, Memphis |

| 22 février 2015 | Rapport | Grizzlies de Memphis 98, Trail Blazers de Portland 92 | Grizzlies de Memphis 98, Trail Blazers de Portland 92 | Grizzlies de Memphis 98, Trail Blazers de Portland 92 |  | Moda Center, Portland |

| 21 mars 2015 | Rapport | Trail Blazers de Portland 86, Grizzlies de Memphis 97 | Trail Blazers de Portland 86, Grizzlies de Memphis 97 | Trail Blazers de Portland 86, Grizzlies de Memphis 97 |  | FedExForum, Memphis |

C'est la première fois que ces deux équipes se rencontrent en Playoffs.

#### Demi-finales de conférence

##### (1)Warriors de Golden Statevs.Grizzlies de Memphis(5)
| 3 mai 2015 15:30 EDT | (en) Boxscore | Grizzlies de Memphis 86, Warriors de Golden State 101 | Grizzlies de Memphis 86, Warriors de Golden State 101 | Grizzlies de Memphis 86, Warriors de Golden State 101 |  | Oracle Arena, Oakland Affluence : 19 596 Arbitres : no 17 Joe Crawford no 49 Tom Washington no 65 Sean Wright | ABC |
| 3 mai 2015 15:30 EDT | (en) Boxscore | Score par quart-temps : 25-32, 27-29, 14-22, 20-18    |                                                       |                                                       |  | Oracle Arena, Oakland Affluence : 19 596 Arbitres : no 17 Joe Crawford no 49 Tom Washington no 65 Sean Wright | ABC |
| 3 mai 2015 15:30 EDT | (en) Boxscore | Score par mi-temps : 52-61, 34-40                     |                                                       |                                                       |  | Oracle Arena, Oakland Affluence : 19 596 Arbitres : no 17 Joe Crawford no 49 Tom Washington no 65 Sean Wright | ABC |
| 3 mai 2015 15:30 EDT | (en) Boxscore | Marc Gasol 21 Gasol, Randolph 9 Zach Randolph 5       | Points Rebonds Passes d.                              | Stephen Curry 22 Andrew Bogut 6 Stephen Curry 7       |  | Oracle Arena, Oakland Affluence : 19 596 Arbitres : no 17 Joe Crawford no 49 Tom Washington no 65 Sean Wright | ABC |

| 5 mai 2015 22:30 EDT | (en) Boxscore | Grizzlies de Memphis 97, Warriors de Golden State 90   | Grizzlies de Memphis 97, Warriors de Golden State 90 | Grizzlies de Memphis 97, Warriors de Golden State 90 |  | Oracle Arena, Oakland Affluence : 19 596 Arbitres : no 48 Scott Foster no 55 Bill Kennedy no 23 Jason Phillips | TNT |
| 5 mai 2015 22:30 EDT | (en) Boxscore | Score par quart-temps : 28-22, 22-17, 23-24, 24-27     |                                                      |                                                      |  | Oracle Arena, Oakland Affluence : 19 596 Arbitres : no 48 Scott Foster no 55 Bill Kennedy no 23 Jason Phillips | TNT |
| 5 mai 2015 22:30 EDT | (en) Boxscore | Score par mi-temps : 50-39, 47-51                      |                                                      |                                                      |  | Oracle Arena, Oakland Affluence : 19 596 Arbitres : no 48 Scott Foster no 55 Bill Kennedy no 23 Jason Phillips | TNT |
| 5 mai 2015 22:30 EDT | (en) Boxscore | Mike Conley, Jr. 22 Carter, Randolph 7 Zach Randolph 4 | Points Rebonds Passes d.                             | Stephen Curry 19 Andrew Bogut 12 Stephen Curry 6     |  | Oracle Arena, Oakland Affluence : 19 596 Arbitres : no 48 Scott Foster no 55 Bill Kennedy no 23 Jason Phillips | TNT |

| 9 mai 2015 20:00 EDT | (en) Boxscore | Warriors de Golden State 89, Grizzlies de Memphis 99 | Warriors de Golden State 89, Grizzlies de Memphis 99 | Warriors de Golden State 89, Grizzlies de Memphis 99 |  | FedExForum, Memphis Affluence : 18 119 Arbitres : no 19 James Capers no 13 Monty McCutchen no 6 Tony Brown | ABC |
| 9 mai 2015 20:00 EDT | (en) Boxscore | Score par quart-temps : 20-23, 19-32, 25-24, 25-20   |                                                      |                                                      |  | FedExForum, Memphis Affluence : 18 119 Arbitres : no 19 James Capers no 13 Monty McCutchen no 6 Tony Brown | ABC |
| 9 mai 2015 20:00 EDT | (en) Boxscore | Score par mi-temps : 39-55, 50-44                    |                                                      |                                                      |  | FedExForum, Memphis Affluence : 18 119 Arbitres : no 19 James Capers no 13 Monty McCutchen no 6 Tony Brown | ABC |
| 9 mai 2015 20:00 EDT | (en) Boxscore | Stephen Curry 23 Bogut, Thompson 8 Draymond Green 7  | Points Rebonds Passes d.                             | Zach Randolph 22 Marc Gasol 15 Mike Conley, Jr. 5    |  | FedExForum, Memphis Affluence : 18 119 Arbitres : no 19 James Capers no 13 Monty McCutchen no 6 Tony Brown | ABC |

| 11 mai 2015 21:30 EDT | (en) Boxscore | Warriors de Golden State 101, Grizzlies de Memphis 84 | Warriors de Golden State 101, Grizzlies de Memphis 84 | Warriors de Golden State 101, Grizzlies de Memphis 84 |  | FedExForum, Memphis Affluence : 18 119 Arbitres : no 24 Mike Callahan no 25 Tony Brothers no 26 Pat Fraher | TNT |
| 11 mai 2015 21:30 EDT | (en) Boxscore | Score par quart-temps : 28-20, 33-24, 21-20, 19-20    |                                                       |                                                       |  | FedExForum, Memphis Affluence : 18 119 Arbitres : no 24 Mike Callahan no 25 Tony Brothers no 26 Pat Fraher | TNT |
| 11 mai 2015 21:30 EDT | (en) Boxscore | Score par mi-temps : 61-44, 40-40                     |                                                       |                                                       |  | FedExForum, Memphis Affluence : 18 119 Arbitres : no 24 Mike Callahan no 25 Tony Brothers no 26 Pat Fraher | TNT |
| 11 mai 2015 21:30 EDT | (en) Boxscore | Stephen Curry 33 Draymond Green 10 Stephen Curry 5    | Points Rebonds Passes d.                              | Marc Gasol 19 Zach Randolph 11 Marc Gasol 6           |  | FedExForum, Memphis Affluence : 18 119 Arbitres : no 24 Mike Callahan no 25 Tony Brothers no 26 Pat Fraher | TNT |

| 13 mai 2015 22:30 EDT | (en) Boxscore | Grizzlies de Memphis 78, Warriors de Golden State 98 | Grizzlies de Memphis 78, Warriors de Golden State 98 | Grizzlies de Memphis 78, Warriors de Golden State 98 |  | Oracle Arena, Oakland Affluence : 19 596 Arbitres : no 41 Ken Mauer no 22 Bill Spooner no 14 Ed Malloy | TNT |
| 13 mai 2015 22:30 EDT | (en) Boxscore | Score par quart-temps : 25-26, 16-23, 16-25, 21-24   |                                                      |                                                      |  | Oracle Arena, Oakland Affluence : 19 596 Arbitres : no 41 Ken Mauer no 22 Bill Spooner no 14 Ed Malloy | TNT |
| 13 mai 2015 22:30 EDT | (en) Boxscore | Score par mi-temps : 41-49, 37-49                    |                                                      |                                                      |  | Oracle Arena, Oakland Affluence : 19 596 Arbitres : no 41 Ken Mauer no 22 Bill Spooner no 14 Ed Malloy | TNT |
| 13 mai 2015 22:30 EDT | (en) Boxscore | Marc Gasol 18 Marc Gasol 12 Marc Gasol 6             | Points Rebonds Passes d.                             | Klay Thompson 21 Andrew Bogut 9 Draymond Green 9     |  | Oracle Arena, Oakland Affluence : 19 596 Arbitres : no 41 Ken Mauer no 22 Bill Spooner no 14 Ed Malloy | TNT |

| 15 mai 2015 22:30 EDT | (en) Boxscore | Warriors de Golden State 108, Grizzlies de Memphis 95 | Warriors de Golden State 108, Grizzlies de Memphis 95 | Warriors de Golden State 108, Grizzlies de Memphis 95 |  | FedExForum, Memphis Affluence : 18 119 Arbitres : no 17 Joe Crawford no 30 John Goble no 28 Zach Zarba | ESPN |
| 15 mai 2015 22:30 EDT | (en) Boxscore | Score par quart-temps : 32-19, 26-30, 18-19, 32-27    |                                                       |                                                       |  | FedExForum, Memphis Affluence : 18 119 Arbitres : no 17 Joe Crawford no 30 John Goble no 28 Zach Zarba | ESPN |
| 15 mai 2015 22:30 EDT | (en) Boxscore | Score par mi-temps : 58-49, 50-46                     |                                                       |                                                       |  | FedExForum, Memphis Affluence : 18 119 Arbitres : no 17 Joe Crawford no 30 John Goble no 28 Zach Zarba | ESPN |
| 15 mai 2015 22:30 EDT | (en) Boxscore | Stephen Curry 32 Draymond Green 12 Stephen Curry 10   | Points Rebonds Passes d.                              | Marc Gasol 21 Marc Gasol 15 Mike Conley, Jr. 9        |  | FedExForum, Memphis Affluence : 18 119 Arbitres : no 17 Joe Crawford no 30 John Goble no 28 Zach Zarba | ESPN |
| 15 mai 2015 22:30 EDT | (en) Boxscore | Golden State remporte la série 4 à 2.                 |                                                       |                                                       |  | FedExForum, Memphis Affluence : 18 119 Arbitres : no 17 Joe Crawford no 30 John Goble no 28 Zach Zarba | ESPN |

Matchs de saison régulière
Golden State gagne la série 2 à 1.
| 18 décembre 2014 | Rapport | Warriors de Golden State 98, Grizzlies de Memphis 105 | Warriors de Golden State 98, Grizzlies de Memphis 105 | Warriors de Golden State 98, Grizzlies de Memphis 105 |  | FedExForum, Memphis |

| 27 mars 2015 | Rapport | Warriors de Golden State 107, Grizzlies de Memphis 84 | Warriors de Golden State 107, Grizzlies de Memphis 84 | Warriors de Golden State 107, Grizzlies de Memphis 84 |  | FedExForum, Memphis |

| 13 avril 2015 | Rapport | Grizzlies de Memphis 107, Warriors de Golden State 111 | Grizzlies de Memphis 107, Warriors de Golden State 111 | Grizzlies de Memphis 107, Warriors de Golden State 111 |  | Oracle Arena, Oakland |

C'est la première fois que ces deux équipes se rencontrent en Playoffs.

##### (2)Rockets de Houstonvs.Clippers de Los Angeles(3)
| 4 mai 2015 21:30 EDT | (en) Boxscore | Clippers de Los Angeles 117, Rockets de Houston 101 | Clippers de Los Angeles 117, Rockets de Houston 101 | Clippers de Los Angeles 117, Rockets de Houston 101 |  | Toyota Center, Houston Affluence : 18 231 Arbitres : no 24 Mike Callahan no 22 Bill Spooner no 9 Derrick Stafford | TNT |
| 4 mai 2015 21:30 EDT | (en) Boxscore | Score par quart-temps : 19-25, 27-25, 37-27, 34-24  |                                                     |                                                     |  | Toyota Center, Houston Affluence : 18 231 Arbitres : no 24 Mike Callahan no 22 Bill Spooner no 9 Derrick Stafford | TNT |
| 4 mai 2015 21:30 EDT | (en) Boxscore | Score par mi-temps : 46-50, 71-51                   |                                                     |                                                     |  | Toyota Center, Houston Affluence : 18 231 Arbitres : no 24 Mike Callahan no 22 Bill Spooner no 9 Derrick Stafford | TNT |
| 4 mai 2015 21:30 EDT | (en) Boxscore | Blake Griffin 26 Blake Griffin 14 Blake Griffin 13  | Points Rebonds Passes d.                            | Dwight Howard 22 Dwight Howard 10 James Harden 12   |  | Toyota Center, Houston Affluence : 18 231 Arbitres : no 24 Mike Callahan no 22 Bill Spooner no 9 Derrick Stafford | TNT |

| 6 mai 2015 21:30 EDT | (en) Boxscore | Clippers de Los Angeles 109, Rockets de Houston 115  | Clippers de Los Angeles 109, Rockets de Houston 115 | Clippers de Los Angeles 109, Rockets de Houston 115 |  | Toyota Center, Houston Affluence : 18 310 Arbitres : no 17 Joe Crawford no 36 David Jones no 28 Zach Zarba | TNT |
| 6 mai 2015 21:30 EDT | (en) Boxscore | Score par quart-temps : 24-35, 41-21, 20-27, 24-32   |                                                     |                                                     |  | Toyota Center, Houston Affluence : 18 310 Arbitres : no 17 Joe Crawford no 36 David Jones no 28 Zach Zarba | TNT |
| 6 mai 2015 21:30 EDT | (en) Boxscore | Score par mi-temps : 65-56, 44-59                    |                                                     |                                                     |  | Toyota Center, Houston Affluence : 18 310 Arbitres : no 17 Joe Crawford no 36 David Jones no 28 Zach Zarba | TNT |
| 6 mai 2015 21:30 EDT | (en) Boxscore | Blake Griffin 34 Blake Griffin 15 Barnes, Crawford 5 | Points Rebonds Passes d.                            | James Harden 32 Dwight Howard 16 James Harden 7     |  | Toyota Center, Houston Affluence : 18 310 Arbitres : no 17 Joe Crawford no 36 David Jones no 28 Zach Zarba | TNT |

| 8 mai 2015 22:30 EDT | (en) Boxscore | Rockets de Houston 99, Clippers de Los Angeles 124 | Rockets de Houston 99, Clippers de Los Angeles 124 | Rockets de Houston 99, Clippers de Los Angeles 124 |  | Staples Center, Los Angeles Affluence : 19 367 Arbitres : no 41 Ken Mauer no 40 John Goble no 16 David Guthrie | ESPN |
| 8 mai 2015 22:30 EDT | (en) Boxscore | Score par quart-temps : 24-33, 33-31, 19-35, 23-25 |                                                    |                                                    |  | Staples Center, Los Angeles Affluence : 19 367 Arbitres : no 41 Ken Mauer no 40 John Goble no 16 David Guthrie | ESPN |
| 8 mai 2015 22:30 EDT | (en) Boxscore | Score par mi-temps : 57-64, 42-60                  |                                                    |                                                    |  | Staples Center, Los Angeles Affluence : 19 367 Arbitres : no 41 Ken Mauer no 40 John Goble no 16 David Guthrie | ESPN |
| 8 mai 2015 22:30 EDT | (en) Boxscore | James Harden 25 Dwight Howard 14 James Harden 11   | Points Rebonds Passes d.                           | J. J. Redick 31 DeAndre Jordan 15 Chris Paul 7     |  | Staples Center, Los Angeles Affluence : 19 367 Arbitres : no 41 Ken Mauer no 40 John Goble no 16 David Guthrie | ESPN |

| 10 mai 2015 20:30 EDT | (en) Boxscore | Rockets de Houston 95, Clippers de Los Angeles 128 | Rockets de Houston 95, Clippers de Los Angeles 128 | Rockets de Houston 95, Clippers de Los Angeles 128 |  | Staples Center, Los Angeles Affluence : 19 490 Arbitres : no 43 Dan Crawford no 8 Marc Davis no 10 Ron Garretson | TNT |
| 10 mai 2015 20:30 EDT | (en) Boxscore | Score par quart-temps : 33-30, 21-30, 25-43, 16-25 |                                                    |                                                    |  | Staples Center, Los Angeles Affluence : 19 490 Arbitres : no 43 Dan Crawford no 8 Marc Davis no 10 Ron Garretson | TNT |
| 10 mai 2015 20:30 EDT | (en) Boxscore | Score par mi-temps : 54-60, 41-68                  |                                                    |                                                    |  | Staples Center, Los Angeles Affluence : 19 490 Arbitres : no 43 Dan Crawford no 8 Marc Davis no 10 Ron Garretson | TNT |
| 10 mai 2015 20:30 EDT | (en) Boxscore | James Harden 21 Harden, Ariza 8 James Harden 6     | Points Rebonds Passes d.                           | DeAndre Jordan 26 DeAndre Jordan 17 Chris Paul 12  |  | Staples Center, Los Angeles Affluence : 19 490 Arbitres : no 43 Dan Crawford no 8 Marc Davis no 10 Ron Garretson | TNT |

| 12 mai 2015 21:30 EDT | (en) Boxscore | Clippers de Los Angeles 103, Rockets de Houston 124 | Clippers de Los Angeles 103, Rockets de Houston 124 | Clippers de Los Angeles 103, Rockets de Houston 124 |  | Toyota Center, Houston Affluence : 18 142 Arbitres : no 13 Monty McCutchen no 19 James Capers no 65 Sean Wright | TNT |
| 12 mai 2015 21:30 EDT | (en) Boxscore | Score par quart-temps : 22-27, 26-36, 28-27, 27-34  |                                                     |                                                     |  | Toyota Center, Houston Affluence : 18 142 Arbitres : no 13 Monty McCutchen no 19 James Capers no 65 Sean Wright | TNT |
| 12 mai 2015 21:30 EDT | (en) Boxscore | Score par mi-temps : 48-63, 55-61                   |                                                     |                                                     |  | Toyota Center, Houston Affluence : 18 142 Arbitres : no 13 Monty McCutchen no 19 James Capers no 65 Sean Wright | TNT |
| 12 mai 2015 21:30 EDT | (en) Boxscore | Blake Griffin 30 Blake Griffin 16 Chris Paul 10     | Points Rebonds Passes d.                            | James Harden 26 Dwight Howard 15 James Harden 10    |  | Toyota Center, Houston Affluence : 18 142 Arbitres : no 13 Monty McCutchen no 19 James Capers no 65 Sean Wright | TNT |

| 14 mai 2015 22:30 EDT | (en) Boxscore | Rockets de Houston 119, Clippers de Los Angeles 107 | Rockets de Houston 119, Clippers de Los Angeles 107 | Rockets de Houston 119, Clippers de Los Angeles 107 |  | Staples Center, Los Angeles Affluence : 19 417 Arbitres : no 48 Scott Foster no 26 Pat Fraher no 23 Jason Phillips | ESPN |
| 14 mai 2015 22:30 EDT | (en) Boxscore | Score par quart-temps : 25-29, 37-35, 17-28, 40-15  |                                                     |                                                     |  | Staples Center, Los Angeles Affluence : 19 417 Arbitres : no 48 Scott Foster no 26 Pat Fraher no 23 Jason Phillips | ESPN |
| 14 mai 2015 22:30 EDT | (en) Boxscore | Score par mi-temps : 62-64, 57-43                   |                                                     |                                                     |  | Staples Center, Los Angeles Affluence : 19 417 Arbitres : no 48 Scott Foster no 26 Pat Fraher no 23 Jason Phillips | ESPN |
| 14 mai 2015 22:30 EDT | (en) Boxscore | James Harden 23 Dwight Howard 21 Jason Terry 5      | Points Rebonds Passes d.                            | Chris Paul 31 Matt Barnes 10 Chris Paul 11          |  | Staples Center, Los Angeles Affluence : 19 417 Arbitres : no 48 Scott Foster no 26 Pat Fraher no 23 Jason Phillips | ESPN |

| 17 mai 2015 15:30 EDT | (en) Boxscore | Clippers de Los Angeles 100, Rockets de Houston 113 | Clippers de Los Angeles 100, Rockets de Houston 113 | Clippers de Los Angeles 100, Rockets de Houston 113 |  | Toyota Center, Houston Affluence : 18 463 Arbitres : no 41 Ken Mauer no 25 Tony Brothers no 24 Mike Callahan | ABC |
| 17 mai 2015 15:30 EDT | (en) Boxscore | Score par quart-temps : 21-28, 25-28, 22-29, 32-28  |                                                     |                                                     |  | Toyota Center, Houston Affluence : 18 463 Arbitres : no 41 Ken Mauer no 25 Tony Brothers no 24 Mike Callahan | ABC |
| 17 mai 2015 15:30 EDT | (en) Boxscore | Score par mi-temps : 46-56, 54-57                   |                                                     |                                                     |  | Toyota Center, Houston Affluence : 18 463 Arbitres : no 41 Ken Mauer no 25 Tony Brothers no 24 Mike Callahan | ABC |
| 17 mai 2015 15:30 EDT | (en) Boxscore | Blake Griffin 27 DeAndre Jordan 17 Chris Paul 10    | Points Rebonds Passes d.                            | James Harden 31 Dwight Howard 15 James Harden 8     |  | Toyota Center, Houston Affluence : 18 463 Arbitres : no 41 Ken Mauer no 25 Tony Brothers no 24 Mike Callahan | ABC |
| 17 mai 2015 15:30 EDT | (en) Boxscore | Houston remporte la série 4 à 3.                    |                                                     |                                                     |  | Toyota Center, Houston Affluence : 18 463 Arbitres : no 41 Ken Mauer no 25 Tony Brothers no 24 Mike Callahan | ABC |

Matchs de saison régulière
Egalité dans la série 2 à 2.
| 30 novembre 2014 | Rapport | Clippers de Los Angeles 102, Rockets de Houston 85 | Clippers de Los Angeles 102, Rockets de Houston 85 | Clippers de Los Angeles 102, Rockets de Houston 85 |  | Toyota Center, Houston |

| 11 février 2015 | Rapport | Rockets de Houston 95, Clippers de Los Angeles 110 | Rockets de Houston 95, Clippers de Los Angeles 110 | Rockets de Houston 95, Clippers de Los Angeles 110 |  | Staples Center, Los Angeles |

| 25 février 2015 | Rapport | Clippers de Los Angeles 105, Rockets de Houston 110 | Clippers de Los Angeles 105, Rockets de Houston 110 | Clippers de Los Angeles 105, Rockets de Houston 110 |  | Toyota Center, Houston |

| 15 avril 2015 | Rapport | Rockets de Houston 100, Clippers de Los Angeles 98 | Rockets de Houston 100, Clippers de Los Angeles 98 | Rockets de Houston 100, Clippers de Los Angeles 98 |  | Staples Center, Los Angeles |

Dernière rencontre en playoffsPremier tour de conférence Ouest 1993 (Houston gagne 3-2).

#### Finale de conférence

##### (1)Warriors de Golden Statevs.Rockets de Houston(2)
| 19 mai 2015 21:00 EDT | (en) Boxscore | Rockets de Houston 106, Warriors de Golden State 110 | Rockets de Houston 106, Warriors de Golden State 110 | Rockets de Houston 106, Warriors de Golden State 110 |  | Oracle Arena, Oakland Affluence : 19 596 Arbitres : no 43 Dan Crawford no 8 Marc Davis no 65 Sean Wright | ESPN |
| 19 mai 2015 21:00 EDT | (en) Boxscore | Score par quart-temps : 31-24, 24-34, 24-26, 27-26   |                                                      |                                                      |  | Oracle Arena, Oakland Affluence : 19 596 Arbitres : no 43 Dan Crawford no 8 Marc Davis no 65 Sean Wright | ESPN |
| 19 mai 2015 21:00 EDT | (en) Boxscore | Score par mi-temps : 55-58, 51-52                    |                                                      |                                                      |  | Oracle Arena, Oakland Affluence : 19 596 Arbitres : no 43 Dan Crawford no 8 Marc Davis no 65 Sean Wright | ESPN |
| 19 mai 2015 21:00 EDT | (en) Boxscore | James Harden 28 Dwight Howard 13 James Harden 9      | Points Rebonds Passes d.                             | Stephen Curry 34 Draymond Green 12 Draymond Green 8  |  | Oracle Arena, Oakland Affluence : 19 596 Arbitres : no 43 Dan Crawford no 8 Marc Davis no 65 Sean Wright | ESPN |

| 21 mai 2015 21:00 EDT | (en) Boxscore | Rockets de Houston 98, Warriors de Golden State 99 | Rockets de Houston 98, Warriors de Golden State 99 | Rockets de Houston 98, Warriors de Golden State 99 |  | Oracle Arena, Oakland Affluence : 19 596 Arbitres : no 19 James Capers no 13 Monty McCutchen no 30 John Goble | ESPN |
| 21 mai 2015 21:00 EDT | (en) Boxscore | Score par quart-temps : 28-36, 27-19, 20-22, 23-22 |                                                    |                                                    |  | Oracle Arena, Oakland Affluence : 19 596 Arbitres : no 19 James Capers no 13 Monty McCutchen no 30 John Goble | ESPN |
| 21 mai 2015 21:00 EDT | (en) Boxscore | Score par mi-temps : 55-55, 43-44                  |                                                    |                                                    |  | Oracle Arena, Oakland Affluence : 19 596 Arbitres : no 19 James Capers no 13 Monty McCutchen no 30 John Goble | ESPN |
| 21 mai 2015 21:00 EDT | (en) Boxscore | James Harden 38 Dwight Howard 17 James Harden 9    | Points Rebonds Passes d.                           | Stephen Curry 33 Green, Bogut 8 Draymond Green 7   |  | Oracle Arena, Oakland Affluence : 19 596 Arbitres : no 19 James Capers no 13 Monty McCutchen no 30 John Goble | ESPN |

| 23 mai 2015 21:00 EDT | (en) Boxscore | Warriors de Golden State 115, Rockets de Houston 80 | Warriors de Golden State 115, Rockets de Houston 80 | Warriors de Golden State 115, Rockets de Houston 80 |  | Toyota Center, Houston Affluence : 18 282 Arbitres : no 48 Scott Foster no 23 Jason Phillips no 28 Zach Zarba | ESPN |
| 23 mai 2015 21:00 EDT | (en) Boxscore | Score par quart-temps : 30-18, 32-19, 30-24, 23-19  |                                                     |                                                     |  | Toyota Center, Houston Affluence : 18 282 Arbitres : no 48 Scott Foster no 23 Jason Phillips no 28 Zach Zarba | ESPN |
| 23 mai 2015 21:00 EDT | (en) Boxscore | Score par mi-temps : 62-37, 53-43                   |                                                     |                                                     |  | Toyota Center, Houston Affluence : 18 282 Arbitres : no 48 Scott Foster no 23 Jason Phillips no 28 Zach Zarba | ESPN |
| 23 mai 2015 21:00 EDT | (en) Boxscore | Stephen Curry 40 Draymond Green 13 Stephen Curry 7  | Points Rebonds Passes d.                            | James Harden 17 Dwight Howard 14 Harden, Smith 4    |  | Toyota Center, Houston Affluence : 18 282 Arbitres : no 48 Scott Foster no 23 Jason Phillips no 28 Zach Zarba | ESPN |

| 25 mai 2015 21:00 EDT | {en}Boxscore | Warriors de Golden State 115, Rockets de Houston 128 | Warriors de Golden State 115, Rockets de Houston 128 | Warriors de Golden State 115, Rockets de Houston 128 |  | Toyota Center, Houston Affluence : 18 239 Arbitres : no 17 Joe Crawford no 24 Mike Callahan no 49 Tom Washington | ESPN |
| 25 mai 2015 21:00 EDT | {en}Boxscore | Score par quart-temps : 22-45, 37-24, 25-30, 31-29   |                                                      |                                                      |  | Toyota Center, Houston Affluence : 18 239 Arbitres : no 17 Joe Crawford no 24 Mike Callahan no 49 Tom Washington | ESPN |
| 25 mai 2015 21:00 EDT | {en}Boxscore | Score par mi-temps : 59-69, 56-59                    |                                                      |                                                      |  | Toyota Center, Houston Affluence : 18 239 Arbitres : no 17 Joe Crawford no 24 Mike Callahan no 49 Tom Washington | ESPN |
| 25 mai 2015 21:00 EDT | {en}Boxscore | Klay Thompson 24 Draymond Green 15 Bogut, Green 4    | Points Rebonds Passes d.                             | James Harden 45 Dwight Howard 12 Harden, Smith 5     |  | Toyota Center, Houston Affluence : 18 239 Arbitres : no 17 Joe Crawford no 24 Mike Callahan no 49 Tom Washington | ESPN |

| 27 mai 2015 21:00 EDT | (en) Boxscore | Rockets de Houston 90, Warriors de Golden State 104 | Rockets de Houston 90, Warriors de Golden State 104 | Rockets de Houston 90, Warriors de Golden State 104 |  | Oracle Arena, Oakland Affluence : 19 596 Arbitres : no 25 Tony Brothers no 41 Ken Mauer no 14 Ed Malloy | ESPN |
| 27 mai 2015 21:00 EDT | (en) Boxscore | Score par quart-temps : 22-17, 24-35, 22-22, 22-30  |                                                     |                                                     |  | Oracle Arena, Oakland Affluence : 19 596 Arbitres : no 25 Tony Brothers no 41 Ken Mauer no 14 Ed Malloy | ESPN |
| 27 mai 2015 21:00 EDT | (en) Boxscore | Score par mi-temps : 46-52, 44-52                   |                                                     |                                                     |  | Oracle Arena, Oakland Affluence : 19 596 Arbitres : no 25 Tony Brothers no 41 Ken Mauer no 14 Ed Malloy | ESPN |
| 27 mai 2015 21:00 EDT | (en) Boxscore | Dwight Howard 18 Dwight Howard 16 James Harden 5    | Points Rebonds Passes d.                            | Stephen Curry 26 Andrew Bogut 14 Curry, Iguodala 6  |  | Oracle Arena, Oakland Affluence : 19 596 Arbitres : no 25 Tony Brothers no 41 Ken Mauer no 14 Ed Malloy | ESPN |
| 27 mai 2015 21:00 EDT | (en) Boxscore | Golden State remporte la série 4 à 1.               |                                                     |                                                     |  | Oracle Arena, Oakland Affluence : 19 596 Arbitres : no 25 Tony Brothers no 41 Ken Mauer no 14 Ed Malloy | ESPN |

Matchs de saison régulière
Golden State gagne la série 4 à 0.
| 8 novembre 2014 | Rapport | Warriors de Golden State 98, Rockets de Houston 87 | Warriors de Golden State 98, Rockets de Houston 87 | Warriors de Golden State 98, Rockets de Houston 87 |  | Toyota Center, Houston |

| 10 décembre 2014 | Rapport | Rockets de Houston 93, Warriors de Golden State 105 | Rockets de Houston 93, Warriors de Golden State 105 | Rockets de Houston 93, Warriors de Golden State 105 |  | Oracle Arena, Oakland |

| 17 janvier 2015 | Rapport | Warriors de Golden State 131, Rockets de Houston 106 | Warriors de Golden State 131, Rockets de Houston 106 | Warriors de Golden State 131, Rockets de Houston 106 |  | Toyota Center, Houston |

| 21 janvier 2015 | Rapport | Rockets de Houston 113, Warriors de Golden State 126 | Rockets de Houston 113, Warriors de Golden State 126 | Rockets de Houston 113, Warriors de Golden State 126 |  | Oracle Arena, Oakland |

C'est la première fois que ces deux équipes se rencontrent en Playoffs.

## Finales NBA: (E2)Cavaliers de Clevelandvs (O1)Warriors de Golden State
| 4 juin 2015 21:00 EDT | (en) Boxscore | Cavaliers de Cleveland 100, Warriors de Golden State 108      | Cavaliers de Cleveland 100, Warriors de Golden State 108 | Cavaliers de Cleveland 100, Warriors de Golden State 108 | OT | Oracle Arena, Oakland Affluence : 19 596 Arbitres : no 19 James Capers no 13 Monty McCutchen no 23 Jason Phillips | ABC |
| 4 juin 2015 21:00 EDT | (en) Boxscore | Score par quart-temps : 29-19, 22-29, 22-25, 25-25, OT : 2-10 |                                                          |                                                          | OT | Oracle Arena, Oakland Affluence : 19 596 Arbitres : no 19 James Capers no 13 Monty McCutchen no 23 Jason Phillips | ABC |
| 4 juin 2015 21:00 EDT | (en) Boxscore | Score par mi-temps : 51-48, 49-60                             |                                                          |                                                          | OT | Oracle Arena, Oakland Affluence : 19 596 Arbitres : no 19 James Capers no 13 Monty McCutchen no 23 Jason Phillips | ABC |
| 4 juin 2015 21:00 EDT | (en) Boxscore | LeBron James 44 Tristan Thompson 15 Irving, James 6           | Points Rebonds Passes d.                                 | Stephen Curry 26 Andrew Bogut 7 Stephen Curry 8          | OT | Oracle Arena, Oakland Affluence : 19 596 Arbitres : no 19 James Capers no 13 Monty McCutchen no 23 Jason Phillips | ABC |

| 7 juin 2015 20:00 EDT | (en) Boxscore | Cavaliers de Cleveland 95, Warriors de Golden State 93       | Cavaliers de Cleveland 95, Warriors de Golden State 93 | Cavaliers de Cleveland 95, Warriors de Golden State 93 | OT | Oracle Arena, Oakland Affluence : 19 596 Arbitres : no 48 Scott Foster no 25 Tony Brothers no 28 Zach Zarba | ABC |
| 7 juin 2015 20:00 EDT | (en) Boxscore | Score par quart-temps : 20-20, 27-25, 15-14, 25-28, OT : 8-6 |                                                        |                                                        | OT | Oracle Arena, Oakland Affluence : 19 596 Arbitres : no 48 Scott Foster no 25 Tony Brothers no 28 Zach Zarba | ABC |
| 7 juin 2015 20:00 EDT | (en) Boxscore | Score par mi-temps : 47-45, 48-48                            |                                                        |                                                        | OT | Oracle Arena, Oakland Affluence : 19 596 Arbitres : no 48 Scott Foster no 25 Tony Brothers no 28 Zach Zarba | ABC |
| 7 juin 2015 20:00 EDT | (en) Boxscore | LeBron James 39 LeBron James 16 LeBron James 11              | Points Rebonds Passes d.                               | Klay Thompson 34 Andrew Bogut 10 Curry, Iguodala 5     | OT | Oracle Arena, Oakland Affluence : 19 596 Arbitres : no 48 Scott Foster no 25 Tony Brothers no 28 Zach Zarba | ABC |

| 9 juin 2015 21:00 EDT | (en) Boxscore | Warriors de Golden State 91, Cavaliers de Cleveland 96 | Warriors de Golden State 91, Cavaliers de Cleveland 96 | Warriors de Golden State 91, Cavaliers de Cleveland 96 |  | Quicken Loans Arena, Cleveland Arbitres : no 43 Dan Crawford no 8 Marc Davis no 9 Derrick Stafford | ABC |
| 9 juin 2015 21:00 EDT | (en) Boxscore | Score par quart-temps : 20-24, 17-20, 18-28, 36-24     |                                                        |                                                        |  | Quicken Loans Arena, Cleveland Arbitres : no 43 Dan Crawford no 8 Marc Davis no 9 Derrick Stafford | ABC |
| 9 juin 2015 21:00 EDT | (en) Boxscore | Score par mi-temps : 37-44, 54-52                      |                                                        |                                                        |  | Quicken Loans Arena, Cleveland Arbitres : no 43 Dan Crawford no 8 Marc Davis no 9 Derrick Stafford | ABC |
| 9 juin 2015 21:00 EDT | (en) Boxscore | Stephen Curry 27 Green, Ezeli 7 Stephen Curry 6        | Points Rebonds Passes d.                               | LeBron James 40 Tristan Thompson 13 LeBron James 8     |  | Quicken Loans Arena, Cleveland Arbitres : no 43 Dan Crawford no 8 Marc Davis no 9 Derrick Stafford | ABC |

| 11 juin 2015 21:00 EDT | (en) Boxscore | Warriors de Golden State 103, Cavaliers de Cleveland 82          | Warriors de Golden State 103, Cavaliers de Cleveland 82 | Warriors de Golden State 103, Cavaliers de Cleveland 82 |  | Quicken Loans Arena, Cleveland Affluence : 20 562 Arbitres : no 17 Joe Crawford no 24 Mike Callahan no 41 Ken Mauer no 23 Jason Phillips | ABC |
| 11 juin 2015 21:00 EDT | (en) Boxscore | Score par quart-temps : 31-24, 23-18, 22-28, 27-12               |                                                         |                                                         |  | Quicken Loans Arena, Cleveland Affluence : 20 562 Arbitres : no 17 Joe Crawford no 24 Mike Callahan no 41 Ken Mauer no 23 Jason Phillips | ABC |
| 11 juin 2015 21:00 EDT | (en) Boxscore | Score par mi-temps : 54-42, 49-40                                |                                                         |                                                         |  | Quicken Loans Arena, Cleveland Affluence : 20 562 Arbitres : no 17 Joe Crawford no 24 Mike Callahan no 41 Ken Mauer no 23 Jason Phillips | ABC |
| 11 juin 2015 21:00 EDT | (en) Boxscore | Curry, Iguodala 22 Barnes, Iguodala, Livingston 8 Curry, Green 6 | Points Rebonds Passes d.                                | Timofeï Mozgov 28 Tristan Thompson 13 LeBron James 8    |  | Quicken Loans Arena, Cleveland Affluence : 20 562 Arbitres : no 17 Joe Crawford no 24 Mike Callahan no 41 Ken Mauer no 23 Jason Phillips | ABC |

| 14 juin 2015 20:00 EDT | (en) Boxscore | Cavaliers de Cleveland 91, Warriors de Golden State 104 | Cavaliers de Cleveland 91, Warriors de Golden State 104 | Cavaliers de Cleveland 91, Warriors de Golden State 104 |  | Oracle Arena, Oakland Affluence : 19 596 Arbitres : no 19 James Capers no 13 Monty McCutchen no 23 Jason Phillips | ABC |
| 14 juin 2015 20:00 EDT | (en) Boxscore | Score par quart-temps : 22-22, 28-29, 17-22, 24-31      |                                                         |                                                         |  | Oracle Arena, Oakland Affluence : 19 596 Arbitres : no 19 James Capers no 13 Monty McCutchen no 23 Jason Phillips | ABC |
| 14 juin 2015 20:00 EDT | (en) Boxscore | Score par mi-temps : 50-51, 41-53                       |                                                         |                                                         |  | Oracle Arena, Oakland Affluence : 19 596 Arbitres : no 19 James Capers no 13 Monty McCutchen no 23 Jason Phillips | ABC |
| 14 juin 2015 20:00 EDT | (en) Boxscore | LeBron James 40 LeBron James 14 LeBron James 11         | Points Rebonds Passes d.                                | Stephen Curry 37 Harrison Barnes 10 Andre Iguodala 7    |  | Oracle Arena, Oakland Affluence : 19 596 Arbitres : no 19 James Capers no 13 Monty McCutchen no 23 Jason Phillips | ABC |

| 16 juin 2015 21:00 EDT | (en)« Boxscore »(Archive.org • Wikiwix • Archive.is • Google • Que faire ?) | Warriors de Golden State 105, Cavaliers de Cleveland 97                                                 | Warriors de Golden State 105, Cavaliers de Cleveland 97 | Warriors de Golden State 105, Cavaliers de Cleveland 97 |  | Quicken Loans Arena, Cleveland Affluence : 20 562 Arbitres : no 48 Scott Foster no 9 Derrick Stafford no 8 Marc Davis no 28 Zach Zarba | ABC |
| 16 juin 2015 21:00 EDT | (en)« Boxscore »(Archive.org • Wikiwix • Archive.is • Google • Que faire ?) | Score par quart-temps : 28-15, 17-28, 28-18, 32-36                                                      |                                                         |                                                         |  | Quicken Loans Arena, Cleveland Affluence : 20 562 Arbitres : no 48 Scott Foster no 9 Derrick Stafford no 8 Marc Davis no 28 Zach Zarba | ABC |
| 16 juin 2015 21:00 EDT | (en)« Boxscore »(Archive.org • Wikiwix • Archive.is • Google • Que faire ?) | Score par mi-temps : 45-43, 60-54                                                                       |                                                         |                                                         |  | Quicken Loans Arena, Cleveland Affluence : 20 562 Arbitres : no 48 Scott Foster no 9 Derrick Stafford no 8 Marc Davis no 28 Zach Zarba | ABC |
| 16 juin 2015 21:00 EDT | (en)« Boxscore »(Archive.org • Wikiwix • Archive.is • Google • Que faire ?) | Curry, Iguodala 25 Draymond Green 11 Draymond Green 10                                                  | Points Rebonds Passes d.                                | LeBron James 32 LeBron James 18 LeBron James 9          |  | Quicken Loans Arena, Cleveland Affluence : 20 562 Arbitres : no 48 Scott Foster no 9 Derrick Stafford no 8 Marc Davis no 28 Zach Zarba | ABC |
| 16 juin 2015 21:00 EDT | (en)« Boxscore »(Archive.org • Wikiwix • Archive.is • Google • Que faire ?) | Golden State remporte la série 4 à 2 et remporte le titre NBA. Andre Iguodala est nommé MVP des Finales |                                                         |                                                         |  | Quicken Loans Arena, Cleveland Affluence : 20 562 Arbitres : no 48 Scott Foster no 9 Derrick Stafford no 8 Marc Davis no 28 Zach Zarba | ABC |

Matchs de saison régulière
Egalité dans la série 1 à 1.
| 9 janvier 2015 | Rapport | Cavaliers de Cleveland 94, Warriors de Golden State 112 | Cavaliers de Cleveland 94, Warriors de Golden State 112 | Cavaliers de Cleveland 94, Warriors de Golden State 112 |  | Oracle Arena, Oakland |

| 26 février 2015 | Rapport | Warriors de Golden State 99, Cavaliers de Cleveland 110 | Warriors de Golden State 99, Cavaliers de Cleveland 110 | Warriors de Golden State 99, Cavaliers de Cleveland 110 |  | Quicken Loans Arena, Cleveland |

C'est la première fois que ces deux équipes se rencontrent en Playoffs.

## Statistiques

### Leaders statistiques des playoffs
- Source: NBA.com Dernière mise à jour : après les matchs du 4 juin 2015

| Catégorie                                  | Joueur         | Équipe                          | Statistique | Matchs joués |
| ------------------------------------------ | -------------- | ------------------------------- | ----------- | ------------ |
| Minutes jouées par match                   | Anthony Davis  | Pelicans de La Nouvelle-Orléans | 43,0        | 4            |
| Points par match                           | Anthony Davis  | Pelicans de La Nouvelle-Orléans | 31,5        | 4            |
| Rebonds par match                          | Dwight Howard  | Rockets de Houston              | 14,0        | 17           |
| Passes décisives par match                 | John Wall      | Wizards de Washington           | 11,9        | 10           |
| Interceptions par match                    | Jimmy Butler   | Bulls de Chicago                | 2,42        | 12           |
| Contres par match                          | Anthony Davis  | Pelicans de La Nouvelle-Orléans | 3,0         | 4            |
| Pourcentage de réussite                    | DeAndre Jordan | Clippers de Los Angeles         | 71,6 %      | 14           |
| Pourcentage de réussite à 3 points         | 4 joueurs      | -                               | 100,0 %     | -            |
| Pourcentage de réussite aux lancers francs | 22 joueurs     | -                               | 100,0 %     | -            |
| Double-doubles                             | Dwight Howard  | Rockets de Houston              | 13          | 17           |
| Triple-doubles                             | Blake Griffin  | Clippers de Los Angeles         | 3           | 14           |

### Records individuels
- Dernière mise à jour : après les matchs du 4 juin 2015 aux États-Unis.

| Catégorie                   | Joueur                                                 | Équipe                                                                              | Statistique                                              | Date                                             |
| --------------------------- | ------------------------------------------------------ | ----------------------------------------------------------------------------------- | -------------------------------------------------------- | ------------------------------------------------ |
| Minutes jouées              | Jimmy Butler                                           | Bulls de Chicago                                                                    | 53 (2OT)                                                 | 23 avril 2015                                    |
| Points marqués              | James Harden                                           | Rockets de Houston                                                                  | 45                                                       | 25 mai 2015                                      |
| Tirs marqués                | LeBron James                                           | Cavaliers de Cleveland                                                              | 18 (sur 38 tentés)                                       | 4 juin 2015                                      |
| Tirs tentés                 | LeBron James                                           | Cavaliers de Cleveland                                                              | 38 (dont 18 marqués)                                     | 4 juin 2015                                      |
| Tirs à trois points marqués | J. R. Smith Stephen Curry                              | Cavaliers de Cleveland Warriors de Golden State                                     | 8 (sur 12 tentés) 8 (sur 13 tentés)                      | 20 mai 2015 15 mai 2015                          |
| Tirs à trois points tentés  | Stephen Curry                                          | Warriors de Golden State                                                            | 18 (dont 7 marqués)                                      | 23 avril 2015                                    |
| Lancers francs marqués      | James Harden                                           | Rockets de Houston                                                                  | 15 (sur 18 tentés) 15 (sur 15 tentés) 15 (sur 17 tentés) | 17 mai 2015 6 mai 2015 18 avril 2015             |
| Lancers francs tentés       | DeAndre Jordan                                         | Clippers de Los Angeles                                                             | 34 (dont 14 marqués)                                     | 6 mai 2015                                       |
| Rebonds                     | Dwight Howard                                          | Rockets de Houston                                                                  | 26                                                       | 24 avril 2015                                    |
| Rebonds offensifs           | Dwight Howard                                          | Rockets de Houston                                                                  | 11                                                       | 24 avril 2015                                    |
| Rebonds défensifs           | Blake Griffin                                          | Clippers de Los Angeles                                                             | 17                                                       | 26 avril 2015                                    |
| Passes décisives            | John Wall                                              | Wizards de Washington                                                               | 17                                                       | 21 avril 2015                                    |
| Interceptions               | Zaza Pachulia Jamal Crawford Stephen Curry Kyle Korver | Bucks de Milwaukee Clippers de Los Angeles Warriors de Golden State Hawks d'Atlanta | 6                                                        | 25 avril 2015 8 mai 2015 13 mai 2015 13 mai 2015 |
| Contres                     | 8 joueurs                                              | -                                                                                   | 5                                                        | -                                                |
| Balles perdues              | James Harden                                           | Rockets de Houston                                                                  | 13                                                       | 27 mai 2015                                      |